# أبو العلاء المعري
أبُو العَلاءِ أَحْمَدُ بنُ عَبدِ الله بنِ سُلَيمانَ بنِ مُحَمَّدٍ القُضَاعِي التَّنُوخِي المَعَرِّي الشَّهير اختصارًا بِـ«أبي العَلاء المَعَرِّي» هو شاعرٌ ومُفكِّر وعالم لغوي ونحويٌّ وأديب وفيلسوف من كبار أعلام الحضارة الإسلاميَّة عُمومًا وأحد أعظم شُعراء العرب والعربيَّة خُصُوصًا. وُلد ومات في معرَّة النُعمان من أعمال حلب شماليّ الشَّام، ونُسِب إليها فصار «المعرِّي»، وكان غزير الأدب والشعر، وافر العلم، غايةً في الفهم، عالمًا بِاللُّغة، حاذقًا بِالنحو. عاش أغلب حياته خلال العصر العبَّاسي الثاني الشهير بِـ«عصر نُفُوذ الأتراك» الذي شهد عدَّة اضطرابات سياسيَّة نتيجة ضعف سُلطة الخُلفاء واستبداد القادة التُرك بِالأمر، وانتقال الدولة من نظام الحُكم المركزي إلى اللامركزي، فانعكست هذه الأوضاع في أدبه وشعره.
نشأ أبو العلاء في بيت علمٍ وقضاءٍ ورياسةٍ وثراء، حيث تولَّى جماعةٌ من أهله القضاء في الشَّام، ونبغ منهم قبله وبعده كثيرون وصلوا لِلرياسة ونبغوا في السياسة، وكان فيهم عُلماء وكُتَّاب وشُعراء. أُصيب أبو العلاء بالجُدَريِّ صغيرًا فعَمِيَ في السنة الرابعة من عُمره، لكنَّهُ رُغم عاهته هذه تعلَّم النحو واللُّغة العربيَة على يد والده وبعض عُلماء اللُّغة من أهل بلده، فأصبح ضليعًا في فُنُون الأدب حتى إنَّه قال الشعر وهو ابن إحدى عشرة سنة. تزعم عدَّة روايات أنَّ أبا العلاء ارتحل إلى بضع بُلدان طلبًا لِلعلم، أبرزها بغداد التي أقام بها سنة وسبعة أشهر، ثم رجع إلى بلده ولزم منزله، وعمل في التصنيف، وكان إذا أراد التأليف أملى على كاتبه علي بن عبد الله بن أبي هاشم. وأدَّى اعتزال أبي العلاء لِلناس أن لُقِّب بِـ«رهين المحبسين»، أي محبس العمى ومحبس البيت.
عاش أبو العلاء مُتقشفًا زاهدًا في الدُنيا، وكان يُحرِّم إيلام الحيوان، ولم يأكل اللحم خمسًا وأربعين سنة. وكان يلبس خشن الثياب. ويرى العديد من الأدباء أنَّ التشاؤم غلب على أدبه وشعره، حتَّى قيل أنَّهُ لم يتزوَّج كي لا يُنجب أولادًا يُعانون مُرَّ الحياة. وعلَّل البعض تشاؤمه بِالمقام الأوَّل بِذهاب بصره مُنذُ الصغر إضافةً إلى موت والديه وفقره الشديد، يُضاف إلى ذلك عيشه في زمنٍ مليءٍ بِالفساد بِكُلِّ أشكاله الاجتماعيَّة والاقتصاديَّة والسياسيَّة، نتيجة الضعف الذي أصاب الخلافة العبَّاسيَّة كما أُسلف. كما قيل بأنَّهُ آمن أنَّ حياة الإنسان كُلَّها بِيد القدر ولن يستطيع التخلُّص منها، وفي نهاية المطاف لن يصل إلَّا للموت كما مات من سبقه من الخلق، فلم يعد يرى في الحياة تفاؤلًا لِعجزه عن تذوُّق جمالها وبهجتها بِعينيه. وقد نفى أُدباءُ وباحثون آخرون هذه التُهمة عن أبي العلاء.
تعدَّدت آراء الباحثين والدارسين والمُؤرِّخين بِخُصُوص إيمان أو إلحاد أبي العلاء، فمنهم من يقول إنَّه كان زنديقًا مُلحدًا، ومنهم من يقول إنَّه كان مُسلماً على غايةٍ من الدين. العديد من المصادر الأجنبيَّة، بعضها مما كتبه المُستشرقون، تُؤكِّد أنَّ أبا العلاء كان ناقدًا لِلأديان عامَّةً، لا يُفاضلُ بين اليهوديَّة والمسيحيَّة والإسلام والمجوسيَّة، وأنَّهُ كان رُبُوبيًّا. وقال بعضُ العُلماء المُسلمين مثل الإمام ابن كثير في البداية والنهاية، والإمام ابن الجوزي، أنَّ أبا العلاء كان زنديقًا حاقدًا على الإسلام، وأيَّد هذا الرأي عُلماءُ مُعاصرون مثل الشيخ عائض القرني. ودافع عُلماءُ آخرون عن أبي العلاء قائلين أنَّهُ كان سليم العقيدة، منهم على سبيل المِثال الحافظ السِلَفي، والإمام الذهبي، وقال آخرون مثل ابن الوردي أنَّ المعرِّي كان في بدايته زنديقًا فعلًا ثُمَّ تاب ورجع إلى الإسلام في آخر عُمره. ومن المُعاصرين المُدافعين عن صحَّة عقيدة أبي العلاء: محمود مُحمَّد شاكر وعبد العزيز الميمني وبنت الشاطئ، وغيرهم.
ترك أبو العلاء خلفه دواوينَ شعرية منها: سقط الزند، ولُزُوم ما لا يلزم المعروف بِـ«اللُزوميَّات». وقد تُرجم كثيرٌ من شعره إلى غير العربيَّة. وأمَّا كُتُبه فكثيرة، لعلَّ أهمُّها رسالة الغُفران.

## نسبه

### من جهة أبيه
هو أحمد بن عبد الله بن سُليمان بن مُحمَّد بن سُليمان بن أحمد بن سُليمان بن داود بن المُطهَّر بن زياد بن ربيعة بن الحارث بن ربيعة بن أنور بن أسحم بن أرقم بن النُعمان بن عَديّ بن غطفان بن عمرو بن بَريح بن جُذيمة بن تيم الله بن أسد بن وَبَرَة بن تغلب بن حُلوان بن عمران بن إلحاف بن قُضاعة التَّنُوخي؛ بحسب قول ابن خَلِّكان في وَفَيَات الأعيان، وابن العديم في «الإنصاف والتحرِّي».
وجُذُور بني تنُوخ ترجع إلى قبائل من قُضاعة تتنَّخوا، أي أقاموا، في الحيرة بِالعراق، فاختطُّوها وعمَّروها، وكانوا أُولي قُوَّةٍ وبأس، فغزاهم شاه فارس سابور ذي الأكتاف حتَّى ضعفوا عن مُقاومته، فسار بعضهم إلى الضَّيزن بن مُعاوية صاحب مدينة الحضر، فملكوا ما جاورها من البلاد واشتدَّت شوكتهم، فملَّكوا عليهم النُعمان بن عَديّ - الشهير بِـ«ساطع الجمال» - بعد مقتل الضَّيزن سالف الذِكر. ولمَّا مات النُعمان تفرَّقت كلمة التَّنُوخيين وتنازعوا الرياسة بعده، وفي ذلك الوقت كانت رحى حربٍ ضارية تجري بين الروم والفُرس، فاستعان الإمبراطور الرومي قُسطنطين بِالقبائل العربيَّة قاطنة البلاد القريبة من حُدُود ديار الفُرس، لا سيَّما وأنَّ تلك القبائل، وفي مُقدِّمتها قُضاعة، كانت اعتنقت المسيحيَّة، الدين الرسمي لِلإمبراطوريَّة الرومانيَّة، فـ«انضافوا إلى مُلُوك الروم». وقاتل التَّنُوخيُّون مع الروم قتالًا شديدًا وظفروا بِالفُرس في عدَّة مواقع، فأُعجب بهم الإمبراطور وفرَّق فيهم الدنانير والثياب، وقرَّبهم وأقطعهم مناطق تقع في القسم الشمالي من الشَّام، أي في مُقاطعة سورية، فاستقرَّت جماعةٌ منهم في المعرَّة.
ولمَّا فتح المُسلمون الديار الشَّاميَّة، نزل بنو تنُوخ قنَّسرين ومنبج وحماة وكفرطاب وغيرها وتغلَّبوا عليها، وامتنعوا عن أداء ما يقع عليه اسم الجزية، وقبل الخليفة عُمر بن الخطَّاب أن يأخذها على اسم الخراج. ومع مُرُور الوقت أخذ التَّنُوخيُّون يُقبلون على الإسلام حتَّى غلب عليهم، واستمرُّوا يُقيمون في ديارهم، وكان منهم أجداد أبي العلاء، وأجداد بني الفصيص أصحاب قنَّسرين، وبُيُوت المعرَّة منهم، وهم يرجعون إلى أسحم وعَديّ وغنم أولاد ساطع الجمال سابق الذِكر. فبنو سُليمان جد أبي العلاء، وبنو أبي حصين، وبنو عمرو، يُنسبون إلى أسحم. وبنو المُهذَّب وبنو زُريق يُنسبون إلى عَديّ، وبنو حواري وبنو جُهير يُنسبون إلى غنم.

### من جهة أُمِّه
تفرَّد ابن العديم بِتحديد نسب أبي العلاء من جهة أُمِّه، فقال إنَّها بنت مُحمَّد بن سبيكة، الذي رجَّح أن يكون من أهل حلب، وأنَّ خاله هو علي بن مُحمَّد بن سبيكة، الذي يقولُ فيه:
ويقول أيضًا:
ذكر الباحثون المُتأخرون أنَّ لِأبي العلاء أخوالًا ثلاثة: الأوَّل، أبو القاسم علي وهو الذي أرسل إليه القصيدة الدالية وفيها البيت المذكور أعلاه. كما أرسل إليه كتابًا عند خُرُوجه من العراق، وفيه يذكر موت أُمِّه ويصف بعض ما لقيه في بغداد وطريقها، ويعتذر عن عدم مُروره بِحلب في الذهاب والإياب. والخالُ الثاني يُكنى بِأبي بكر، ولم يُذكر بِحسب الظاهر إلَّا في الرسالة التي كتبها أبو العلاء لِخاله أبي القاسم يُعزِّيه فيها بِوفاة شقيقه في دمشق، ووفقًا لِهذه الرسالة فإنَّ أبا بكر كان لهُ ابنٌ كهل وأحفاد. أمَّا الخال الثالث فيُكنى بِأبي طاهر، ولا يبدو أنَّ أحدًا من المُتقدمين أتى على ذكره، ولكنَّ المُتأخرين استنتجوا صلة قرابته بِأبي العلاء بِسبب ما كتبه الأخير في رسائله. فقد ذكر ياقوت الحموي في مُعجم الأُدباء أنَّ أبا العلاء أرسل إلى أبي طاهرٍ هذا كتابًا وهو ببغداد، يبحثُ فيه عن كتابٍ يُقال أنَّهُ شرح السيرافي لِكتاب سيبويه. وليس في هذا الكتاب ما يدُل على أنَّهُ خاله سوى وصفه بِـ«أبي طاهر المُشرَّف بن سبيكة»، وذكره في رسالته إلى خاله أبي القاسم التي كتبها إليه حين طُلُوعه من العراق، وفيها يقول: «وَأَمَّا سَيِّدِي أَبُو طَاهِرْ فَقَدْ حَمَّلَنِي مِنْ اَلْأَنْعَامِ أُوقَا… وَمَا وَرِثَ بَرِيٌّ عَنْ كَلَالَةَ… إِنَّمَا تُقِيلُ أَبَاهُ… وَمِنْ أَشْبَهَ أَبَاهُ فَمَا ظَلَم… وَأَنْ أَحْمِلَ إِلَى مَوْلَايَ، أَدَامْ الله عِزَّهُ، وَإِلَى مَوْلَايَ أَبِي طَاهِرٍ عَضَّدَنِي الله بِبَقَائِهِ سَلَامًا…». وممَّا قد ينفي صلة القرابة هذه بين أبو العلاء وأبو طاهر ما ذكره المعرِّي في رسالته التي عزَّى فيها خاله أبا القاسم بقوله: «وَالله يُبْقِيهِ وَلَا يُشْقِيهِ… وَيُرِيهُ فِي مَوْلَايَ أَبِي طَاهِرٍ وَوَلَدُهُ مَا رَآهُ فِي وَلَدِهِ سَعْدُ اَلْعَشِيرَةِ… وَهُوَ أَدَامْ الله عِزَّهُ شَجَرَةٌ لَا تُثْمِرُ إِلَّا طَيِّبًا، وَمِنْ أَشْبَهَ أَبَاهُ فَمًا ظَلَم…». يعتبر اللُّغويّ مُحمَّد سليم الجُندي أنَّ هذا الكلام دليلٌ على أنَّ أبا طاهر ابنُ أبي القاسم لا أخوه، لأنَّ عبارة «ومن أشبه أباه فما ظلم»، إنَّما تُقالُ في مُشابهة الولد أباه، لا في مُشابهة الأخ أخاه. و«سعد العشيرة» إنَّما سُمِّي كذلك لِكثرة ولده وولد ولده، لا لِكثرة أولاد أخيه.

### أخواه
كان لأبي العلاء أخوان هو أوسطهما. أمَّا أكبرهما فهو أبو المجد مُحمَّد بن عبد الله بن سُليمان، المولود سنة 355هـ، وكان فاضلًا أديبًا شاعرًا، ولهُ ديوانُ شعرٍ مجموع، ويُعدِّونه بين الذين روى عنهم أبو العلاء. ولِأبي المجد ولدان وُلِّيا قضاء المعرَّة: أبو مُحمَّد عبد الله الذي كان من أقرب الناس إلى عمِّه أبي العلاء وأبرَّهم به وأكثرهُم إخلاصًا في خدمته، والقاضي أبو الحسن علي الذي سمع على عمِّه أبي العلاء جميع أماليه ونسخها بِخطِّه، ووُلِّي قضاء حماة في سنة 451هـ بعد موت أبي العلاء بِسنتين. أمَّا الأُخ الأصغر لِأبي العلاء فهو أبو الهيثم عبد الواحد، المولود سنة 371هـ، وكان شاعرًا مجيدًا، روى عنه أبو العلاء شيئًا من شعره، وجمعهُ لِولده زيد بن عبد الواحد، ومنهُ قوله وقد مرَّ بِرجُلٍ يقلع حجارةً من أطلال مدينة «سياث» البائدة:
وقد قرأ زيد بن عبد الواحد على عمِّه أبي العلاء، وكذلك قرأه عليه ولده جابر بن زيد، وكتب بِخطِّه من تصانيف أبي العلاء، ما شهد لهُ ابن العديم بِالفضل وحُسن النقل. وقد كُتب لِأبي العلاء أن يعيش بعد أخويه. أمَّا الأخ الأصغر، أبو الهيثم، فمات سنة 405هـ، ولمَّا يبلغ الخامسة والثلاثين من عُمره، وليس له عقب سوى زيد وولده جابر. وأمَّا الأخ الأكبر أبو المجد، فعاش حتَّى بلغ الخامسة والسبعين من عُمره، وتُوفِّي سنة 430هـ. وجميع بني سُليمان المُتأخرون يتحدَّرون من إبنيّ أبي المجد. وقد استقصى ابن العديم من اشتهر منهم، إلى مُنتصف القرن السابع الهجري، بِالعلم والفضل، ومن وُلِّي القضاء. ثُمَّ نقل عن أبي القاسم بن الحُسين الأنصاري، عن الحافظ أبي طاهر السلفي أنَّهُ قال: «قَالَ لِيَ اَلرَّئِيسُ أَبُو اَلْمَكَارِمْ يَعْنِي عَبْدَ اَلْوَارِثْ بْنْ مُحَمَّدْ بْنْ عَبْدِ اَلْمُنْعِمْ اَلْأَبْهَرِي، وَكَانَ مِنْ أَفْرَادِ اَلزَّمَانِ ثِقَةً مَالِكِي اَلْمَذْهَبِ:…وَكَانَتْ اَلْفَتَاوَى فِي بَيْتِهِمْ عَلَى مَذْهَبِ اَلشَّافِعِي  مِنْ أَكْثَرَ مِنْ مِائَتَيْ سَنَةٍ بِالْمَعَرَّةِ».

## حياة المعرِّي وسيرته

### مولده

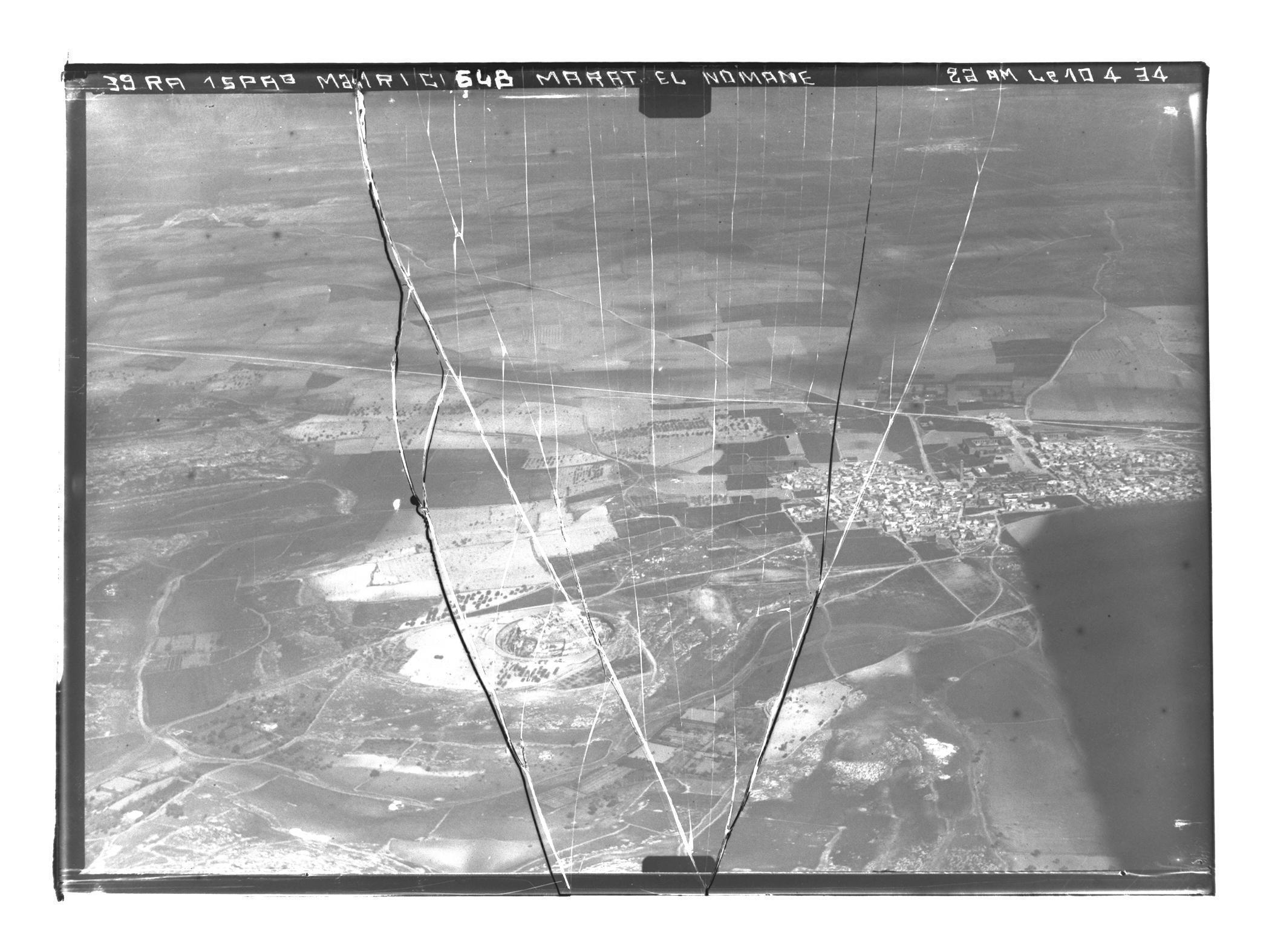
صورة جويَّة لِمعرَّة النُعمان، مسقط رأس أبو العلاء، تعود إلى سنة 1934م، خلال الانتداب الفرنسي على سوريا ولُبنان. تصوير طيَّار فرنسي في جيش المشرق.

اتَّفق جُمهُور المُؤرِّخين على أنَّ أبا العلاء وُلد في معرَّة النُعمان عند غُرُوب شمس يوم الجُمُعة 27 ربيع الأوَّل 363هـ المُوافق فيه 25 كانون الأوَّل (ديسمبر) 973م، وقد نقل ذلك أبو الخطَّاب العلاء بن خُرَّم، عن أبي العلاء نفسه، وذكره كذلك ياقوت الحموي في مُعجم الأُدباء، وأبو البركات الأنباري في نُزهة الألباء، والإمام السيوطي في «بغية الوُعاة في طبقات النُحاة»، والخطيب البغدادي في تاريخ بغداد، والصَّفدي في الوافي بِالوفيَّات، وابن تغري بردي في النُجُوم الزاهرة، وغيرهم. أسماه أبوه «أحمد»، وكنَّاه بِـ«أبي العلاء»، تقول نرجس توحيدي: «ويبدو أنَّ قومه كانوا يكنُّون الأولاد مُنذُ الحداثة»؛ فيقول أبو العلاء:
ويظهر من كلامه أنَّهُ كان غير راضٍ بِهذا الاسم، ولا بِتلك الكُنية، لِما يشعُر بهما من المدح والتعظيم، فقد قال عن اسمه:
وقال عن كُنيته:

### لعبه في حداثته
ذُكر أنَّ أبا العلاء في حداثة سنِّه كان يلعب مع الصبيان، ونقل أبو منصور الثعالبي في يتيمة الدهر عن الشاعر أبي الحسن الدلفي المصِّيصِي أنَّهُ قال: «لَقِيْتُ بمَعَرَّةِ النُّعْمَان عَجَبًا مِنَ العَجَبِ رَأَيْتُ أَعْمَى شَاعِرًا ظَرِيفًا يَلْعَبُ بالشِّطْرَنْجِ والنَّرْدِ ويَدْخُلُ في كُلِّ فَنٍّ مِنَ الجِدِّ والهَزْلِ يُكَنَّى أَبَا اَلْعَلَاءْ». يقول ابن العديم عن هذا: «وهَذَا إِنْ صَحَّ عَنْ أَبِي العَلَاء فَقَد كَانَ في حَالِ حَدَاثَتِهِ؛ فَإِنَّ أَبَا العَلَاء  كَانَ بَعِيدًا مِنَ اللَّعِبِ والهَزْلِ». وشكَّ طٰه حُسين في صحَّة ذلك، فقال: «ومَا نَشُكُّ في إِحْدَى اِثْنَتَيْنِ: إِمَّا أَنْ تَكُونَ اَلرِّوَايَةُ مَكْذُوبَةً مَصْدَرُهَا المُبَالَغَةُ والْإِغْرَاقُ، فِيمَا شَاعَ مِنْ ذَكَاءِ اَلرَّجُلِ وَقُوَّةِ حِسِّهِ، وَصِدْقِ فِطْنَتِهِ، وإِمَّا أَنْ يَكُونَ لَعِبُهُ لِلشِّطْرَنْجِ قَدْ كَانَ بِأَحْجَارٍ مُعَلَّمَةٍ تُمَيِّزُهَا الأَيْدِي، وذَلِكَ شَيْءٌ لَمْ نَصِلْ إِلَى مَعْرِفَتِهِ الآنَ، ورُبَّمَا كَانَ يَلْعَبُ الشِّطْرَنْجَ بِلِسَانِهِ كَمَا يَلْعَبُهُ أَهْلُ الغَرْبِ الآنَ بِرَسَائِلِ البَرْقِ والْبَرِيدِ». أمَّا مُحمَّد سليم الجُندي فيُرجِّح صحَّة هذا الأمر، نظرًا لأنَّ أبا العلاء ذكر الشطرنج ورقعته وأسماء قطعه في مواطن من شعره، منها قوله في سقط الزند:

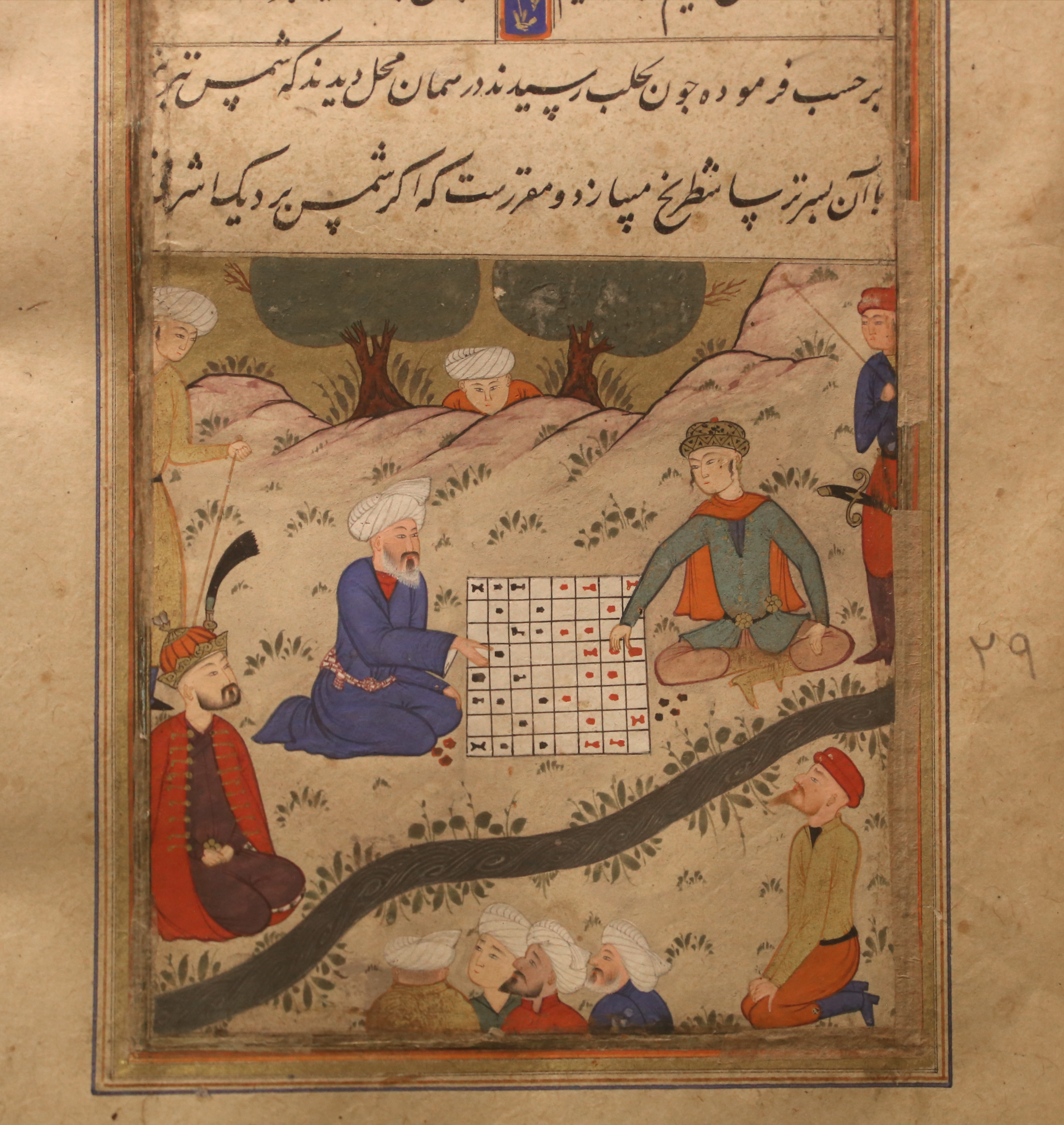
مُنمنمة فارسيَّة تُصوِّرُ رجُلين يلعبان بِالشَّطرنج. يُرجَّح أنَّ أبا العلاء لعبها أيضًا خِلال حداثته على الأقل، قياسًا على ما ورد في شعره، وفق ما استنتجهُ اللُّغويّ مُحمَّد سليم الجُندي.

وقوله في اللُّزوم:
وقوله:
يعتبر الجُندي أنَّ مثل هذه الأبيات لا يتأتَّى قولها إلَّا لِعارف منزلة الرُّخ والفيل والفَرَزَان والبيدق، عالم بِأنَّ البيدق أضعفها وأنَّ الفرزان أقواها، وأنَّ البيدق قد يفتك بِالفرزان. وقد يُحوَّلُ فرزانًا، وقد يقتل الشاه لأنَّ غير العالم بِذلك لا يستطيع أن يصوغ هذه المعاني المُطابقة لِلعب الشطرنج. وقد استوفى أسماء الرقعة والقطع التي يلعب بها، وهي: الشاه والفرزان والرُّخ والفيل والبيدق. ويستشهد الجُندي بِما ذكره الشيخ صلاح الدين الصَّفدي في «نكث الهميان» لِيُؤكِّد أنَّ بعض العميان كانوا قادرين على اللعب بِالشطرنج، فقد ذكر الصفدي في مُؤلَّفه سالف الذِكر أنَّهُ رأى في مصر أعمى يلعب بِالشطرنج مع العوالي ويغلبهم، فقال: «وَأَمَّا أَنَا فَقَدْ رَأَيْتُ فِي اَلدِّيَارِ اَلْمِصْرِيَّةِ إِنْسَانًا بِعَلَاءِ اَلدِّينِ بْنْ قَيْدَانِ أَعْمَى. وَهُوَ عَالِيَةٌ فِي اَلشَّطْرَنْجِ يَلْعَبُ وَيَتَحَدَّثُ وَيَنْشُدُ اَلشِّعْرَ وَيَتَوَجَّهُ إِلَى بَيْتِ اَلْخَلَاءِ وَيَعُودُ إِلَى اَللَّعِبِ وَلَا يَتَغَيَّرُ عَلَيْهِ نَقْلُ شَيْءٍ مِنْ اَلْقِطَعِ. وَهَذَا مَعْرُوفٌ يَعْرِفُهُ أَصْحَابُنَا فِي اَلْقَاهِرَةِ».

### مرضه وذهاب بصره
ابتُلي أبو العلاء بِمصائب عدَّة خلال حياته، وأوَّلُ فاجعةٍ منها ذهاب بصره بِسبب الجدري. وقد اختلف المُؤرِّخون في تحديد زمن عماه، فقيل أنَّهُ وُلد أعمى، وقيل عمي وهو ابنُ ثلاث سنين، وقيل ابنُ أربع، وقيل ابنُ أربعٍ وشهر، وقيل ابنُ سبعٍ، وقال الخطيب البغدادي أنَّهُ عمي في صباه دون أن يُحدِّد سنُّه، ونقل عبد العزيز الميمني عن صاحب كتاب «آثار العجم» أنَّ أبا العلاء عمي حين بلغ سبعين سنة. وأصحُّ الأقوال عند جُمهُور المُؤرخين، بما فيهم الغربيين، أنَّهُ أُصيب بالجدري وذهب بصره وهو ابنُ أربع سنين، وقد قال أبو العلاء نفسه في رسالته إلى داعي دُعاة الفاطميين المُؤيَّد في الدين الشيرازي، أنَّهُ أُصيب بالعمى وهو في الرابعة من عُمره: «…وَقَدْ عَلِمَ الله أَنَّ سَمْعِي ثَقِيلٌ، وَبَصَرِي عَنْ اَلْأَبْصَارِ نُقِيلٌ. قُضِيَ عَلَيَّ وَأَنَا اِبْنُ أَرْبَعٍ، لَا أُفَرِّقُ بَيْنُ اَلْبَازِلْ وَالرَّبْعَ(1)، ثُمَّ تَوَالَتْ مِحَنِي، فَأَشْبَهَ شَخْصِي اَلْعُودُ اَلْمُنْحَنِي…».

#### أثر الجدري في وجهه

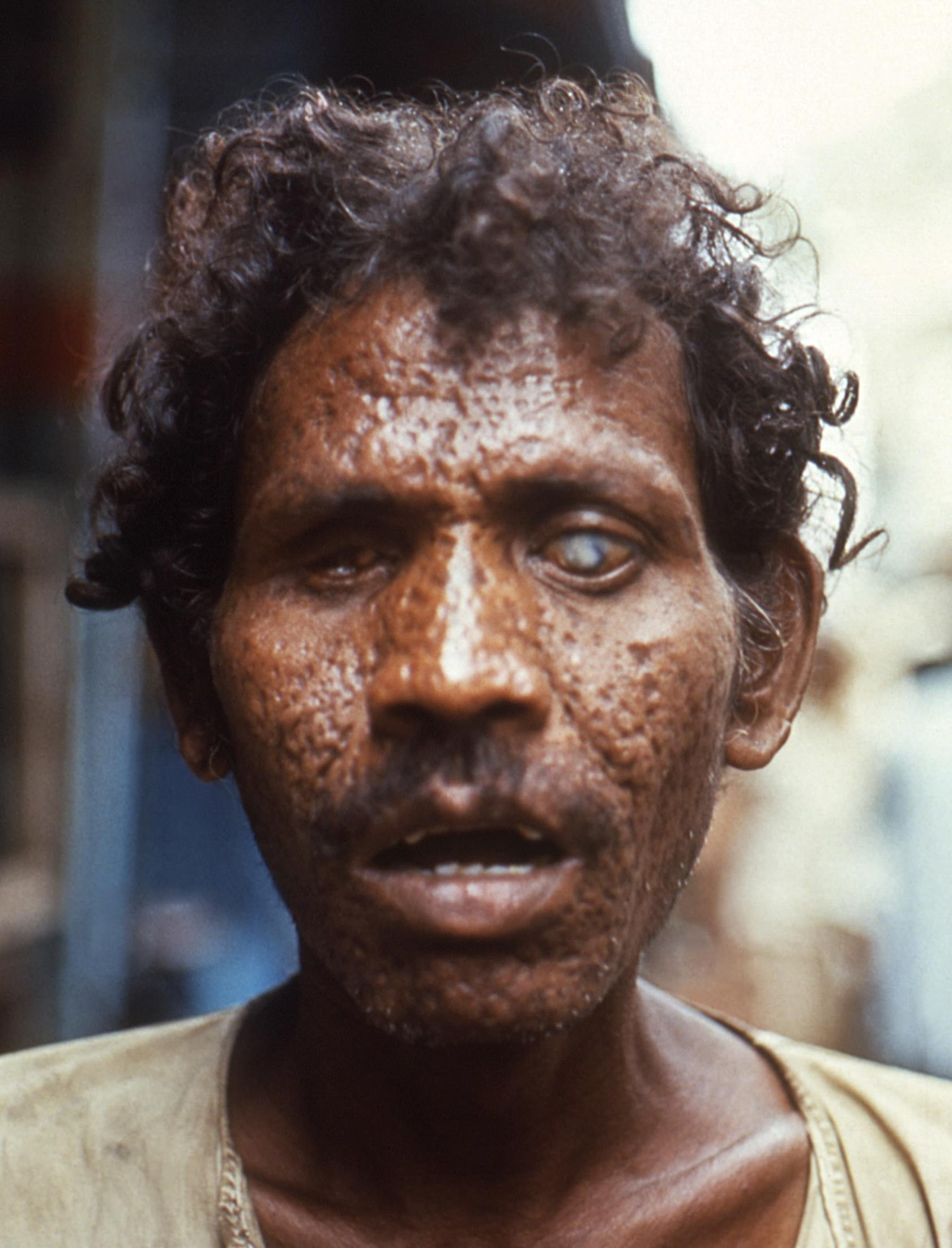
رجُلٌ مُصابٌ بِالعمى بِسبب الجدري. يُلاحظ أنَّهُ أُصيب بذات العاهات التي ذكر المُؤرِّخون ظهورها على أبي العلاء: ابيضاضٌ في عينٍ وغور الأُخرى، وتجدُّر الوجه. الصورة غايتها توضيحيَّة.

كان من آثار هذه النكبة التي ابتُليَ بها أبو العلاء في فاتحة حياته، أنَّهُ غَشِيَ عينَه اليُمنى بياضٌ فندرت (أي برزت)، وذهبت اليُسرى جُملةً فغارت، وظهر في أديم وجهه أثرُ الجُدَري. وقد نقل ابن العديم عن رجُلٍ يُدعى «ابن مُنقِذ»، رجَّح أن يكون هو نفسه صاحب كفرطاب أبو المُتوَّج مُقلَّد بن نصر بن مُنقذ، أنَّهُ رأى أبا العلاء وهو صبيٌّ دون البُلُوغ، فوصفه قائلًا: «وَهُوَ صَبِيٌّ دَمِيمُ الخِلْقَةِ، مَجْدُورُ الوَجْهِ، عَلَى عَيْنَيْهِ بَيَاضٌ مِنْ أَثَرِ الجُدَرِيِّ، كَأَنَّهُ يَنْظُرُ بِإِحْدَى عَيْنَيْهِ قَلِيلاً». ظلَّ أبو العلاء موسومًا بِهذه السِّمة لِآخر حياته، فقد نقل ابنُ خَلِّكان عن الحافظ السِّلَفي عن أبي مُحمَّد عبد الله بن الوليد بن غريب الأيادي المعرِّي أنَّهُ دخل على أبي العلاء يزورُه، وهو شيخٌ فانٍ، فرأى إحدى عينيه نادرةً والأُخرى غائرةً جدًا، وهو مُجَدَّرُ الوجه نحيف الجسم، قال: «فدَعَا لِي ومَسَحَ عَلَى رَأْسِي وَكُنْتُ صَبِيًّا. وَكَأَنِّي أَنْظُرُ إِلَيْهِ السَّاعَة وإِلَى عَيْنَيْهِ: إِحْدَاهُمَا نَادِرَةٌ والْأُخْرَى غَائِرَةٌ جِدًّا، وهُوَ مُجَدَّرُ الوَجْهِ نَحِيفُ الجِسْمِ».

#### أثر الجدري والعمى في نفسه
نقل أبو منصور الثعالبي في يتيمة الدهر عن أبي الحسن الدلفي المصِّيصِي أنَّهُ رأى أبا العلاء في المعرَّة وسمعه يقول: «أَنا أَحْمد الله على الْعَمى كَمَا يَحْمَدُهُ غَيْرِي عَلَى الْبَصَرِ فَقَد صَنَعَ لي وَأحْسَنَ بِي إِذْ كَفَانِي رُؤْيَةَ الثُّقَلَاءِ الْبُغَضَاء». ونسب البعض مثل الشيخان صلاح الدين الصَّفدي وعبد الغني النابلسي بيتين من الشعر لِأبي العلاء:
وقد نسبهما الشَّريشي في شرحه مقامات الحريري إلى بشَّار بن برد، ونسبهما جمال الدين الوطواط في «الغرر والعرر» لِأبي العيناء. ويقول أحمد تيمور باشا أنَّه لم يعثر على هذين البيتين في شعر أبي العلاء، ولعلَّهما من شعره المفقود إن صحَّ وكان قائلهما. ومن الشعر الشبيه بِما ورد أعلاه، والذي تُؤكَّد نسبته إلى أبي العلاء، قوله في اللُّزوميَّات:
يشرح مُحمَّد سليم الجُندي قائلًا أنَّ حمد الله على العمى لا ينُمُّ على سُرُور أبي العلاء واغتباطه به، وإنَّما هو من تلقَّي القضاء بِالرضى والاستسلام إلى ما لا يُستطاع دفعُه. فهو «نَفْثَةُ مَصْدُورٍ، لَا يَشِذُّ صَاحِبُهَا عَنْ طَرِيقِ اَلدِّينِ وَالْأَدَبِ مَعَ رَبِّهِ». ويُضيفُ الجُندي قائلًا إنَّ شعر أبي العلاء الذي يعرض فيه لِذكر الجدري والعمى مغمورٌ بِالألم الشديد والحُزن العميق، طافحٌ بِالحسرات والزفرات، وهذا يدُلُّ على أنَّ لهما في نفسه أشدُّ وقعٍ وأمضُّ أثر، ومن ذلك قوله:
وقوله:
وقوله:
والظاهر أنَّ مرض الجدري كان شائعًا في المعرَّة ومُحيطها، إذ كان يعتادها حينًا بعد آخر، فقد تفشَّى في المعرَّة وضاحيتها نحو سنة 1312هـ، فذهب بِعُيُون كثيرٌ من الناس، وشوَّه وُجُوهًا كثيرة، وعمي بِسببه كثيرون لِفقد الأطبَّاء. ويقول الجُندي أيضًا أنَّهُ رأى كثيرٌ من الناس ممن أُصيب بِهذه العلَّة، فأصبحت وُجُوههم بعد نضرتها تُشبه ما وُصف به وجهُ أبي العلاء.
نقل الصَّفدي وأبو الفتح العبَّاسي وغيرهما، أنَّ أبا العلاء لم يعرف من الألوان إلَّا الأحمر، وذلك لِقوله: «لَا أَعْرِفُ مِنَ الأَلْوَانِ إِلَّا الْأَحْمَر لِأَنِّي أُلبِسْتُ فِي الجِدْرِيّ ثَوبًا مَصْبُوغًا بِالعُصْفُرِ لَا أَعْقِلُ غَيْرَ ذَلِك». ونقل ابن العديم عن القاضي الحسن بن الخشَّاب الحلبي أنَّ أبا العلاء قال لِجماعةٍ حضروا عنده: «عُدُّوا عَلَيَّ اَلْأَلْوَانَ»، فقالوا: أبيض وأخضر وأصفر وأسود وأحمر، فقال: «هَذَا هُوَ مَلِكُهَا»، يعني الأحمر. يعتبر الجُندي أنَّ هذا القول غريبٌ جدًا لِأنَّ أبا العلاء تصدَّى في شعره إلى وصف كثيرٍ من الأشياء المُلوَّنة بِغير الأحمر وأحكم فيها الوصف والتشبيه.

### دراسته في المعرَّة

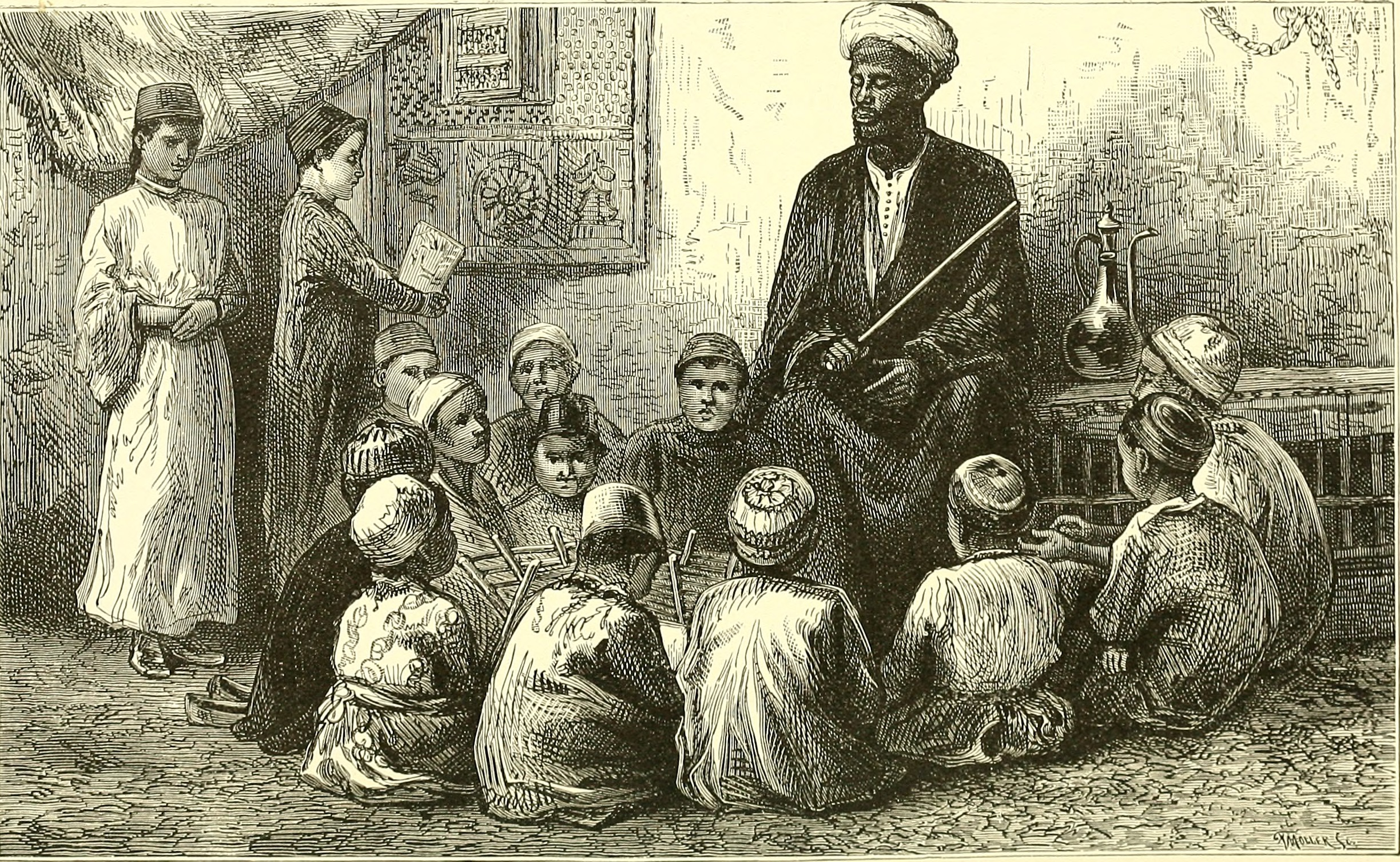
رسمٌ لِشيخٍ يُدرِّسُ تلاميذه في إحدى الكُتَّاب (سنة 1894م). يُحتملُ أنَّ أبا العلاء تلقَّى علومه الأولى بهذه الطريقة.

لم تذكر المصادر التاريخيَّة تفاصيل طلب أبو العلاء لِلعلم في معرَّة النُعمان، كما أنَّ شُيُوخه الذين تتلمذ على أيديهم في بلدته هذه غير معروفين على وجه الدقَّة. وكُل ما ذكره المُؤرِّخون المُتقدِّمون أنَّ أبا العلاء قرأ القُرآن بِكثيرٍ من الروايات على شُيُوخٍ يُشارُ إليهم في القراءات، وأنَّهُ قرأ النحو واللُّغة على أبيه وعلى جماعةٍ من أهل بلده كبني كوثر أو من يجري مجراهم من أصحاب ابن خالويه وطبقته. ويقول مُؤرِّخون مُتأخرون أنَّ أبا العلاء أُتيح لهُ أن ينهل من ثقافة أُسرته العالمة ويرث عنهم محبَّة العلم وأهله. فقد كان أبوه عبد الله أديبًا لُغويًّا شاعرًا روى عن ابن خالويه وعن جماعةٍ من عُلماء حلب والمعرَّة. وكان جدُّه سُليمان بن مُحمَّد قاضيًا فاضلًا فصيحًا شاعرًا مُحدِّثًا روى عن جماعةٍ من العُلماء. وكانت جدَّتُه أُمَّ سلمة بنت الحسن بن إسحٰق بن بُلبُل عالمةً بِالحديث. وكان أخوه الأكبر أبو المجد مُحمَّد بن عبد الله بن سُليمان أديبًا شاعرًا.
ومن المُؤكَّد أنَّ آفة العمى لم تحل بين أبي العلاء وطلب العلم، لكنَّ الطريقة التي سلكها في تعلُّمه لم تأتِ على ذكرها كُتُب المُؤرِّخين. لكنَّ مُحمَّد سليم الجُندي، ابن المعرَّة أيضًا، يفترض أنَّ تلك الطريقة لا تختلف عن العادة التي أدركها في مسقط رأسه مُنذُ أوائل القرن العشرين الميلاديّ في تعليم الأطفال المُبصرين والمكفوفين. فكان الطفل إذا بلغ السابعة من عُمره وضعه أبوه في كُتَّابٍ عند شيخ. وأوَّل ما يُعلِّمه حُرُوف الهجاء، ثُمَّ يُعلِّمه القُرآن، ثُمَّ يُعلِّمه أحكام القراءة والتجويد، فإذا أتمَّ ذلك نقلهُ إلى شيخٍ آخر في مسجدٍ أو مدرسة، فيُعلِّمه شيئًا من النحو والفقه، ثُمَّ إذا شاء نقله إلى شيخٍ آخر فدرس عليه ما أراد من عُلُوم الدين واللسان وغيرهما. ويُرجِّح الجُندي أن يكون أبو العلاء تعلَّم الهجاء بِالقافة، أي الحُرُوف النافرة التي يُعلَّم بها المكفوفون اليوم، لأنَّها كانت معروفةً في ذلك العهد، على ما يُشعر به كلام أبي العلاء حيثُ يقول:
ويُؤيِّد هذا تصويره أشكال بعض الحُرُوف كقوله:
يقول القفطي في «إنباه الرُواة» عن طلب أبي العلاء لِلعلم: «وَلَمَّا كَبُرَ أَبُو اَلْعَلَاءْ، وَوَصَلَ إِلَى سِنِّ اَلطَّلَبِ، أَخْذَ اَلْعَرَبِيَّةَ عَنْ قَوْمٍ مِنْ بَلَدِهِ، كَبَنِي كَوْثَرْ، أَوْ مَنْ يَجْرِي مَجْرَاهُمْ مِنْ أَصْحَابِ اِبْنْ خَالَوَيْهْ وَطَبَقَتُهُ، وَقَيَّدَ اَللُّغَة عَنْ أَصْحَابِ اِبْنْ خَالَوَيْهْ أَيْضًا». وحدَّد أحد شُيُوخ أبو العلاء، وهو القاضي أبو عمرو عُثمان بن عبد الله الكرجيّ، وقال أنَّهُ سمع منه كتاب غريب الحديث لِابن قُتيبة. ولم يُسمِّ القفطي أحدًا من بني كوثر أو من أصحاب ابن خالويه الذين درس المعرِّي عليهم. غير أنَّ عبد العزيز الميمني ذكر في كتابه «أبو العلاء وما إليه» اسم واحدٍ من أصحاب ابن خالويه في عداد شُيُوخ المعرِّي هو أبو القاسم المُبارك بن عبد العزيز. أمَّا ابن العديم فذكر عدَّة شُيُوخ لِلمعرَّي، فقال أنَّهُ أخذ الحديث عن أبيه وجدِّه وأخيه وجدَّته، وعن أبي زكريَّا يحيى بن مسعر بن مُحمَّد المعرِّي التَّنُوخي، وعن أبي الفتح مُحمَّد بن الحسن بن روح المعرِّي، وعن أبي الفرج عبد الصمد بن أحمد بن عبد الرحمٰن الضرير الحمصي، وعن أبي بكر مُحمَّد بن عبد الرحمٰن الرحبي، وعن أبي عبد الله مُحمَّد بن يُوسُف بن كركير الدُقِّي، وعن القاضي أبي عمرو عُثمان بن عبد الله الطرسوسي. وروى عن أخيه أبي الهيثم شيئًا من شعره وخرَّج من أحاديثه سبعة أجواء رُويت عنه. وقال ابن العديم أيضًا أنَّ أبا العلاء قرأ اللُغة والنحو في المعرَّة على أبيه وعلى أبي بكر مُحمَّد بن مسعود بن مُحمَّد بن يحيى بن الفرج النحوي.
ومن المعروف أنَّ أبا العلاء كان مُتَّقد الذهن، عجيب الحفظ، وكان يقول: «مَا سُمِعَتُ شَيْئًا إِلَّا حَفِظْتُهُ، وَمَا حَفِظَتْ شَيْئًا فَنَسِيَتْهُ». يشهد لهُ بذلك تلميذه أبو زكريَّا التبريزي، الذي يروي أنَّه كان جالسًا في المسجد يقرأ على أبي العلاء شيئًا من تصانيفه، فدخل المسجد رجلٌ من بلده تبريز للصلاة فرآه وعرفه، فقام وكلَّمه بِلُغته الأُم، أي الأذريَّة، فلمَّا عاد سأله أبو العلاء أيُّ لسانٍ هذا؟ فأجابه أنَّهُ لسان أهل أذربيجان، فقال أبو العلاء: «مَا عَرَفَتُ اَللِّسَانَ وَلَا فَهِمْتُهُ غَيْر أَنِّي حَفِظَتْ مَا قَلَتَمَاَهْ»، وأعاد له ما قالاه لفظًا بِلفظ.

### رحلاته في طلب العلم
زعم كثيرٌ ممن كتب في أبي العلاء، أنَّهُ بعد أن أتمَّ ما أخذه عن عُلماء بلده، رحل إلى حلب وأنطاكية واللاذقيَّة وطرابُلس من البُلدان الشَّاميَّة، وإلى بغداد لِأجل طلب العلم، بل قيل أيضًا أنَّهُ ذهب إلى صنعاء بِاليمن.

#### رحلته إلى حلب
قال ابن العديم أنَّ أبا العلاء دخل حلب وهو صبيّ وقرأ على مُحمَّدٍ بن عبد الله بن سعد النَّحوي رواية ديوان المُتنبِّي. وذكر هذه الرحلة ابن خلِّكان، والإمام السيوطي، وغيرهما. ولم يذكر أحدٌ من هؤلاء المُؤرِّخين زمن قُدُوم أبي العلاء إلى حلب ولا مُدَّة إقامته هُناك، بل اكتفوا بِالقول أنَّهُ دخلها وهو صبيّ. يقولُ الدكتور مُحمَّد طاهر الحمصي أنَّهُ لا يُستبعد دُخُول المعرِّي حلب أكثر من مرَّة، لِأنَّ أخواله بني سبيكة كانوا من أهلها وأعيانها. وممَّا يُقوِّي هذا الرأي أنَّ أخواله كانوا أهل فضلٍ وعلم، وأنَّ صلته بهم لم تنقطع طوال حياته، وفي رسائله المُتعدِّدة إليهم ما يُثبت ذلك. يُشكِّك مُحمَّد سليم الجُندي في دُخُول المعرِّي إلى حلب خلال صباه، لأنَّ كلمة «صبيّ» في العربيَّة تعني الصَّغير دون الغُلام أو من لم يُفطم بعد. وإن تقرَّر القول بِصحَّة رحلته إلى المدينة المذكورة، فإنَّ شعره الذي يصفها فيه ليس بِشعر صبيٍّ، منها قوله في السقط:
وقوله من قصيدةٍ يُهنِّئ بها واليًا بِزفافٍ:
وقوله في اللُّزوميَّات في الخمر:
ويُضيفُ الجُندي مُؤكِّدًا أنَّ هذه الأبيات لا تُؤكِّد - رُغم ذلك - دُخُول أبو العلاء لِحلب. كذلك لا تُؤكَّد رحلته إليها رُغم ذِكرها في مواطن من نثره، منها قوله في رسالته إلى خاله: «مَا نَكَّبَتُ حَلَبُ فِي اَلْإِبْدَاءِ وَالِانْكِفَاءِ، إِلَّا كَمَا تُنَكَّبُ خُرَيْدَة اَلْمَحَارِ، لِمَا دُونِهَا مِنْ أَهْوَالِ اَلْبِحَارِ». كما ذكر في رسالة الغُفران أسماء طائفةٍ من رجالها. ولكن ذلك كُلَّهُ، بِرأي الجُندي، لا يوجب أن يكون عرفهم، ولا أن تكون معرفته بهم في حلب، ولا أن يكون أخذ علمًا عن أحد من عُلمائها. وقد كانت في حلب آنذاك مكتباتٍ كثيرة، منها مكتبةُ بِجامع حلب وقَّفها سيف الدولة الحمداني وغيره، لكنَّها نُهبت خلال فتنةٍ طائفيَّة بين أهل السُنَّة والشيعة أثناء حياة المعرِّي، وأشار ابن العديم إلى أنَّ خزانة الكُتُب في حلب نُهبت في زمن أبي العلاء، ولم يبقَ فيها إلَّا القليل ثُمَّ جدَّد الكُتُب فيها أبو النَّجم هبة الله بن بديع وزير الملك رضوان بن تُتُش ثُمَّ وقَّف غيره كُتُبًا أُخر بها. وبِهذا لا يستبعد الجُندي أن يكون أبو العلاء قد دخل حلب لِلاطلاع على مكتباتها، على أنَّه يخلص إلى نتيجةٍ هي أنَّ أبا العلاء لم تثبت رحلته إلى حلب لِطلب العلم بِطريقٍ صحيحٍ واضح، ولعلَّ رحلته إليها كانت لِغايةٍ أُخرى.

#### رحلته إلى أنطاكية

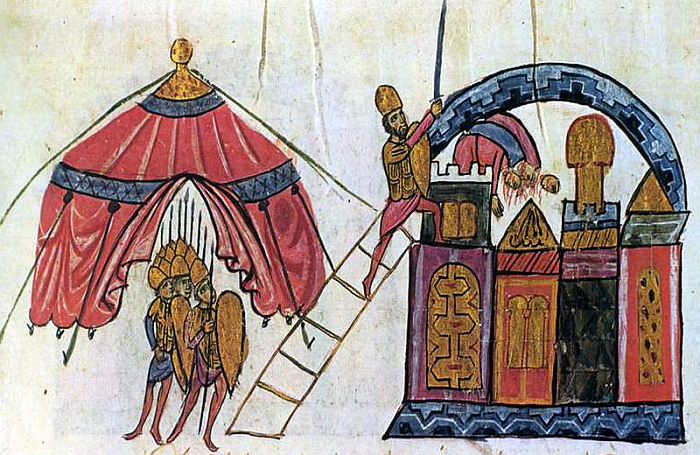
مُنمنمة تُصوِّرُ سُقُوط أنطاكية بأيدي الرُّوم البيزنطيين سنة 358هـ المُوافقة لِسنة 969م. تطعن هذه الحادثة بِالرواية القائلة بِسفر أبي العلاء إلى المدينة ودراسته فيها.

روى البديعي الدمشقي(2) في «الصبح المُنبِّي» عن الأمير أُسامة بن مُنقذ قصَّة، خُلاصتها، أنَّهُ كانت بِأنطاكية مكتبة وكان الخازن بها رجُلًا علويًّا، فقال لِلأمير يومًا: «قَدْ خَبَّأَتُ لَكَ خَبِيئَةً غَرِيبَةً ظَرِيفَة، لَمْ يُسْمَعْ بِمِثْلِهَا فِي تَارِيخٍ وَلَا فِي كِتَابٍ مَنْسُوخٍ»، فسأله ما هي، فقال: «صَبِيٌّ دُونَ اَلْبُلُوغِ ضَرِيرٌ يَتَرَدَّدُ إِلَيَّ، وَقَدْ حَفَّظَتُهُ فِي أَيَّامٍ قَلَائِلَ عِدَّةَ كُتُبٍ؛ وَذَاكَ أَنِّي أَقْرَأُ عَلَيْهِ اَلْكُرَّاسَةَ وَالْكُرَّاسَتَيْنِ مَرَّةً وَاحِدَةً، فَلَا يَسْتَعِيدُ إِلَّا مَا يَشُكُّ فِيهِ، ثُمَّ يَتْلُو عَلَى مَا قَدْ سَمِعَهُ، كَأَنَّهُ كَانَ مَحْفُوظًا لَهُ… سُبْحَانَ الله! كُلُّ كِتَابٍ فِي اَلدُّنْيَا يَكُونُ مَحْفُوظًا لَهُ! وَلَئِنْ كَانَ ذَلِكَ كَذَلِكَ فَهُوَ أَعْظَمُ». ثُمَّ حضر الصبيُّ المُشار إليه، ووصفهُ أُسامة بن مُنقذ بِقوله: «…وَهُوَ صَبِيٌّ دَمِيمُ اَلْخِلْقَةِ، مُجَدَّرُ اَلْوَجْهُ، عَلَى عَيْنَيْهِ بَيَاضٌ مِنْ أَثَرِ اَلْجُدَرِيِّ كَأَنَّهُ يَنْظُرُ بِإِحْدَى عَيْنَيْهِ قَلِيلاً، وَهُوَ يَتَوَقَّدُ ذَكَاءً، يَقُودُهُ رَجُلٌ طَوِيلٌ مِنْ اَلرِّجَالِ، أَحْسَبُهُ يَقْرُبُ مِنْ نَسَبِهِ»، وطلب إليه الخازن أن يحفظ لِابن مُنقذٍ ما يختاره له، فوافق. يقول ابن مُنقذ: «فَاخْتَرْتُ شَيْئًا. وَقَرَأَتْهُ عَلَى اَلصَّبِيِّ وَهُوَ يَمُوجُ وَيَسْتَزِيدُ، فَإِذَا مَرَّ بِشَيْءٍ يَحْتَاجُ إِلَى تَقْرِيرِهِ فِي خَاطِرِهِ، يَقُول: "أَعِدَّ هَذَا"، فَأَرُدُّهُ عَلَيْهِ مَرَّةً أُخْرَى، حَتَّى اِنْتَهَيْتُ إِلَى مَا يَزِيدُ عَلَى كُرَّاسَةٍ، ثُمَّ قُلْتُ لَهُ: "أَيُقْنِعُ هَذَا؟". قَالَ: "أَجَل حَرَسَكَ الله!" قَلَّتْ: "كَذَا"، وَتَلَا عَلَيَّ مَا أَمْلَيْتُهُ عَلَيْهِ، وَأَنَا أُعَارِضُهُ بِالْكِتَابِ حَرْفًا حَرْفًا، حَتَّى اِنْتَهَى إِلَى حَيْثُ وَقَفَتْ عَلَيْهِ، فَكَادَ عَقْلِيّ يَذْهَبُ لِمَا رَأَيْتُ مِنْهُ، وَعَلِمَتُ أَنَّهُ لَيْسَ فِي اَلْعَالَمِ مَنْ يَقْدِرُ عَلَى ذَلِكَ إِلَّا أَنْ يَشَاءَ الله؛ وَسَأَلَتُ عَنْهُ، فَقِيلَ لِي: "هَذَا أَبُو اَلْعَلَاءْ اَلْمِعَرِّي اَلتَّنُوخِي مِنْ بَيْتِ اَلْعَلَمِ وَالْقَضَاءِ وَالثَّرْوَةِ وَالْغِنَاءِ"».
وذكر ابن العديم الرواية نفسها نقلًا عن كتابٍ وضعهُ الشريف أبو علي المُظفَّر بن الفضل بن يحيى العلوي الإسحاقي الحُسيني نزيل بغداد، ورواها والده عن ابن مُنقذ، وعبارته مُقاربة لِما ذكره البديعي، وبعد أن أوردها ابن العديم قال: «وَهَذِهِ اَلْحِكَايَةُ فِيهَا مِنْ اَلْوَهْمِ مَا لَا يَخْفَى»، وسبب ذلك هو أنَّ أنطاكية كانت قد ضاعت من أيدي المُسلمين وأخذها الرُّوم في شهر ذي الحجَّة 358هـ المُوافق لِتشرين الأوَّل (أكتوبر) 969م، ووُلد أبو العلاء بعد ذلك بِأربع سنين وثلاثة أشهُر في شهر ربيعٍ الأوَّل سنة 363هـ، وبقيت بِأيدي الرُّوم إلى أن استردَّها سُليمان بن قُتلُمُش السلجوقي في سنة 477هـ، وكان أبو العلاء قد مات قبل ذلك في سنة 449هـ. ويُضيفُ ابن العديم قائلًا أنَّ الرُّوم أخلوا المدينة من المُسلمين حين استولوا عليها، فلا يُتصوَّر أن يكون بها مكتبة وخازن وتُقصد لِلاشتغال بِالعلم. ثُمَّ يذكر احتمالين: الأوَّل أن يكون ذلك في كفرطاب لأنَّها كانت مشحونةً بِالعلم والعُلماء قبل أن تسقط بِيد الصليبيين في سنة 492هـ، وإن صحَّ هذا القول فإنَّ ابن مُنقذ الراوي لِهذه القصَّة يُصبح أبو المُتوَّج مُقلَّد بن نصر بن مُنقذ، والد جد أُسامة بن مُنقذ. أمَّا الاحتمال الآخر فأن يكون ذلك بِحلب، فإنَّ أبا العلاء دخلها وهو صبيّ واجتمع بِمُحمَّدٍ بن عبد الله بن سعد النَّحوي، فيُحتمل أن تكون هذه الحكاية التي حكاها ابن مُنقذ كانت بِحلب، وأبو المُتوَّج مُقلَّد كان بِالمدينة سالِفة الذِكر ولهُ بها دارٌ ومنزل، وكان بها مكتبةٌ بِالمسجد الجامع كما أُسلف.
يرفضُ طٰه حُسين رواية ابن مُنقذ، فيقول: «وَلَا شَكَّ فِي أَنَّ هَذِهِ اَلرِّوَايَة إِمَّا أَنْ تَكُونَ مُنْتَحِلَةً، وَإِمَّا أَنْ يَكُونَ اِسْمُ أُسَامَة قَدْ وَقَعَ فِيهَا خَطَأُ مَوْقِعِ اِسْمِ أَحَدِ آبَائِهِ مِنْ أَبْنَاءِ مُنْقِذٍ؛ فَإِنَّ أُسَامَة وُلِدَ سَنَةَ ثَمَانٍ وَثَمَانِينَ وَأَرْبَعمِائَةٍ؛ أَيْ بَعْدَ مَوْتِ أَبِي اَلْعَلَاءْ بِنَحْوِ أَرْبَعِينَ سَنَةً». على أنَّهُ يقبل بِرحلة أبي العلاء إلى أنطاكية، أي إنَّهُ يستبعد أن يكون أُسامة بن مُنقذ صاحب الحكاية، وأمَّا الرحلة نفسها فيقبلها. ويرى حُسين أنَّ أبا العلاء تأثَّر بِبُؤس المُسلمين الذين بقوا في المدينة بعدما ظهر عليهم الرُّوم، فعملت هذه المُؤثرات في تكوُّن مزاجه الخُلقي والعقلي. ويقول الميمني أنَّهُ لم يرَ أحدًا من أصحاب التراجم ذكر رحلة المعرِّي إلى أنطاكية، على أنَّ شعره يشهد لها:
ويرى مُحمَّد سليم الجُندي أنَّ ظاهر كلام الميمني يُفيد بِأنَّهُ سلَّم بِهذه الرحلة. أمَّا الجُندي نفسه فيراها غير صحيحة، فذكرُها في كلام المعرِّي لا يُوجب أن يكون قد رحل إليها أو نزل بها، لِأنَّهُ ذكر كثيرًا من البلاد الإسلاميَّة وبحث عن أحوالها المُختلفة ولم يدخُلها، مثل مصر ومكَّة والمدينة المُنوَّرة وبيت المقدس والشَّام وغانة وأسوان وقُم وبدليس والهند وغيرها. أضف إلى ذلك أنَّها لو كانت أمرًا واقعًا حقيقةً لذكرها أبو العلاء في مواطن من نثره أيضًا كما ذكر بغداد ولكنَّهُ لم يذكُرها فيما وصل الباحثين المُعاصرين من كُتُبه. كذلك فمن الثابت أنَّ الروم أخلوا أنطاكية من المُسلمين بعد أن ملكوها، ولو جاز بقاء فريقٍ منهم ووُجود مكتبة، فمن البعيد أن يتسنَّى لِصبيٍّ ضريرٍ أن ينتابها، والرٌّوم كانوا يضطهدون المُسلمين في البلاد التي أخذوها منهم. ومن أهم الأسباب الدالَّة على بُطلان هذه الرحلة أنَّ زمانها لم يُعيَّن إضافةً إلى تقديم ابن العديم وغيره من المُؤرِّخين المُتقدمين جُملةً من الأدلَّة الواضحة على بُطلانها، وبالتالي يخلص الجُندي إلى أنَّ هذه الرحلة لم تقع، فبناء الحُكم على الشيء الباطل باطل.

#### رحلته إلى اللاذقيَّة

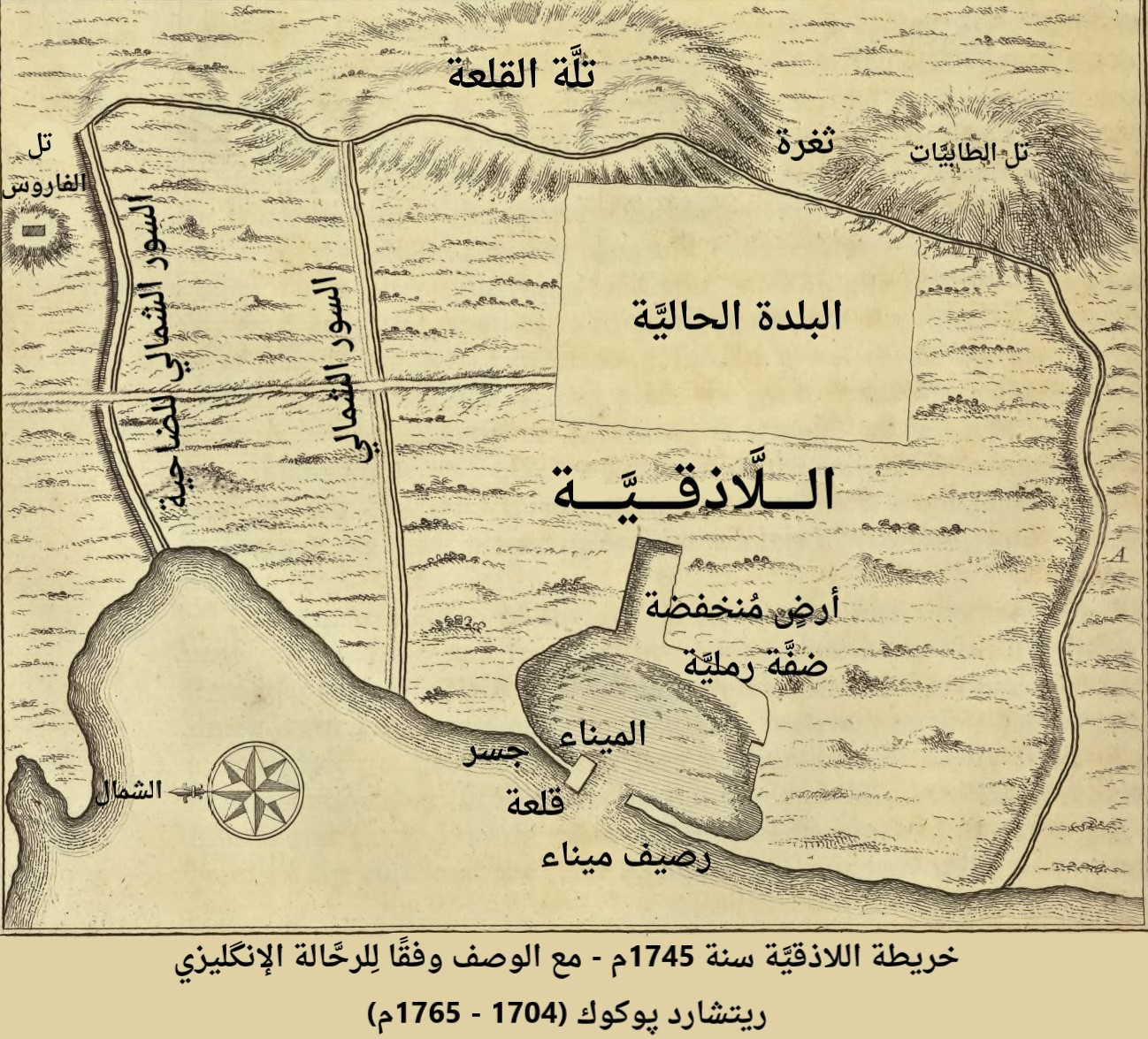
نسخة مُعرَّبة عن أصلٍ يعود لِسنة 1743م، تُصوِّرُ اللَّاذقيَّة وموضع تل الفاروس الذي يُحتمل أن يكون حيثُ قام دير الفاروس الذي زُعم أنَّ أبا العلاء زاره.

ذكر جمال الدين القفطي والإمامان الذهبي والسيوطي والشيخ صلاح الدين الصَّفدي وغيرهم ما خُلاصته: أنَّ المعرِّي بعد أن أخذ عن عُلماء بلده رحل إلى طرابُلس الشَّام، وكانت بها مكتباتٌ كثيرة وقَّفها ذوو اليسار، واجتاز في طريقه بِاللَّاذقيَّة ونزل في ديرٍ فيها، سمَّاهُ القفطي «دير الفاروس» وأشار أنَّهُ على مقرُبةٍ منها. وكان فيه راهب لهُ علمٌ بِأقوال الفلاسفة، فسمع منهُ أبو العلاء كلامه، أو أخذ عنهُ ما شكَّكهُ في الإسلام وغيره من الديانات، فحصل لهُ بعض انحلال. وقال ياقوت الحموي في مُعجم البُلدان: «وَقَالَ اَلْمِعَرِّي اَلْمُلْحِد إِذْ كَانَتْ اَللَّاذِقِيَّة بِيَدِ اَلرُّومِ بِهَا قَاضٍ وَخَطِيبٌ وَجَامِعٌ لِعِبَادِ اَلْمُسْلِمِينَ إِذَا أَذَّنُوا ضَرَبَ اَلرُّومُ اَلنَّوَاقِيسَ كِيَادًا لَهُمْ فَقَالَ:
وَاَلدَّلْبَة: اَلنَّاقُوسُ، وَالشَّيْخُ اَلَّذِي يَصِيحُ: أَرَادَ بِهِ اَلْمُؤَذِّنُ». يقبلُ طٰه حُسين بِرحلة أبي العلاء إلى اللاذقيَّة ويقول أنَّهُ لا يشُك في أنَّ الصلة قد اشتدَّت بين المعرِّي وبين النصارى قبل رحلته الشهيرة إلى بغداد، إذ استطاع أن يدرس دينهم ودين اليهود ويُناقشهم فيهما، وأنَّهُ لم يدرُسهما في المعرَّة لِأنَّ حياتها العلميَّة لم تكن تسمح بِذلك، فلا شكَّ أنَّهُ درس هاتين الديانتين في أسفاره الأولى إمَّا في أنطاكية أو في اللاذقيَّة، ورجَّح الآخر لِأمرين، أحدهما: رواية المُؤرِّخين المذكورين، والآخر: البيتان المُتقدمان اللذان رواهما ياقوت الحموي. يرفض باحثون آخرون الرواية سالِفة الذِكر، ومنهم الأديب محمود مُحمَّد شاكر الذي يقول إنَّ النظر بِأقوال المُؤرِّخين يُفيد بِأنَّ أبا العلاء نزل ضيفًا على رُهبان دير الفاروس على ما جرى عليه الرحَّالة المُسلمون كما ذكر ابن بطُّوطة، ولا يصح بأن يكون قد تتلمذ على يد أحدهم لأنَّ الدرس والتعلُّم كلاهما يقتضي طول الإقامة باللَّاذقيَّة، وكتابات المُؤرِّخين بِأجمعها تدُلُّ على أنَّهُ مرَّ بالمدينة وخلَّفها وراءه ولم يدخُلها.
يقول الأديب عبد العزيز الميمني في هذه الرحلة المزعومة: «وَلَا نَسْتَبْعِدُ أَصْلاً أَنَّ يَسْتَغْوِي رَاهِبٌ - أَكَلَ اَلدَّهْرُ عَلَيْهِ وَشَرِبَ - نَاشِئًا غِرًّا هَمُّ أَتْرَابِهُ فِي اَللَّهْوِ وَاللَّعِبِ». وذكر أنَّ بعض المُستشرقين كمرجليوث شكَّ في هذا الخبر، وزعم أنَّ العرب تُضيفُ إلى الرُّهبان كثيرًا من الآراء التي يَبعد ما بينها وبين الإسلام. وأنَّ المعرِّي احتذى في هذه الشُكُوك على مثال المُتنبِّي فإنَّهُ كان لا يُبجِّل الأنبياء. يصفُ اللُّغوي مُحمَّد سليم الجُندي رحلة المعرِّي وحُلُوله ضيفًا في دير الفاروس بِقوله: «إِنْ لَمْ تَكُنْ بَاطِلَةً فَبَيْنَهَا وَبَيْنَ اَلْبَاطِلِ رَحِمٌ وَاشِجَة»، وذلك لِأسبابٍ عدَّة:
1. إنَّ هذه الرحلة لم يُعيَّن زمانها على التحقيق، ولم تتبيَّن مُدَّة إقامته في اللاذقيَّة، بل يُشعر من كلام بعضهم أنَّهُ بات ليلةً عند الراهب في دير الفاروس، ولم يُبيَّن ذلك الراهب ولا ما سمعهُ من أقواله، ولا عُلم ما هو الذي أخذه عنه في هذه المُدَّة القليلة فشكَّكهُ في دينه وغرَّره، ولا عُلم أيضًا بِأيَّة لُغةٍ كان يُخاطب الراهب والأخير يُخاطبه، لِأنَّ الراهب كان روميًّا وأبو العلاء لا يعرف غير العربيَّة. ولا عُلم من كان يصحبه في هذه الرحلة ولا كيف اتصل بِالراهب، بل إنَّ هذه الرحلة كُلِّها مغمورةٌ بِالإبهام والغُمُوض.[78]
2. كانت اللَّاذقيَّة حينذاك بِيد الرُّوم، وقد غلبوا عليها واشتدُّوا في إيذاء المُسلمين. بل إنَّ ابن بُطلان لمَّا زارها وصفها بِأنَّها «مدينةٌ يونانيَّة»: «وَخَرَجَتُ مِنْ أَنْطَاكِيَة إِلَى اَللَّاذِقِيَّة وَهِيَ مَدِينَةٌ يُونَانِيَّةٌ، وَلَهَا مِينَاءٌ وَمَلْعَبٌ وَمَيْدَانٌ لِلْخَيْلِ مُدَوَّر، وَبِهَا بَيْتٌ كَانَ لِلْأَصْنَامِ وَهُوَ اَلْيَوْمَ كَنِيسَةٌ، وَكَانَ فِي أَوَّلِ اَلْإِسْلَامِ مَسْجِدًا». ويُضيفُ بأنَّ المدينة كانت مرتعًا لِلفسق والبغي، بل إنَّ مُحتسبها كان يجمع الفاسقات والمومسات ويُؤخذن إلى الفنادق والخانات ويُعرضن على المُسافرين والتُجَّار الغُرباء.[79] لِهذا يستبعد الجُندي أن يتسنَّى لِمثل أبي العلاء أن يجتمع بِراهبٍ ويتلقَّى عنه في ظل تلك الظُرُوف السياسيَّة والاجتماعيَّة السائدة في المدينة حينذاك.[78]
3. إنَّ هذه الرحلة لو كانت واقعة حقيقةً لاجتمعت الروايات على نقلها، ولذكرها أبو العلاء كما ذكر بغداد، لا سيَّما قضيَّة الفسقة. وإنَّ كثيرًا ممن ترجم أبا العلاء لم يذكر هذه الرحلة. كما أنَّ ذِكر اللاذقيَّة في كلامه قليل،[78] فقد ذكرها في رسالة الغُفران في قصَّة الكاتب الذي تفل المُتنبِّي على جرحه فبرئ، والرجل الذي أخبره المُتنبي بِأنَّ الكلب سيموت فمات.[80]
4. إنَّ بيتيّ المعرِّي اللذين ذكرهما ياقوت الحموي لا يصح الاحتجاج بهما على اجتيازه بِاللَّاذقيَّة، ولا على اجتماعه بِراهبٍ في دير الفاروس، لأنَّ أبا العلاء ذكر بلادًا كثيرة، وانتقد كثيرًا من الأعمال والعادات والمُعتقدات من غير أن يجتاز بها، على أنَّ البيتين المذكورين لا يظهر بينهما وبين شعره في مثل هذا الغرض شيئًا من الشبه، ويُشاع بين الناس روايتهما على الوجه التالي:[78][81]

وليس في هذين البيتين ما يحتاج إلى اطِّلاعٍ واسعٍ على المسيحيَّة أو درسٍ عميقٍ لها، وإنَّما يتأتَّى لِأيِّ رجُلٍ كان أن يذكر ما فيها. أضف إلى ذلك أنَّ المعرَّة وضاحيتها كان بعض أهلها من النصارى، ولا يبعد أن يكون لِأبي العلاء اتصالٌ بهم، تمكَّن به من الاطلاع على شيءٍ من عقائدهم، ثُمَّ أتمَّهُ من دراسته.
5. إنَّ الشكَّ مُستفيضٌ في كلام أبي العلاء في الديانات وغيره مُنذُ حداثة سنِّه، وكثيرًا ما يُراد به غير ظاهره، وكثيرًا ما يتخذه وسيلةً لِليقين. وبالتالي فإنَّ الانحلال والزندقة التي تُنسب إليه لِيست بِسبب احتكاكه بِراهب دير الفاروس.
6. يُستشعرُ بِضعف هذه الرحلة ما ذكره مُؤرِّخون مُتقدمون، مثل البديعي الدمشقي، الذي قال «قيل واجتاز باللَّاذقيَّة ونزل ديرًا…»، فتعبيره بِلفظ «قيل» دليلٌ على عدم جزمه بِوُقُوعها.

#### رحلته إلى طرابُلس الشَّام

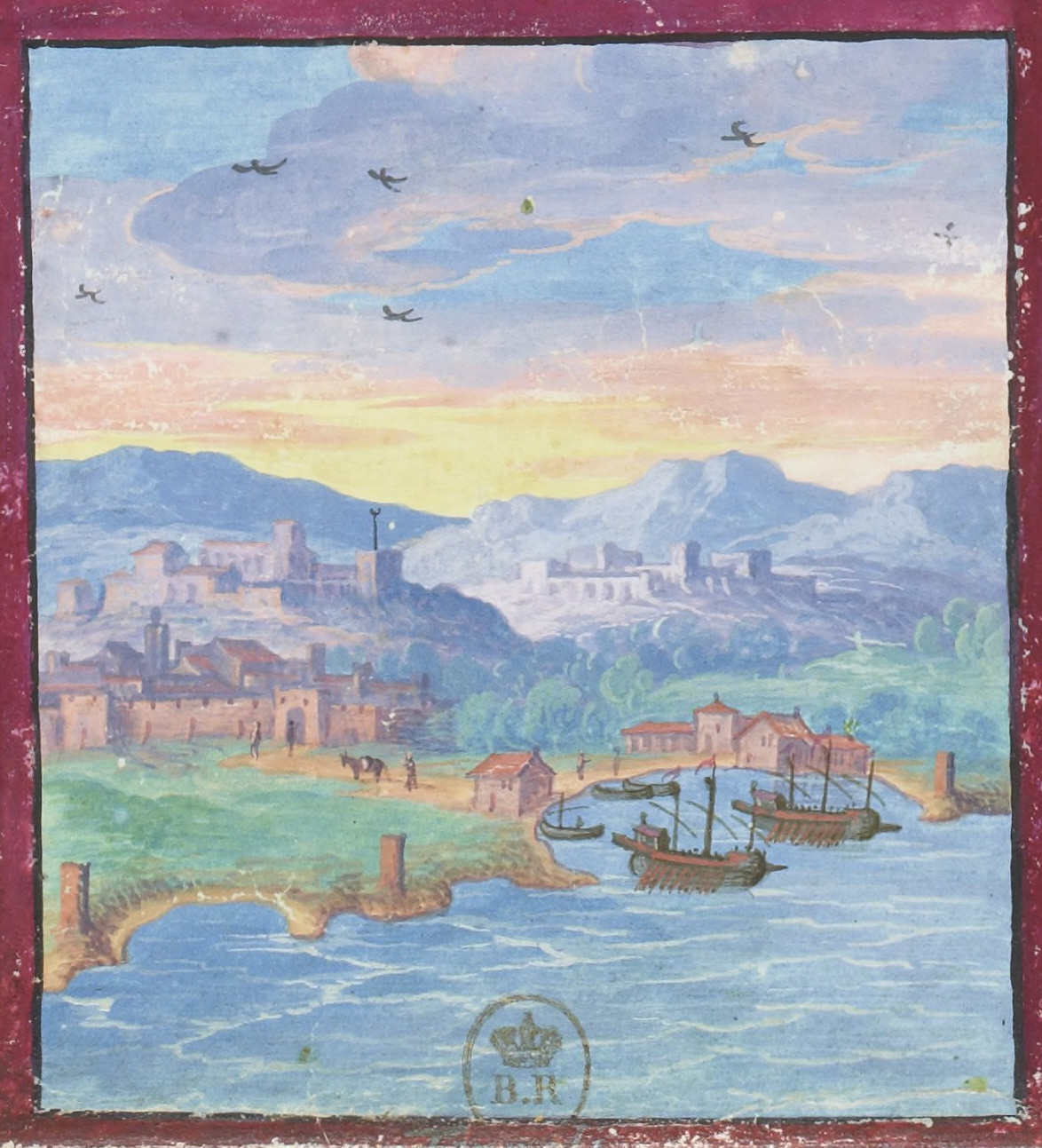
رسمٌ قديم لِمدينة طرابُلس الشَّام التي قيل أنَّ أبا العلاء زارها.

قال القفطي والذهبي والسيوطي والصَّفدي وغيرهم أنَّ أبا العلاء ذهب إلى طرابُلس الشَّام على النحو سالف الذِكر. وقال ابن العديم نقلًا عن مُصنِّفين سابقين، أنَّ غاية أبو العلاء من هذه الرحلة كانت الاطلاع على الكُتُب النفيسة المحفوظة في دار العلم الطرابُلسيَّة، على أنَّ واضع هذه القصَّة لا بُدَّ أنَّهُ اشتبه عليه ذلك بِدار العلم في بغداد، إذ لم يكن في طرابُلس دار علمٍ في أيَّام أبي العلاء، وإنَّما جدَّد دار العلم فيها القاضي أبو الحسن جلال المُلك علي بن مُحمَّد بن أحمد بن عمَّار في سنة 472هـ المُوافقة لِسنة 1082م، فجعل لِطُلَّاب العلم فيها رواتب، وفرَّق على أهلها ذهبًا، وجعل لها نُظَّارًا يتولُّون القيام بذلك. وكان أبو العلاء قد مات قبل ذلك سنة 449هـ، أي قبل تجديد الدار بِثلاثٍ وعشرين سنة، ووقَّف بها من تصانيف أبي العلاء: «الصَّاهل» و«الشاحج» و«السَّجع السُلطاني» و«الفُصُول والغايات» و«السَّادن» و«إقليد الغايات» و«رسالة الإغريض». وذُكر أنَّ هذه الدار نشرت العلم والآداب، وكان بها مائة ألف مُجلَّد، حتَّى أصبحت طرابُلس مباءة علمٍ ودرسٍ ومُباراةٍ في التعلُّم، ولعلَّها أصبحت أكثر بلاد الشَّام علمًا قبل احتلال الصليبيين لها.
يقبلُ طٰه حُسين بِهذه الرحلة ويقول أنَّ أبو العلاء درس ما شاء بِطرابُلس ثُمَّ عاد إلى بلده. وكذلك قبلها الميمني قائلًا: «وَعِنْدَنَا مَا يَعْضُد قَوْلَ اَلْقِفْطِي وَالذَّهَبِيَّ وَهُوَ أَنَّهُ نَقَلَ عَنْ كِتَابِ بَدْءِ اَلْخَلْقِ مِنْ كُتُبِ اَلتَّوْرَاةِ فِي اَلْغُفْرَانِ. قَالَ: "وَذَكَرَ مِنْ نَظَرٍ فِي كِتَابِ اَلْمُبْتَدَأِ حَدِيثَ طَالُوتْ لِمَا أَمَرَ اِبْنَتَهُ - وَهِيَ اِمْرَأَةُ دَاوُدْ  - أَنَّ تُدْخِلَهُ عَلَيْهِ وَهُوَ نَائِمٌ، فَجُعِلَتْ لَهُ فِي فِرَاشِ دَاوُدْ زَقَّ خَمْرِ وَدَسَّتَةُ عَلَيْهِ وَضَرْبِهِ بِالسَّيْفِ وَسَالَتْ اَلْخَمْرُ فَظَنَّ أَنَّهَا اَلدَّمُ، فَأَدْرَكَهُ اَلْأَسَفُ وَالنَّدَمُ، فَأَوْمَأَ بِالسَّيْفِ لِيَقْتُلَ نَفْسَهُ وَمَعَهُ اِبْنَتُهُ فَأَمْسَكَتْ يَدُهُ وَحَدَّثَتْهُ مَا فِعْلَتُهُ فَشَكَرَهَا عَلَى ذَلِكَ». ثُمَّ قال: «وَلَا يُسْتَغْرِبُ إِنَّ قُلْنَا: إِنَّهُ أَحَالَ عَلَى غَيْرِهِ مِنْ نَاظِرِي اَلْكِتَابِ تَنَصُّلاً مِنْ اَلْقَذْفِ بِالْإِلْحَادِ أَوْ اَلِارْتِيَابِ، عَلَى أَنَّ اَلرَّجُلَ أَعْمَى لَا يَنْظُرُ، أَي إِنَّ صَنِيعَهُ هَذَا أَحَدُ اَلْمَلَاحِنْ وَالْمَعَاذِير وَهِيَ فِي اَلنَّاسِ تَكْثُرُ. وَاسْتِعْمَالُهُ كَلِمَةً عِبْرِيَّةً وَأُخْرَى حَبَشِيَّةً يَشْهَدُ لِمُخَالَطَتِهِ بِالْقَوْمِ بِالْبَلْدَتَيْنِ اَلنَّصْرَانِيَّتَيْنِ وَهَذَا عَلَى كَثِيرٍ مِنْ عَادَاتِهِمْ وَأَخْلَاقِهِمْ اَلَّتِي أَلَمَّ بِهَا فِي اَللُّزُومِ». يقول مُحمَّد سليم الجُندي أنَّ الميمني أراد بالكلمة العبريَّة لفظ «مُنَش» في قوله في اللُّزوم من أبياتٍ يذُمُّ فيها الزواج والنَّسل ثُمَّ يقول:
و«منش» (باليديشية: מענטש) تعني «الناظر» بحسب ما نقله الجُندي، ولها معانٍ أُخرى وفق مصادر أجنبيَّة، مثل «صاحب النزاهة والشرف»، أو «الصالح والنزيه». ويُضيف الجُندي أنَّ الميمني أراد بِالكلمة الحبشيَّة لفظ «أبي ضابط» في قول أبي العلاء في اللُّزوم من أبيات:
قالوا: أبو ضابط كنية الموت بِالحبشيَّة. يعتبر الجُندي أنَّ هذا الاستنباط غريب لِأسبابٍ عدَّة: أوَّلُها أنَّ قول أبي العلاء «وذكر من نظر في كتاب المُبتدأ…» لا يتوقَّف على مُخالطة النصارى ولا الرحلة إلى بلادهم، بل مثل هذا الحديث يُمكن أن يُؤخذ عن أيِّ شخصٍ نظر في ذلك الكتاب في أيٍّ بلدٍ وزمنٍ كان. وثانيها أنَّ هذا الخبر لا يحتاج فيه إلى إحالته على غيره لِيتنصَّل من القذف بالإلحاد، لِأنَّ أبا العلاء صرَّح بما هو أعظم منه في رسالة الغُفران وغيرها، ولم يحسب لِأحدٍ حسابًا، ولا التجأ إلى التعريض أو إلى التلميح. وثالثها أنَّ استعمال كلمة «منش» العبريَّة وكلمة «أبي ضابط» الحبشيَّة لا يُوجب أن يكون قد خالطه القوم بِهاتين البلدتين المسيحيتين خاصَّةً، إذ يجوز أن يكون سمعهما أو علمهما في غيرهما من أحدٍ أو من كتابٍ، بل هذا أقرب إلى العقل، إذ يُلاحظ في عباراته بعض الكلمات الفارسيَّة مثل كلمة «آرا» في قوله:
فقد ذكرها في موضعين في اللُّزوم وفي الفُصُول والغايات، وقيل أنَّها تعني «نعم»، واستعملها في نظمه ونثره من غير أن يذهب إلى بلاد فارس ويُخالط أهلها. أمَّا رابعُها فهو أنَّ أبا العلاء ذكر كثيرًا من عادات الأقوام المُختلفة واختلاف أحوالها وعاداتها وتقاليدها وعقائدها من غير أن يُخالط أحدًا منهم. ولا يُسلِّم الجُندي أنَّ «أبا ضابط» حبشيَّة لأنَّها مُركَّبة من لفظين عربيين، ولم تذكر أُمَّهات المعاجم العربيَّة أنَّها كنية الموت بالحبشيَّة، بل جاء الضابط في اللُّغة بِمعنى القويُّ الشديد، والشَّديد البطش؛ يقولُ ابن منظور: «الضَّبْطُ: لُزُومُ الشَّيْءِ وحَبْسُه، ضَبَطَ عَلَيْهِ وضَبَطَه يَضْبُط ضَبْطاً وضَباطةً، وَقَالَ اللَّيْثُ: الضّبْطُ لزومُ شَيْءٍ لَا يُفَارِقُهُ فِي كُلِّ شَيْءٍ، وضَبْطُ الشَّيْءِ حِفْظُه بِالْحَزْمِ، وَالرَّجُلُ ضابِطٌ أَي حازِمٌ. وَرَجُلٌ ضابِطٌ وضَبَنْطى: قويٌّ شديدٌ، وَفِي التَّهْذِيبِ: شَدِيدُ الْبَطْشِ والقُوَّةِ وَالْجِسْمِ». يُضيفُ الجُندي أنَّ المُلازم لِلشيء لا يُفارقه، ولا يستبعد أن يكون أبو العلاء كناه بِهذا أو سمعهُ عن العرب. وبهذا يخلص إلى أنَّ رحلة أبي العلاء إلى طرابُلس شأنها شأن رحلتيه إلى اللَّاذقيَّة وأنطاكية: لا تطمئن النفس إلى شيءٍ منها ولا يوجد ما يوجب القطع بِصحَّتها.

#### رحلته إلى صنعاء
قال شيخ الإسلام الإمام ابن حجر العسقلاني في لسان الميزان بِترجمة أبي العلاء: «وَمَكَثَ بِصَنْعَاء سَنَةً لَا يَأْكُلُ اَللَّحْمَ…» ولم يزد على هذا. فنقل الميمني هذا الكلام وعلَّق عليه قائلًا: «أَقُولُ: وَلَعَلَّهُ يُرِيدُ قَبْلَ رِحْلَتِهِ إِلَى بَغْدَادَ فَإِنَّهُ بَعْدَ اَلرِّحْلَةِ لَمْ يَخْتَصْ بِتَرْكِهِ فِي مَوْطِنٍ دُونَ آخَر، عَلَى أَنَّ أَحَدًا مِنْ مُتَرْجِمِيهِ لَمْ يَنْقُلْ عَنْهُ رِحْلَتُهُ بَعْدَ اَلرُّجُوعِ مِنْهَا». يقول مُحمَّد سليم الجُندي أنَّ ظاهر كلام الميمني يُشعر بِقُبُوله هذه الرحلة على أنَّهُ لم يجد من ذكرها ليُقوِّي بها هذه الرواية، أمَّا الجُندي نفسه فلا يُؤيِّد وُقُوع هذه الرحلة لِانفراد الرواية بها، وإن كان ابن حجرٍ ثقةً في رواياته، لكنَّهُ غير معصومٍ من الخطأ ولا من خطأ النُسَّاخ وتحريف الرُواة. ويُرجِّح الجُندي أن يكون أصل العبارة: «ومكث بضعًا وأربعين سنة لا يأكل اللحم»، ثُمَّ سقطت كلمة «أربعين» فتوهَّم الناسخ أو الطابع أنَّ «بضعًا» هي «بِصنعاء». وهذا هو المُوافق أيضًا لِما ذكره ابن حجر نقلًا عن هلال الصابئ في تاريخه.

#### رحلته إلى بغداد

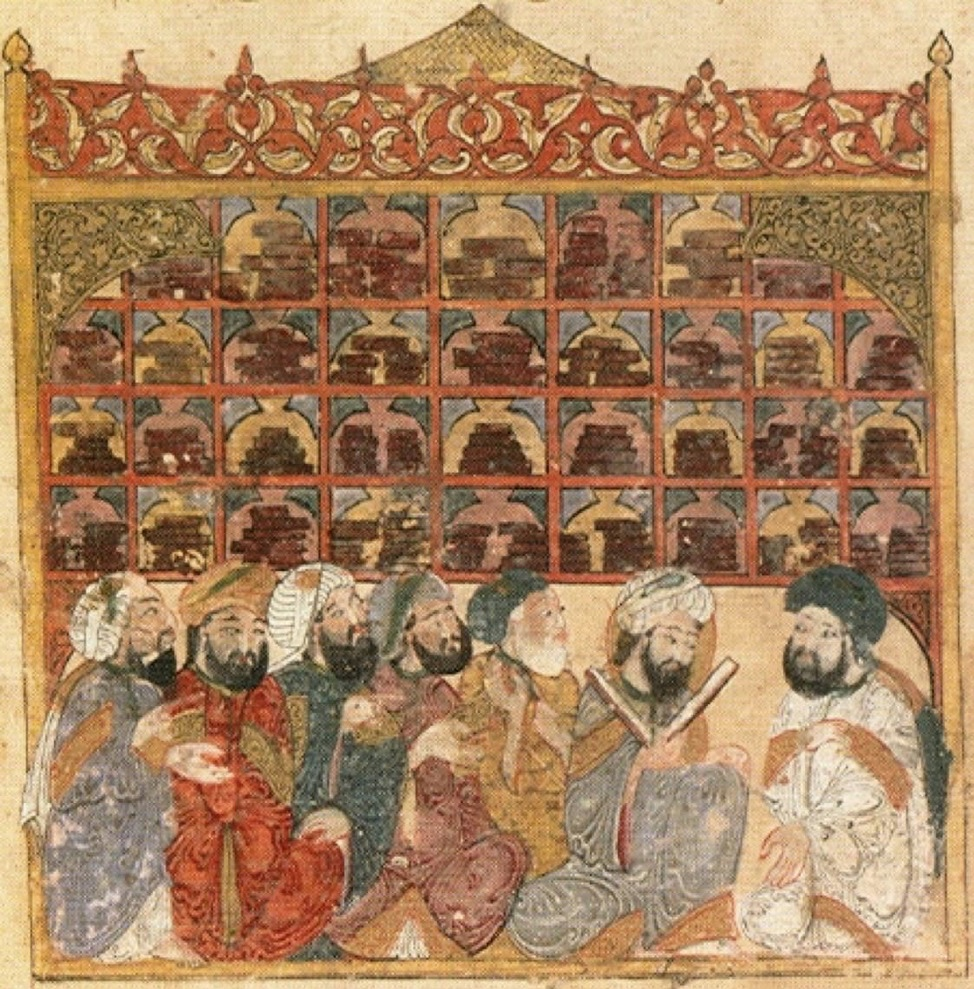
رسمٌ لِطُلَّابٍ في مكتبة بيت الحكمة وضعها يحيى بن محمود الواسطي.

كانت بغداد في عهد أبي العلاء عاصمة الخلافة الإسلاميَّة، ومقرُّ الأشراف، ومُلتقى الأُمم، ومقصد الطلبة والدارسين، وفيها من مجالس العلم والأدب والمُناظرة والوعظ ما ليس في غيرها من بلاد المُسلمين. وعلى الرُغم من اضطرابها سياسيًّا في ذلك العهد، فإنَّ النهضة العلميَّة فيه كانت على خير ما كانت عليه في عصرٍ من العُصُور. وكانت فيها خزائن كُتُبٍ كثيرة، منها مكتبتان عامَّتان، إحداهُما بيت الحكمة، وهي التي أسَّسها الخليفة هٰرون الرشيد، وكان فيها من الكُتُب ما لا يُوصف كثره. قال القلقشندي في صُبح الأعشى: «وَيُقَالُ إِنَّ أَعْظَمَ خَزَائِنِ اَلْكُتُبِ فِي اَلْإِسْلَامِ ثَلَاثَ خَزَائِنَ: إِحْدَاهَا - خِزَانَةُ اَلْخُلَفَاءِ اَلْعَبَّاسِيِّينَ بِبَغْدَاد، فَكَانَ فِيهَا مِنْ اَلْكُتُبِ مَا لَا يُحْصَى كَثْرَةً، وَلَا يَقُومُ عَلَيْهِ نَفَاسَةً، وَلَمْ تَزَلْ عَلَى ذَلِكَ إِلَى أَنَّ دَهَمَتْ اَلتَّتَرَ بَغْدَادَ، وَقَتْلَ مَلِكُهُمْ هُولَاكُو اَلْمُسْتَعْصِمَ آخِر خُلَفَائِهِمْ بِبَغْدَاد، فَذَهَبَتْ خِزَانَةُ اَلْكُتُبِ فِيمَا ذَهَبَ، وَذَهَبَتْ مَعَالِمَهَا، وَأُعْفِيَتْ آثَارُهَا». أمَّا المكتبة الأُخرى فهي مكتبة سابور بن أردشير البُويهي وزير بهاء الدولة، وقد بُنيت سنة 383هـ حسب قول ابن الأثير: «وَفِيهَا بَنَى أَبُو نَصْرٍ سَابُورُ بْنُ أَرْدَشِيَرَ بِبَغْدَاذَ دَارًا لِلْعِلْمِ، وَوَقَفَ فِيهَا كُتُبًا كَثِيرَةً عَلَى الْمُسْلِمِينَ الْمُنْتَفِعِينَ بِهَا». وقد أشار إليها أبو العلاء بِقوله:
سمع أبو العلاء بِهذه الخزائن، لا سيَّما دار الكُتُب، فاشرأبَّت نفسه إلى زيارة بغداد والاطلاع على ما فيها، فعقد النيَّة على ذلك واستأذن أُمُّه كما جاء في رسالةٍ إلى خاله أبي القاسم: «عَلَى أَنِّي وَالله قَدْ أَعَلَمْتُهَا أَنِّي مُرْتَحِلٌ وَأَنَّ عَزْمِي عَلَى ذَلِكَ جَادٌّ مُزْمَعٌ، فَأَذِنَتْ فِيهِ، وَأَحْسَبُهَا ظَنَّتْهُ مَذَقَة اَلشَّارِبِ وَوَمِيضَ اَلْخَالِبِ و﴿لِكُلِّ أَجَلٍۢ كِتَابٌ﴾». وذكر أبو العلاء سبب رحلته صراحةً في رسالةٍ إلى خاله سالف الذِكر عند رُجُوعه من العراق: «وَقَدْ فَارَقْتُ اَلْعِشْرِينَ مِنْ اَلْعُمْرِ مَا حَدَثَتُ نَفْسِي بَاجْتِدَاءِ عِلْمٍ مِنْ عِرَاقٍ وَلَا شَامٍ… وَاَلَّذِي أَقْدَمَنِي تِلْكَ اَلْبِلَادِ مَكَانُ دَارَ اَلْكُتُبِ بِهَا». وقال في كتابه الذي أرسله إلى أهل المعرَّة من بغداد: «وَأَحْلِفُ مَا سَافَرْتُ أَسْتَكْثَرَ مِنْ اَلنَّشَبِ، وَأتَكْثَّرُ بِلِقَاءِ اَلرِّجَالِ، وَلَكِنْ آثَرَتُ اَلْإِقَامَةَ بِدَارِ اَلْعَلَمِ فَشَاهَدْتُ أَنْفَسَ مَكَانٍ لَمْ يُسْعِفْ اَلزَّمَنُ بِإِقَامَتِي فِيهِ». وأكَّد مُؤرِّخون لاحقون مثل ابن الوردي أنَّ غاية هذه الرحلة كانت الاطلاع على ما تكتنزه مكتبات بغداد من علمٍ، فقال: «نَزَلَ أَبُو الْعَلَاء المَعَرِّي إِلَى بَغْدَاد لِيَقْرَأ بِهَا الْعِلْم فَلَم يُصَادَف بِهَا مِثْلُه، قَالَ الشَّيْخ أَبُو غَالب هَمَّام بن الْفَضْل بن جَعْفَر بن عَليّ بن الْمُهَذّب فِي تَارِيخه: كَذَا حَدثنِي أَبُو الْعَلَاء ، وَالله أعلم».
رُغم ما سلف من إقرارٍ من أبي العلاء بِسبب رحلته إلى بغداد، فقد ذكر جماعةٌ من المُؤرِّخين منهم القفطي والإمام الذهبي وغيرهما أنَّ عامل أو أمير حلب عارض أبا العلاء في وقفٍ له، فسافر إلى بغداد مُتظلِّمًا شاكيًا، ولم يُعيِّن أحدٌ منهم ذلك العامل أو الأمير في ذلك العهد ولا في أي سنةٍ وقعت المُعارضة ولا نوعها ولا نوع ذلك الوقف. يستبعد مُحمَّد سليم الجُندي أن يكون التظلُّم دافعًا من دوافع أبي العلاء لِلسفر إلى بغداد، فمن الثابت أنَّهُ رحل من المعرَّة في أواخر سنة 398هـ، وفي تلك السنة كان يتولَّى حلب لُؤلُؤ بن عبد الله السيفي، مولى سيف الدولة الحمداني، وكان مُتأرجحًا في سياسته بين العبَّاسيين والفاطميين، وكانت حلب على وشك الخُرُوج من تحت جناح الدولة العبَّاسيَّة والدُخُول في حوزة الدولة الفاطميَّة، فمن البعيد أن يذهب أبو العلاء إلى بغداد مُتظلِّمًا من عاملٍ ليس لِلخلافة في بغداد سُلطانٌ عليه. وذكر الميمني أسبابًا كثيرةً لِرحلته، منها الاطلاع على الكُنُوز العلميَّة والأدبيَّة في دار الخلافة، ولقاء العُلماء والإفادة والاستفادة لهم ومنهم، والسأم والتبرُّم من الفتن والغارات والحُرُوب التي كان يُثيرها البدو والروم والفاطميُّون.
خرج أبو العلاء من المعرَّة في أواخر سنة 398هـ كما أُسلف، والظاهر من رسالته إلى القاضي الفقيه أبي الطيِّب الطبري ومن رسالته إلى خاله أنَّهُ ركب أولًا مطيَّة ثُمَّ ركب سفينة، فإنَّهُ قال: «وَمَا هَبَطْتُ مِنْ طَرِيقِي وَادِيًا، وَلَا فَرَّعَتْ جَبَلاً وَلَا حَمْلَتَيْ سَفِينَةً وَلَا ذُلَّتْ لِي مَطِيَّةً إِلَّا بِمَنْ الله سُبْحَانَهُ». ويظهر أنَّهُ لم يمر بِحلب في ذهابه إلى بغداد، ولكنَّهُ نزل بِالرقَّة وكتب منها كتابًا إلى خاله يشرح لهُ فيه ما حمله على النُزُول، ثُمَّ ركب سفينة عبر الفُرات، فسارت به إلى الأنبار، ثُمَّ اعترضه نفرٌ من أصحاب السُلطان، فأخذوا السفينة إلى موضعٍ يُقال لهُ الفارسيَّة، وهي قريةٌ غنَّاء وقعت على ضفَّة نهر عيسى وفق ما قال ياقوت الحموي. ودخل أبو العلاء دار الخلافة سنة 399هـ، وقال غيرُ واحدٍ سنة 400هـ دون تعيين اليوم أو الشهر، بل اكتفوا بِقول: اتفق يوم وُصُوله إلى بغداد موت الشريف الطاهر والد الشريفين الرَّضي والمُرتضى، ورثاه بقصيدته الفائيَّة، فقال:
نزل أبو العلاء في «سُويقة غالب»، وهي من محال بغداد. وقال في قصيدته إلى القاضي المُحسن بن علي التَّنُوخي:
و«القطيعةُ» اسمٌ لِموضعان في الجانب الغربي من بغداد وهو الكرخ. إحداهُما «قطيعة الربيع» كان يسكُنُها التُجَّار، والأُخرى «قطيعة الفُقهاء». ورجَّح الميمني أن يكون أبو العلاء قد سكن قطيعة الفُقهاء، مُستدلًّا على ذلك بِقول أبي العلاء من قصيدةٍ يُجيبُ بها أبا تميمٍ البرقي:
وقال ابن السيِّد البطليوسي: «وَالْقَطِيعَةُ مَوْضِعٌ بِبَغْدَاد يُعْرَفُ بِقَطِيعَةِ اَلرَّبِيعِ يَقْرُبُ مِنْ دِجْلَةَ، وَكَانَ أَبُو اَلْعَلَاءْ سَاكِنًا فِيهِ». وقال التبريزي: «اَلْمُرَادَ بِالنَّهْرِ نَهْرَ اَلْقَلَّائِينْ»، والرَّبيع هو الرَّبيع بن يُونُس حاجب الخليفة أبو جعفر المنصور. ويُرجِّح مُحمَّد سليم الجُندي أن يكون كلام البطليوسي الأقرب إلى الصواب. ومن الواضح أنَّ شُهرة أبي العلاء سبقته إلى بغداد، لأنَّ المعرَّة في عهده كانت مُلتقى السُبُل بين الشَّام وما وراءها، والعراق وما وراءه. وكان الحُجَّاج والتُجَّار والرُّحَّال ورُسُل المُلُوك وغيرهم يمُرُّون بها، وقد كان ذِكرُ أبي العلاء ملأ تلك النواحي، وتخطَّى إلى مسامع كثيرٍ من الفُضلاء في العراق وغيره، منهم القاضي الطبري الذي كانت بينه وبين أبي العلاء معرفةٌ ومُكاتبةٌ قبل أن يصل إلى بغداد. كما راسل العلَّامة الفقيه أبو حامد الإسفرائيني وكتب إليه قصيدة يُحدِّثه فيها عن رحلته. يذكرُ البديعي إقبال أهل العلم والأدب على أبي العلاء حين دخل بغداد فيقول: «وَلَمَّا دَخَلَهَا أَبُو اَلْعَلَاءْ اَلْمِعَرِّي تَسَامَعَتْ بِهِ أُمَاثِلهَا، وَأَقْبَلَتَ عَلَيْهِ أَفَاضِلُهَا، وَنَظَمَ بِهَا قَصَائِدَ لَا يَخْلُقُ جِدَّتَهَا مُرُورَ اَلدُّهُورِ وَلَا يُذْهِبُ بَهْجَتَهَا تَكْرَارَ اَلْعُصُورِ، مِنْهَا اَلْقَصِيدَةُ اَلَّتِي رَثَى بِهَا اَلشَّرِيفْ أَبَا أَحْمَدْ اَلْمُوسَوِي».
تسنَّى لِأبي العلاء وهو في بغداد أن يلقى عددًا من رجالاتها وشُيُوخها وعُلمائها وأُدبائها وشُعرائها، منهم الشريفان الرَّضي والمُرتضى، والعالم اللُّغويّ علي بن عيسى الربعي، وأبو أحمد عبد السلام البصريّ المعروف بِـ«الواجكا» ناظر دار العلم بِبغداد، وأبو منصور خازنها، وأبو علي عبد الكريم بن الحسن السُكَّري النَّحوي، وابن فُورَّجَة. ويذكر ابن العديم أنَّ أبا العلاء درس على أولئك العُلماء والأُدباء أشياء من اللُّغة والنحو والأدب. يقولُ الدكتور مُحمَّد طاهر الحمصي أنَّ المعرِّي كان يشهد مجالس أولئك العُلماء مُشاركًا لا مُتلقيًا، وكانت مجُالسة هؤلاء الشُيُوخ تتخذ شكل المُذاكرة والمُطارحة العلميَّة والأدبيَّة، لا شكل التلقي والتلقين، والدليل على هذا أنَّ آثار المعرِّي الحاضرة خالية من أيَّة نُقُولٍ عن هؤلاء العُلماء الذين لقيهم ببغداد. وطاب لِأبي العلاء المقام في دار الخِلافة زمنًا، وأنس بِعُلمائها، ولازم حُضُور مجالسهم التي كانت تُعقد في دار العلم أيَّام الجُمع، وترك ذلك كُلُّه ذكرى طيِّبة في نفسه. قال مُخاطبًا أبا أحمد عبد السلام البصريّ بعد عودته إلى المعرَّة واصفًا شوقه لِلمجمع الذي كان يعقده الأخير:
وقد ذكر طٰه حُسين أنَّ هذا المجمع الذي كان عبد السلام البصري يعقده إنَّما هو أحد مجامع إخوان الصفا السريَّة، وهم جماعةٌ من الفلاسفة المُسلمين اشتركوا في الأغراض والآراء، ويستدل على ذلك من قول أبي العلاء:

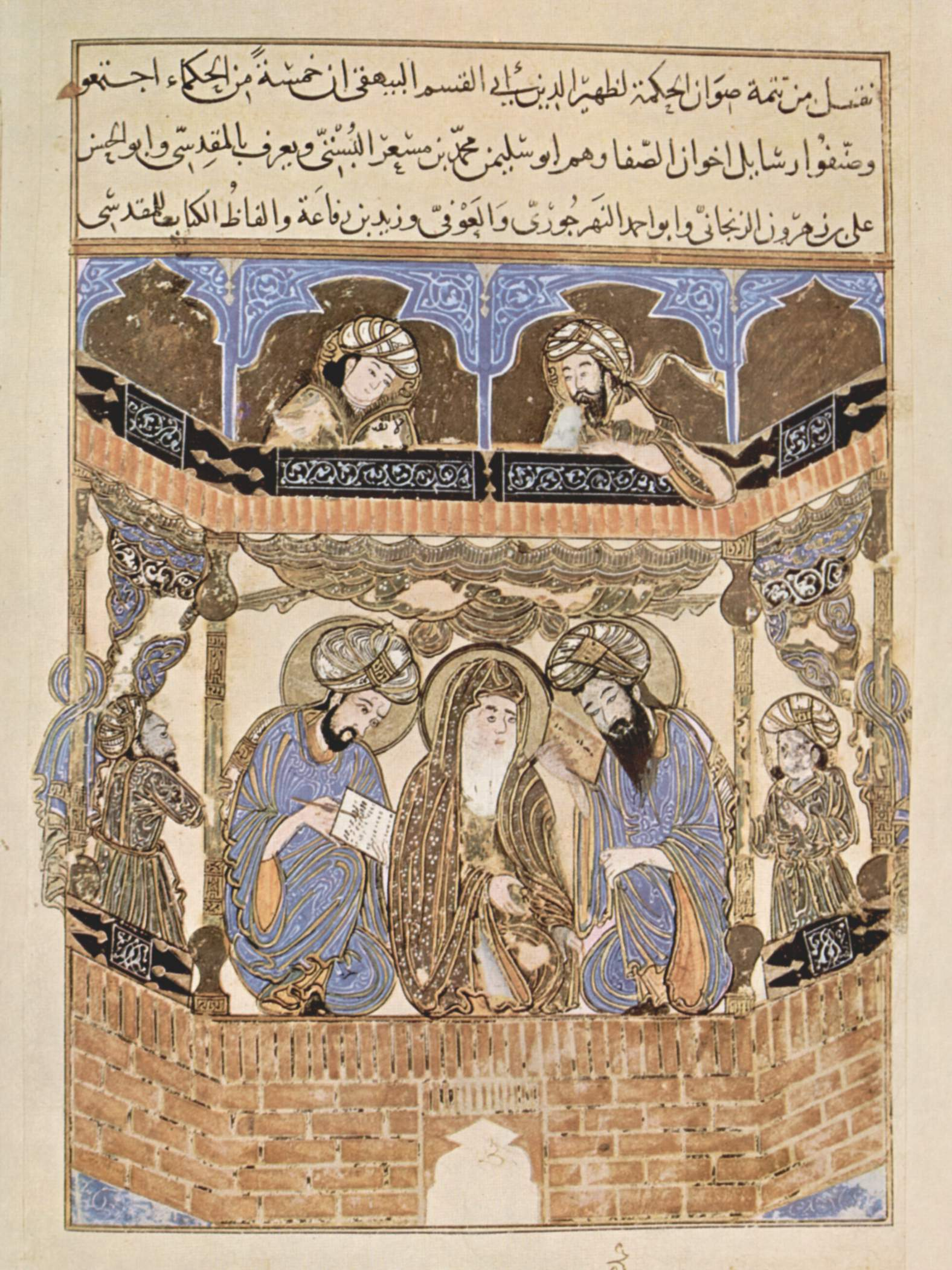
مخطوطة لإخوان الصفا تعود لِقُرابة سنة 1287م. رجَّح طٰه حُسين انضمام أبي العلاء لِهذه الجماعة خلال إقامته بِبغداد.

وكان قوام هذه الجماعة، فيما يظهر، سياسي عقلي، إذ كانت لهم أغراض سياسيَّة مُسرفة في التطرُّف، واعتبرهم طٰه حُسين من غُلاة الشيعة، ولعلَّهم من الإسماعيليَّة. ويزيد حُسين في مُقدِّمته التي وضعها لِكتاب «رسائل إخوان الصفا»: «كَانَ هَؤُلَاءِ اَلنَّاسِ إِذْن يَعْمَلُونَ مِنْ وَرَاءِ سِتَارٍ، وَيُؤَلِّفُونَ جَمَاعَةً سِرِّيَّةً، وَكَانَ قِوَامُ جَمَاعَتِهِمْ هَذِهِ فِيمَا يُظْهِرُ، سِيَاسِيٍ وَعَقْلِيٍّ، فَهُمْ يُرِيدُونَ قَلْبَ اَلنِّظَامِ اَلسِّيَاسِيِّ اَلْمُسَيْطِرِ عَلَى اَلْعَالَمِ اَلْإِسْلَامِيِّ يَوْمئِذٍ، وَهُمْ يَتَوَسَّلُونَ إِلَى ذَلِكَ بِقَلْبِ اَلنِّظَامِ اَلْعَقْلِيِّ اَلْمُسَيْطِرِ عَلَى حَيَاةٍ اَلْمُسْلِمِينَ أَيْضًا…» ويزيد: «وَقَدْ اِحْتَاطَ هَؤُلَاءِ اَلنَّاسِ فِي اَلتَّسَتُّرِ وَالِاسْتِخْفَاءِ فَلَمْ نَكِد نَعْرِفُ مِنْهُمْ أَحَدًا — كَمَا قُلْنَا — وَإِنَّمَا سُمِّيَتْ أَسْمَاءٌ لَا تَتَجَاوَزُ اَلْخَمْسَةُ، وَلَا تَخْلُو أَنْ يُحِيطَ بِهَا اَلشَّكُّ، وَكُلَّ مَا نَسْتَطِيعُ أَنْ نَعْرِفَهُ مِنْ أَمْرِ هَذِهِ اَلْجَمَاعَةِ أَنَّهَا نَشَأَتْ فِي اَلْبَصْرَةِ فِي مُنْتَصَفِ اَلْقَرْنِ اَلرَّابِعِ، وَعُرِفَ لَهَا فَرْعٌ فِي بَغْدَادَ، وَلَيْسَ عِنْدِي شَكٌّ فِي أَنَّ أَبَا اَلْعَلَاءْ قَدْ اِتَّصَلَ بِهَذَا اَلْفَرْعِ اَلْبَغْدَادِيِّ حِينَ اِرْتَحَلَ إِلَى بَغْدَادَ آخِر هَذَا اَلْقَرْنِ، وَكَانَ يَحْضُرُ اِجْتِمَاعُهُ يَوْمَ اَلْجُمْعَةِ مِنْ كُلِّ أُسْبُوعٍ، نَرَى ذَلِكَ فِي سَقَطَ اَلزَّنْدُ، بَلْ نَرَى بَعْضُ أَسْمَاءِ اَلَّذِينَ كَانُوا يَحْضُرُونَ جَلَسَاتُ هَذَا اَلْفَرْعِ، وَنَكَادَ نَعْرِفُ اَلْمَكَانُ اَلَّذِي كَانُوا يَجْتَمِعُونَ فِيهِ يَوْمُ اَلْجُمْعَةِ مِنْ كُلِّ أُسْبُوعٍ، وَنَكَادُ نَلْمَحُ فِي هَذِهِ اَلِاجْتِمَاعَاتِ شَيْئًا مِنْ اَللَّهْوِ اَلْمُعْتَدِلِ اَلَّذِي لَا بُدَّ مِنْهُ فِيمَا يَظْهِرُ لِتَسْتَقِيمَ فَلْسَفَةُ اَلْفَلَاسِفَةِ، وَقَدْ أَشَرْتُ إِلَى شَيْءِ مِنْ ذَلِكَ فِي «ذِكْرَى أَبِي اَلْعَلَاءْ» عَلَى أَنِّي أَشَدُّ اِسْتِيقَانًا بِهِ اَلْآنِ، وَأَعْتَقِدُ أَنَّا نَجِدُ فِي رَسَائِلِ إِخْوَانِ اَلصَّفَاءِ أَحْسَنَ تَفْسِيرٍ لِكَثِيرٍ مِنْ غَوَامِضَ اَللُّزُومِيَّاتِ».
يرُدُّ مُحمَّد سليم الجُندي على ما سبق قائلًا أنَّهُ وهمٌ باطل، والدليلُ على ذلك أُمُورٌ كثيرة، منها: أنَّ قول المعرِّي «عن حُضُور بِمجمع» ليس فيه تصريح بأنَّ المجمع دار عبد السلام، ولا أنَّهُ مجمعٌ فلسفيٌّ. والأقرب برأيه أن يكون ذلك المجمع دار الكُتُب التي كان عبد السلام خازنًا لها. وتخصيص يوم الجُمُعة يجوز أن يكون عبد السلام اختاره لِلمعرِّي لِيتمكَّن من زيارته بِسبب فراغه في ذلك اليوم، أو لِيجمعه بِرجالٍ من العُلماء والأُدباء كانوا يجتمعون فيه في دار العلم أو غيرها لِلمُحادثة والمُذاكرة والمُفاكهة ونحوها. وهذا أقرب إلى القبول، وأكثر مُلائمة لِما عُرف به عبد السلام من الصدق والتقوى والاشتهار بِالقراءة ورواية الأحاديث والتفسير والأخبار وغيرها، ولو شعر الناس أنَّهُ ينحو منحى الفلاسفة في عقيدته لأعرضوا عن رواياته. ومنها أنَّ هذا اليوم، لو كان يوم المجمع السرِّي، لما صرَّح بِذكره أبو العلاء، كيلا ينتبه له خُصُومه. كما يُستبعد أن يركن إخوان الصفا إلى أبي العلاء وهو غريبٌ عنهم؛ وقد نُقل عن أبي حيَّان التوحيدي أنَّهم كانوا يجتمعون في منزل أبي سليمان النهرجوري، فإذا اجتمع معهم أجنبي التزموا الكنايات والرُمُوز والإشارات. ومنها أنَّ كلمة «إخوان الصفاء»، في أبيات المعرِّي المُتقدِّمة، يُرادُ بها غالبًا مُصافاة المودَّة؛ وقد وقعت هذه الكلمة في كلام كثيرٍ من الشُعراء والكُتَّاب، منهم عمرو بن شأس الأسدي حيثُ يقول:
ومنهم البراء بن ربعي الفقعسي حيثُ يقول:
ومنهم ابن الرومي حيثُ يقول:
ومنهم ابن المُقفَّع حيثُ قال في باب الحمامة المُطوَّقة من كتاب كليلة ودمنة: «فَهَذَا مَثَلُ إِخْوَانِ اَلصَّفَاءِ وَأتَّلَافْهِمْ فِي اَلصُّحْبَةِ». فهؤلاء كُلُّهم ذكروا «إخوان الصفاء»، وهُم يريدون إخوان المودَّة الصافية الخالصة قبل أن تُؤلَّف جماعة إخوان الصفا. وأبو العلاء احتذى على مثالهم. ويستغرب الجُندي كيف حكم طٰه حُسين على إخوان الصفا بِأنَّهم من غُلاة الشيعة أو الإسماعيليين؛ ثُمَّ جعله أبا العلاء منهم، وهو أشد الناس إنكارًا على الفريقين. والأغرب من هذا عنده، أن يكون المعرِّي ممن يعمل لِأغراضٍ سياسيَّةٍ مُتطرِّفة.

### عودته إلى المعرَّة وحياته فيها
كان أبو العلاء، وهو في بغداد، يُكثر الحنين إلى وطنه، ويفيضُ شعره بِالشوق إليه، حتَّى قرَّر في نهاية المطاف مُفارقة بغداد والعودة إلى المعرَّة. وقد اختلفت كلمة المُؤرِّخين والباحثين في أسباب رحلته عن دار الخِلافة، أمَّا هو فقد بيَّن تلك الأسباب: وفاة والدته التي كانت تتعهَّده، ونقص المال الذي حمله معه. فقد كان طيف والدته، التي آثرها بأعمق الحُب وأصفاه، لا يُفارقه طيلة إقامته ببغداد، فعاوده في اليقظة والمنام حتَّى أجهده. يقولُ في إحدى قصائده:
فذلك الطيف الزائر كان طيف أُمِّه. وقد بلغهُ وهو بِالعراق أنَّها مريضةٌ، فعجَّل ذلك بِعودته إلى المعرَّة، وحسم قراره بِالانسحاب وكان قد صمَّم عليه، لكنَّهُ أقام يتهيَّأ لهُ ويترقَّب الفُرصة. وفي قصيدةٍ من سقط الزند يقولُ مُخاطبًا أهل بغداد بعد فراقه لهم:
أمَّا بِالنسبة لِنقص المال، فمن المعروف أنَّ أبا العلاء كان شديد الأنفة والإباء؛ ولمَّا ضاق المال الذي اصطحبه إلى بغداد عن حاجاته الكثيرة في السفر ولم يستطع أن يستقدم غيره من المعرَّة لِبُعد الشقة، أو لِعدم وُجُود ما يسُد حاجته؛ كما أنَّهُ لم يستطع أن يبذُل ماء وجهه بِسُؤال أحدٍ. ويدُلُّ على هذا أقواله في بغداد، منها قوله من قصيدة:
فهذه النُصُوص تدُلُّ على أنَّ أبا العلاء ضاق ذرعه ببغداد لِضيق ذات يده، وأنَّ إفراطه في التعفُّف مع قلَّة ماله لا شكَّ أنَّهُ - حسب رأي مُحمَّد سليم الجُندي - ممَّا أحرج صدره وضيَّق بغداد على رحبها به. وفوق هذا حنينه إلى أُمِّه، ورجاؤه لقاءها كان من أكبر البواعث على إزعاجه من بغداد، حتَّى تمنَّى حلَّ الخمر لِيُذهل أنَّهُ في العراق مُقلِّ من الأهلين اليُسر والأُسرة. وزاد شوق المعرِّي إلى بلاده وأهله لمَّا دخل شهر رجب من السنة التالية لِإقامته في بغداد، أي سنة 400هـ، فخرج منها لِستٍ بقين من شهر رمضان، وسلك طريق الموصل وميَّافارقين، فوصل بدايةً إلى الحسنيَّة، وهي بلدةٌ شرقيّ الموصل على يومين بينها وبين جزيرة ابن عُمر، ثُمَّ منها إلى آمد في ديار بكر، ثُمَّ منها إلى الرقَّة فالمعرَّة. ولمَّا وصل المعرَّة وجد أُمِّه قد تُوفيت قبل مقدمه بِمُدَّةٍ يسيرة، ولم يعلم بِذلك قبل قُدُومه، كما يدُلُّ على ذلك قوله في رسالةٍ إلى بعض العلويين: «وَوَجَدَتْ اَلْوَالِدَةُ  قَدْ سَبَقَ بِهَا اَلْقَدَرُ إِلَى اَلْمَدَرِ ، فَأَتَتْ اَلنِّيَّةُ بِالْمَنِيَّةِ».
قضى أبو العلاء نحو خمسٍ وثلاثين سنة في المعرَّة، ونحو سنة وتسعة أشهُر في بغداد. وكان دقيق الحس شديد الفطنة كثير الشك، لا تكاد تمُرُّ به حادثة إلَّا أشبعها بحثًا ودراسةً وتفكيرًا. وكان مُنذُ حداثة سنِّه سيّئ الظن بالناس لا ينظر إليهم نظرة الرضى والطمأنينة. فلمَّا رحل إلى بغداد، وكانت مُلتقى الأُمم من عربٍ وعجم، ورأى ما رأى أو سمع ما سمع، ازداد مُقته لِلناس بِقدر ما ازداد علمه بهم، واطلاعه على ما تكنُّه صُدُورهم من أخلاقٍ لا تتفق مع شيمه، ومعرفته من أعمالهم ما تأباه الإنسانيَّة. وقد صرَّح في قصيدةٍ درعيَّة عن سبب سجنه نفسه فقال:
وكان فوق ذلك كُلِّه قليل المال كثير الأنفة، مُفرطًا في التعفُّف والإباء، شديد الحسرة لِفقد بصره، كثير الحُسَّاد، كثير الحياء، شديد الاحتياط والحذر. يكره أن يرى الناس منهُ ما لا يحمدون، أو ما يجعله عُرضةً لِلازدراء والاستهزاء به. ولم يجد شيئًا ينجو به من كُلِّ ذلك أو من جُلِّه إلَّا اعتزال الناس. ويظهر أيضًا أنَّ بعض ما لقيه في بغداد من الخشونة في بعض الطبقة التي كان يتوقَّع أن تُقدِّره حق قدره، وتعرف لهُ فضله وأدبه وعلمه، سوَّد الدُنيا عنده كما اسودَّ أهلها، وقوَّى ذلك في نفسه الميل إلى الانفراد عن الناس. يفترض مُحمَّد سليم الجُندي أنَّ نفس أبي العلاء علَّها كانت تطمح إلى أسمى مكانةٍ في الحياة، ولكن لمَّا لم يُكتب له ذلك، زهد في الدُنيا كُلِّها لأنَّهُ لا يُرضيه إلَّا أن ينال الإنسان أعظم منزلةٍ فيها، أو يُعرض عن كُلِّ ما فيها. ويُضيف قائلًا: ولعلَّهُ فكَّر في الزمان وتصرفاته، فلم يجد فيه سبيلًا إلى الحياة الطيبة التي يبتغيها، وجرَّب الناس، فلم يزده ذلك إلَّا زُهدًا في الدُنيا وأهلها. وقد أشار إلى هذا بِأبياتٍ قالها في بغداد جوابًا لِابن فُورَّجَة:

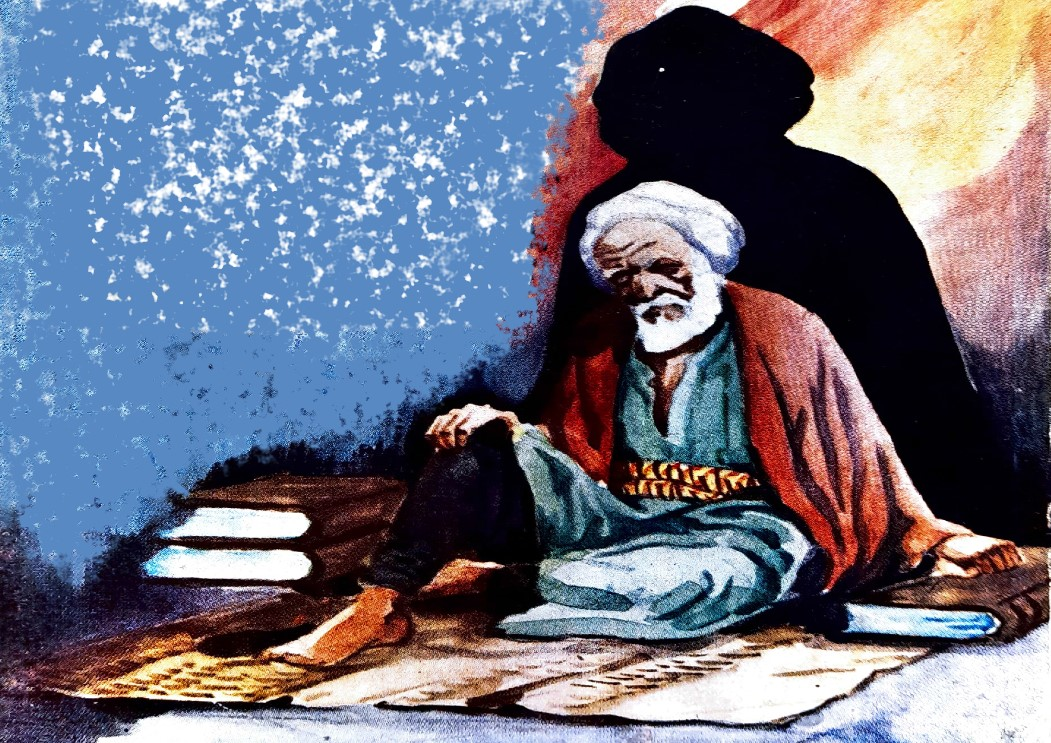
رسمٌ تخيُّلي لِلمعرِّي في داره بِالمعرَّة.

وقال أيضًا في الفُصُول والغايات: «طِفْتُ اَلْآفَاق، فَإِذَا اَلدُّنْيَا نِفَاق، وَمَلِلْتُ مِنْ مُدَارَاةِ اَلْعَالَمِ بِمَا يُضْمِرُ غَيْرَهَ اَلْفُؤَادِ؛ فَاخْتَرْتُ اَلْوَحْدَةَ عَلَى جَلِيسِ اَلصِّدْقِ. لَيْتَنِي مَعَ اَلظَّلِيمِ اَلْهَجْهَاجِ». وفي الكتاب نفسه يقول: «إِنَّمَا أَنَا حَيٌّ كَالْمَيِّتِ أَوْ مَيِّتٌ كَالْحَيِّ، وَمَا اِعْتَزَلَتْ إِلَّا بَعْدَمَا جَدَّدَتْ وَهَزََلَتْ، فَوَجَدَتْنِي لَا أُنَفِّذُ فِي جَدٍّ وَلَا هَزْل، وَلَا أَخْصِبُ فِي اَلتَّسْرِيحِ وَلَا اَلْأَزَلِ، فِعْلِيَّ بِالصَّبْرِ لَا بُدَّ لِلْمُبْهَمَةِ مِنْ اِنْفِرَاجٍ». وهكذا أقام في منزله حينًا لا يدخل عليه أحد، ثُمَّ اضطرَّه أقرباؤه وأصحابه إلى فتح بابه لِلزائرين والمُتعلِّمين، ولم يُوفَّق إلى الاعتزال التَّام. ولم يصل الباحثين والمُؤرِّخين سوى نُتفٍ مُبعثرةٍ عن حياة أبي العلاء في المعرَّة بعد عودته من بغداد، ولا يُعرف على وجه الدقَّة من كان يتعهَّده ويخدمه بعد وفاة والدته. قال الميمني أنَّ أبا العلاء ذكر في رسالةٍ لهُ إلى خاله أبي القاسم أنَّهُ كانت لهُ خادمةٌ عجوز تُسمَّى «سُكينة»، فاستدعاها إلى حلب لِضبط منزله، فاعتلَّ أخوها، فأرادت الخُرُوج إليه. ولحقت أبا العلاء علَّة، فأظهرت أنَّ خُرُوجها إليه وأنَّهُ مُحتاجٌ إليها. وكانت هذه العجوز تُسخِّن لهُ الماء وتُصلح لهُ القِدر وتوقدُ النار. وعزم على خاله ألَّا يوقفها على كتابه لئلَّا يُدركها ما يُدرك الآدميين إذا سمعوا في أنفُسهم مثل ذلك. وجاء في بعض الروايات أنَّ لهُ غُلامٌ يُدعى «قنبرًا». وذكر ابن العديم في ترجمة أبي مُحمَّد عبد الله بن أبي المجد أخي أبي العلاء أنَّهُ تولَّى خدمة عمِّه بِنفسه وكان برًّا به. يقول مُحمَّد سليم الجُندي أنَّ أبا العلاء علَّهُ كان يُكابد عناءً من خادمٍ كان لا يُطيعه، كما يُشعر من قوله:
ويُضيف أنَّهُ من الصعب الجزم بِحقيقة تعهُّد أحد بِخدمة أبي العلاء، لِأنَّ ابن أخيه كان قاضيًا، ومن البعيد أن يقوم بِنفسه بِكُلِّ ما يتطلَّبه عمُّه من تهيئة طعامٍ وغسل ثيابٍ وآنيةٍ وما شاكل ذلك. ويُرجِّح الجُندي أنَّ أبا مُحمَّدٍ كان يخدم عمَّه في تقديم طعامه ولباسه وما يحتاج إليه في مجالسه. وأمَّا ما عداه فإنَّهُ يقوم به خدم ابن أخيه أو خدمه، وهو يتولَّى الإشراف على ذلك ويتعهَّده. ولم يُغادر أبو العلاء داره مُنذُ أن عاد إلى المعرَّة إلَّا مرَّةً واحدةً فقط لم تتكرَّر، حين حمله قومه على الخُرُوج لِيشفع لهم لدى أمير حلب صالح بن مرداس، وكان قد خرج إلى المعرَّة لِيُخمد حركة عصيانٍ من أهلها، سببها - فيما نقل ابن العديم والقفطي والإمام الذهبي والصَّفدي - أنَّ امرأةً دخلت جامع المعرَّة صارخةً، تستدعي المُصلِّين على صاحب الماخور الذي أراد اغتصابها. فنفر كُلُّ من في الجامع، وهدموا الماخور ونهبوا ما فيه. وكان صالح بن مرداس في نواحي صيدا، فأسرع إلى المعرَّة وعسكر بِظاهرها وشرع في قتالها ورماها بالمنجنيق، واعتقل من أعيانها سبعين رجُلًا، إقامةً لِهيبة السُلطان. فلمَّا رأى أهلُ المعرَّة أنَّ لا قِبل لهم بِذلك، سعوا إلى أبي العلاء يسألونه الخُرُوج إلى صالح بن مرداس في مُعسكره بِظاهر المدينة، والشَّفاعة لهم عنده. وما زالوا به حتَّى خرج مُتوكئًا على يد قائدٍ له وطلب الأمير، فعرفهُ الأخير وأذن لهُ مُقابلتهُ وأكرمهُ ثُمَّ سألهُ عن حاجته، فذكر لهُ أنَّهُ جاء شفيعًا لِقومه، فأجابهُ صالح: «قَدْ وَهَبَتْهَا لَكَ يَا أَبَا اَلْعَلَاءْ» - يعني المعرَّة. ثُمَّ استنشدهُ فأنشد ارتجالًا:
قال صالح: «بَلْ نَحْنُ اَلَّذِينَ تَسْمَعُ مِنَّا سَجْعَ اَلْحَمَامِ، وَأَنْتَ اَلَّذِي نَسْمَعُ مِنْهُ زَئِيرَ اَلْأَسَدِ». ثُمَّ أمر بِخيامه فوُضعت، ورحل عن المعرَّة. وعاد أبو العلاء إلى محبسه وهو يُنشد ردًا على اعتراف القوم بِفضله:
ولم تكن عُزلته كاملة هذه المرَّة أيضًا، فإنَّه استمرَّ يفتح بابه لِلزائرين والمُتعلِّمين، فكانوا يفدون إليه من كُلِّ حدبٍ وصوب، ولا يُعرفُ أيٌّ من أيَّام الأُسبوع خصَّصه لِاستقبال هؤلاء. وفي هذه الفترة سمَّى نفسه «رهين المحبسين»: العمى والدار. ثُمَّ لمَّا أمعن في التفكير ودرس الحياة وما فيها درسًا عميقًا، أضاف إليهما سجنًا ثالثًا، وهو حبسُ الرُّوح في الجسد، فأصبح في ثلاثة سُجُونٍ كما قال:
وقد قال ابن السيِّد البطليوسي واصفًا حياة المعرِّي في مسقط رأسه: «وَكَانَ اَلْمَعَرِّي مُتَدَيِّنًا كَثِيرَ اَلصِّيَامِ وَالصَّدَقَةِ، تَسْمَعَ لَهُ بِاللَّيْلِ هَيْنَمَة لَا تُفْهَم، وَكَانَ لَا يَقْرَعُ عَلَيْهِ أَحَدٌ اَلْبَابَ حَتَّى تَطْلِعَ اَلشَّمْسُ، فَإِذَا سَمِعَ قَرْعَ اَلْبَابِ عِلِمَ أَنَّ اَلشَّمْسَ قَدْ طَلْعَتْ فَقَطَعَ تِلْكَ اَلْهَيْنَمَة، وَأَذِنَ فِي اَلدُّخُولِ عَلَيْهِ. وَكَانَ لَا يَرَى أَكْلَ اَللَّحْمِ وَلَا شُرْبَ اَلْمُسْكِرِ وَلَا اَلنِّكَاحِ. وَكَانَ ذَا عِفَّةٍ وَنَزَاهَةِ نَفْسٍ، إِلَّا أَنَّهُ كَانَ مُخَالِفًا لِمَا كَانَ عَلَيْهِ أَهْلُ اَلسُّنَّةِ». وفي المعرَّةِ حنَّ أبو العلاء إلى بغداد، وتذكَّرها ومن كان يلقاهم فيها من إخوان الصفاء والمُودَّة، وما مرَّ له معهم فيها من الأوقات الطيِّبة والمجالس المُستعذبة، فهاجت الذكرى أشواقه، وصار يُكثرُ في شعره من اللوعة والحنين إلى بغداد ومن فيها، ومدحها ومدحهم. من ذلك قوله في قصيدةٍ كتبها إلى القاضي التَّنوخي:

### وفاته وقبره
كانت الأوصاب والعلل تنتاب أبو العلاء حينًا بعد آخر، وقد أشار في مواطن من شعره إلى ما بلغ به مُرُّ الزمان وتعب الحياة، وما كان يعتوره من العلل، من ذلك قوله في اللُّزوم:
وقوله في السقط:
وفي رسالته إلى داعي دُعاة الفاطميين المُؤيَّد في الدين الشيرازي يذكر أبو العلاء أنَّهُ صار مُقعدًا: «وَمُنِيَتُ فِي آخِرِ عُمْرِي بِالْإِقْعَادِ، وَعَدَانِي عَنْ اَلنَّهْضَةِ عَاد». وقال في رسالةٍ أُخرى أنَّهُ يعجز عن القيام في الصلاة وإذا اضطجع عجز عن القُعُود، فكان يحتاج من يُعينه في كلا الأمرين. وقد صوَّر شخصه بِصُورةٍ تنمُّ على ما كان يعتوره من البلايا، في مثل قوله:
وفي رسالةٍ أرسلها جوابًا إلى أبي الحسن مُحمَّد بن سنان الحلبي يتضح أنَّ أبا العلاء أخذ يضعف بدنه ودبَّ الفساد إلى أسنانه وأضراسه قبل أن يبلغ الخمسين: «اَلْآن عَلَّتْ اَلسِّنَّ، وَضَعُفَ اَلْجِسْمُ.. وَعُطِّلَتْ رَحَىً.. كُنْتُ أَقْصِرُ طَحْنَهَا عَلَى نَفْسِي.. وَلَمْ يَبْقَ إِلَّا أَنْ يَخْلُوَ مَكَانُهَا اَلْعَامِرُ.. وَإِنْ تَشَبَّهَ بِهَا فِي اَلظَّعْنِ أَخَوَاتُهَا، صَارَ لَفْظِي مِنْ أَجْلِ ذَلِكَ مَشِينًا، وَجَعَلَتُ سِينَ اَلْكَلِمَةِ شِينًا.. فَإِن قُلْتُ اَلْعَسَلُ ظُنَّ أَنِّي أَقُولُ اَلْعَشَلُ، بِالشِّينِ اَلْمُعْجَمَةِ..». وهذه الرسالة جوابٌ عن كتابٍ أرسله إليه مُحمَّد بن سنان، يُخبره فيه أنَّ أمير حلب يطلب من أبي العلاء أن يضع لهُ كتابًا يُذكر فيه أمثال على معنى كليلة ودمنة، فوضع لهُ «كتاب القائف». وهذا الأمير هو عزيز الدولة أبو شُجاع فاتك بن عبد الله الرومي، مولى منجوتكين، وُلِّي حلب من قِبل الخليفة الفاطمي الحاكم بأمر الله سنة 407هـ، وقتله مملوكه الهندي سنة 413هـ، فيكون جواب أبي العلاء لِابن سنان نحو سنة 410هـ أو سنة 412هـ، ويكون مبدأ ذهاب أسنانه واعتلاله في ذلك العهد تقريبًا.
ولا يُعرف ما هو المرض الذي تُوفي به أبو العلاء. يقول القفطي: «لَمَّا حَضَرَتْ اَلشَّيْخَ أَبَا اَلْعَلَاءْ أَحْمَدْ بْنُ عَبْدِ الله بْنُ سُلَيْمَانَ اَلتَّنُوخِي اَلْوَفَاةِ أَتَاهُ اَلْقَاضِي اَلْأَجَلّ أَبُو مُحَمَّدْ عَبْدِ الله اَلتَّنُوخِي بِقَدْحِ شَرَابٍ، فَامْتَنَعَ مِنْ شَرَابِهِ، فَحَلَفَ اَلْقَاضِي أَيْمَانًا مُؤَكِّدَةً لَابُد مِنْ أَنْ يَشْرَبَ ذَلِكَ اَلْقِدْحِ، وَكَانَ سَكْنَجْبِينَا، فَقَالَ أَبُو اَلْعَلَاءْ مُجِيبًا لَهُ عَنْ يَمِينِهِ:
وَكَانَ مَرَضُهُ ثَلَاثَةَ أَيَّامٍ، وَمَاتَ فِي اَلْيَوْمِ اَلرَّابِعِ، وَلَمْ يَكُنْ عِنْدَهُ غَيْرِ بَنَي عَمِّهُ، فَقَالَ لَهُمْ فِي اَلْيَوْمِ اَلثَّالِثِ: اُكْتُبُوا. فَتَنَاوَلُوا اَلدُّوِيَّ وَالْأَقْلَامِ، فَأَمْلَى عَلَيْهِمْ غَيْرِ اَلصَّوَابِ. فَقَالَ اَلْقَاضِي أَبُو مُحَمَّدْ: أَحْسَنَ الله عَزَاءَكُمْ فِي اَلشَّيْخِ، فَإِنَّهُ مَيِّتٌ. فَمَاتَ فِي غَدَاةِ غَدِهِ». وكان الطبيب ابن بطلان إذ ذاك في المعرَّة، فحدَّثه بعض الطلبة أنَّ أبا العلاء قد أملى عليهم شيئًا فغلط فيه. فقال ابن بطلان: «مات أبو العلاء». وكان سبب قوله هذا لِأنَّ من كان مثل أبي العلاء في قُوَّة العقل والذكاء لا يُدركه الخطأ فيما يُملي إلَّا إذا اضطربت قواه وفسُد مزاجه. قال: «فَحَكَمْتُ عَلَيْهِ عِنْدَ ذَلِكَ بِالْمَوْتِ. وَالله أَعْلَمْ». واختلفت كلمة القوم في يوم وفاته، فقيل: ليلة الجُمُعة، وقيل يوم الجُمُعة 2 ربيع الأوَّل 499هـ المُوافق 8 أيَّار (مايو) 1057م، وقيل في 3 ربيع الأوَّل المُوافق 9 أيَّار (مايو)، وقيل في 12 أو 13 ربيع الأوَّل المُوافق 18 أو 19 أيَّار (مايو). أمَّا وصيَّته، فقد ذكر ابن خلِّكان وغيره أنَّ أبا العلاء لمَّا قارب الموت أوصى أن يُكتب على قبره هذا البيت:
وقال في الفُصُول والغايات»: «أُوْصِيكُمْ إِنْ نَفَعَتْ اَلْوصَاَة، إِذَا أَشْفَيتُ عَلَى مَوْرِدِ جُرْهُم وَعَادٍ، أَلَّا يَلِجَ عَلَيَّ آسٍ، وَلَا يَكْثُرُ حَوْلِي اَلْعُوَّادْ، وَلَا تَبْكِيَنََ عِنْدِي بَاكِيَةٌ، وَلَا يُحِسُّ نَادِبِي فِي اَلنُّدَّابْ». دُفن أبو العلاء في ساحةٍ من دور أهله بني سُليمان، وروى ياقوت الحموي أنَّ أبا العلاء لمَّا مات أنشد على قبره أربعةٌ وثمانون شاعرًا مراثي. وقال ابن الوردي في تاريخه: «وَلَمَّا تُوفِّي قُرِىءَ عَلَى قَبْرِهِ سَبْعُونَ مَرْثِيَّة»، وقال شيخ الإسلام الإمام ابن حجر العسقلاني في لسان الميزان: «لَمَّا تُوُفِّيَ أَبُو اَلْعَلَاءْ اِجْتَمَعَ عَلَى قَبْرِهِ ثَمَانُونَ شَاعِرًا وَخُتِمَ فِي أُسْبُوعٍ وَاحِدٍ عِنْدَ اَلْقَبْرِ مِائَتَا خَتْمَةً»، وكرَّر أبو الفتح العبَّاسي المعلومة نفسها، وكذلك فعل غيره. والغالب عند مُحمَّد سليم الجُندي أنَّ أكثر من رثا أبا العلاء من أهل المعرَّة، ومن التَّنُوخيين الذين كانوا يقرؤون عليه، وذلك قياسًا على ما ذكره الرحَّالة ناصر خسرو في السفرنامه: «…يَجْلِسُ حَوْلَهُ دَائِمًا أَكْثَرَ مِن مِائَتَيَّ رَجُلٍ يَحْضُرُونَ مِنَ الْأَطْرَافِ يَقْرءُوُنَ عَلَيْهِ الْأَدَبَ وَالشِّعْرَ…». ومن القصائد التي أُلقيت عند قبر أبي العلاء ما قاله الأمير أبو الفتح الحسن بن عبد الله بن أحمد بن أبي حُصينة المعرِّي:
بعد موت أبو العلاء بِزمنٍ، بُني مسجدٌ في الساحة التي بها قبره عُرف بِمسجد أبي العلاء. أمَّا القبر نفسه فأُهمل بِمُرور الوقت. فقد زاره القفطي بعد الستُمائة للهجرة فرأى عليه خُبَّازة يابسة. ثُمَّ زاره علاء الدين بن المُظفَّر الوداعي سنة 679هـ فرآه قد اندثر ولصق بالأرض. بقي حال القبر كما أُسلف حتَّى سنة 1344هـ المُوافقة لِسنة 1925م عندما عزمت الحُكُومة السوريَّة على بناء ضريحٍ لِساكنه، لكنَّ العمل توقَّف بِسبب اندلاع الثورة الكُبرى ضدَّ سُلطات الانتداب الفرنسي، ثُمَّ أصدرت طوابع بريديَّة في سنة 1353هـ المُوافقة لِسنة 1934م نُقش عليها اسمُ أبي العلاء، ثُمَّ هدمت المسجد. وفي سنة 1358هـ المُوافقة لِسنة 1939م وُضع الحجر الأساس من البناء المذكور وشُيِّدت غُرفة صغيرة مُقبَّبة في وسطها قبر أبي العلاء، وطوله 125 سنتيمتر وعرضه 75، وفوقه حجران قائمان مكتوبٌ عليهما بِالخط الكوفي، وطول الحجر عند رأسه مترٌ واحد.

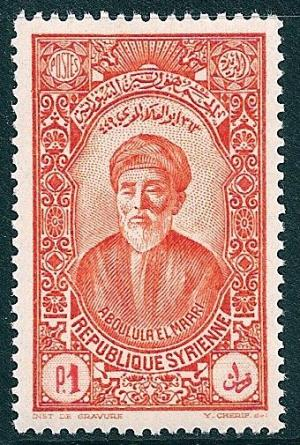
قرشٌ واحد
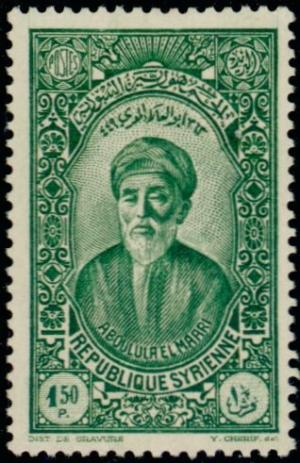
قرشٌ ونصف
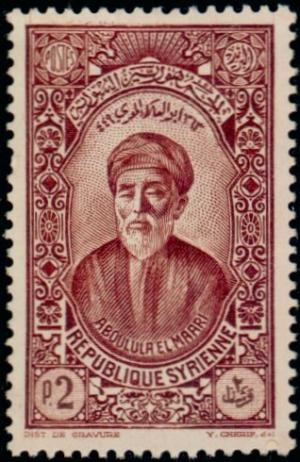
قرشان
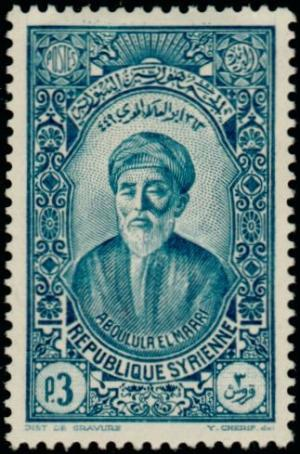
ثلاثة قُرُوش
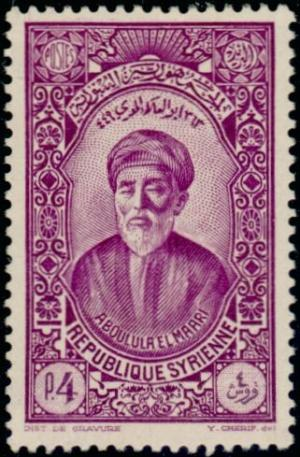
أربعة قُرُوش
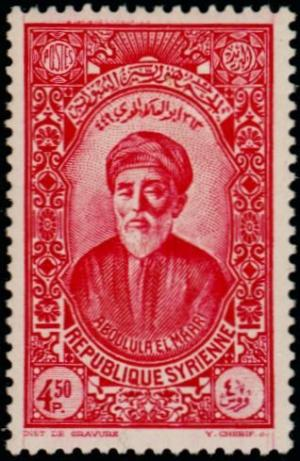
أربعة قُرُوش ونصف
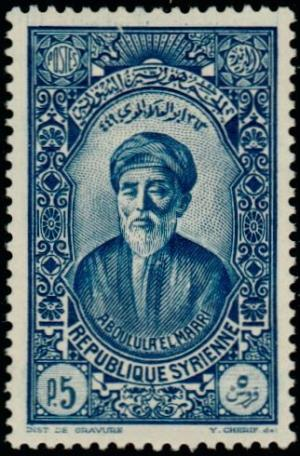
خمسة قُرُوش
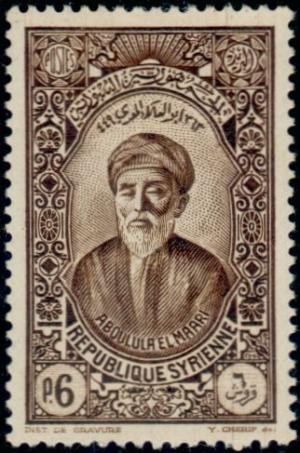
ستة قُرُوش
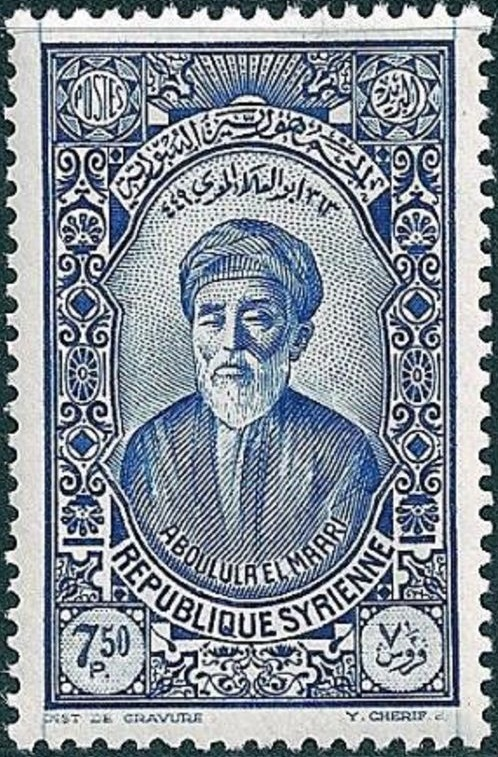
سبعة قُرُوش ونصف

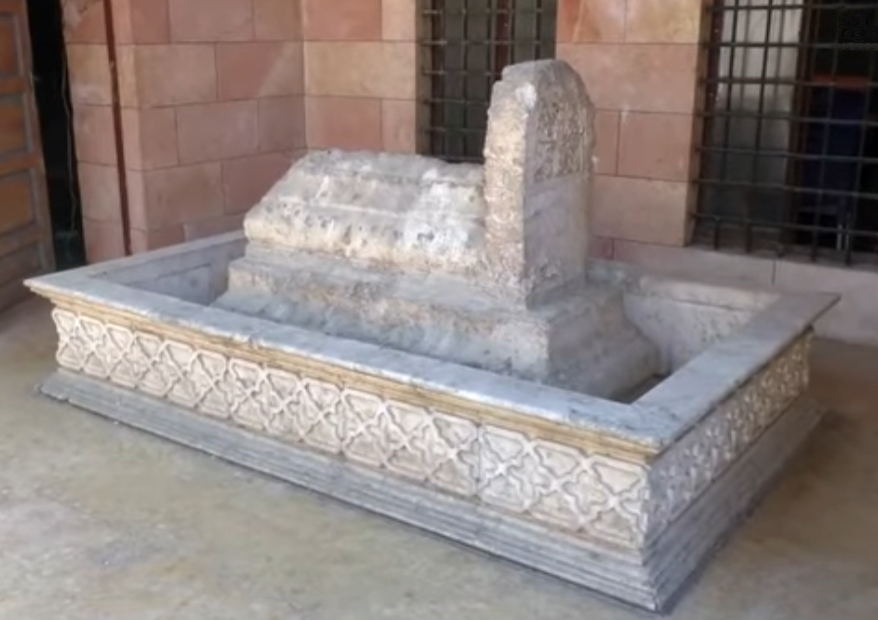
قبر أبو العلاء داخل المركز الثقافي الحامل اسمه، كما بدا سنة 2018م قبل أن تخرج المعرَّة من حوزة قُوَّات المُعارضة السوريَّة.

وفي أربعينيَّات القرن العشرين الميلادي، بُني مركزٌ ثقافيّ أُحيط بِضريح أبي العلاء من جهاته الأربع، شهدت قاعة المُحاضرات فيه أُمسياتٌ ومهرجاناتٌ أدبيَّة حضرها كبار الأُدباء والشُعراء العرب، أمثال: عبد الوهَّاب عزَّام وطٰه الرَّاوي وأحمد أمين وعبد الحميد العبَّادي وأحمد الشايب، الذين شهدوا افتتاح هذا المركز. وكان ضريح المعرِّي قبل اندلاع الثورة على نظام الأسد سنة 2011م وُجهةً لِلزُّوار والسُيَّاح، ومع اندلاع الثورة المذكورة وتطوُّرها إلى حربٍ شاملة، حلَّ الخراب والدمار بأغلب المناطق والمُدُنٍ السوريَّة، ونالت معرَّة النُعمان نصيبها من هذا الخراب بعد أن سيطرت عليها قُوَّات المُعارضة، فقصفها الجيش السوري بِالطائرات الحربيَّة وبِالمدفعيَّة، وأُصيب ضريحُ أبو العلاء بالقذائف ثلاث مرَّاتٍ بين سنتيّ 2012 و2014م، لكنَّ متانة البناء حالت دون دماره وفق ما قاله أحد المسؤولين عن المركز الثقافي.
وفي يوم الثُلاثاء 2 ربيع الآخر 1434هـ المُوافق فيه 12 شُباط (فبراير) 2013م، أعلن المرصد السوري لحقوق الإنسان أنَّ أفراد جماعةٍ مُسلَّحة قطعوا رأس تمثالٍ لِأبي العلاء في المعرَّة، واتَّهم ناشطون على مواقع التواصل الاجتماعي جبهة النُّصرة بِالوُقُوف خلف هذا الأمر، وعرضوا صُورًا لِلتمثال عليه آثار طلقاتٍ ناريَّة، وقد قُطعت رأسه ورُمي على الأرض إلى جانب قاعدةٍ حجريَّةٍ مُرتفعة. وفي 3 جُمادى الآخرة 1441هـ المُوافق فيه 28 كانون الثاني (يناير) 2020م، استعاد الجيش السوري - مدعومًا بِطائراتٍ حربيَّةٍ روسيَّة - معرَّة النُعمان، ونُشرت صُورٌ بعد بضعة أشهر تُظهرُ دمار أجزاءٍ من المركز الثقافي لِلمعرَّي واحتراق قسمٍ منه. كما ظهر على ضريح أبي العلاء بعض آثار التخريب من طرف الميليشيات الإيرانيَّة المُوالية لِلنظام السوري والتي عاونته في استعادة المدينة.

### القول بِنسبة المعرَّة إليه
أُشيع مُنذُ القِدم أنَّ معرَّة النُعمان إنَّما سُمِّيت هكذا نسبةً إلى أبي العلاء «المعرِّي». ويقول ابن العديم أنَّ هذا غير صحيح مُطلقًا، فالمعرَّةُ تُنسب إلى النُعمان بن بشير الأنصاري، والي حمص وقنَّسرين في خلافة مُعاوية وابنه يزيد، وكانت تُسمَّى أولًا «ذات القُصُور». وكان لِلنُعمان هذا ولدٌ خرج يتصيَّد في موضع المعرَّة حيثُ وُجدت أجمة، فهاجمه سبعٌ وافترسه، فجزع عليه والده وبنى لهُ موضعًا عند قبره، وصار الناسُ فيما بعد يبنون في الموضع ذاته لِبناء أميرهم فيه، فعمرت المنطقة ونُسبت إليه. أمَّا كلمة «المعرَّة» فقيل أنها تعني بضعة أُمُور أهمُّها: ما يُصيبُ المُسلم من شدَّةٍ وغمٍّ وتعييب، وبهذا يستقيم معنى اسم المدينة وفق ما قاله ابن العديم.

## آثار العصر في شعر أبي العلاء

### أثر الأوضاع السياسيَّة

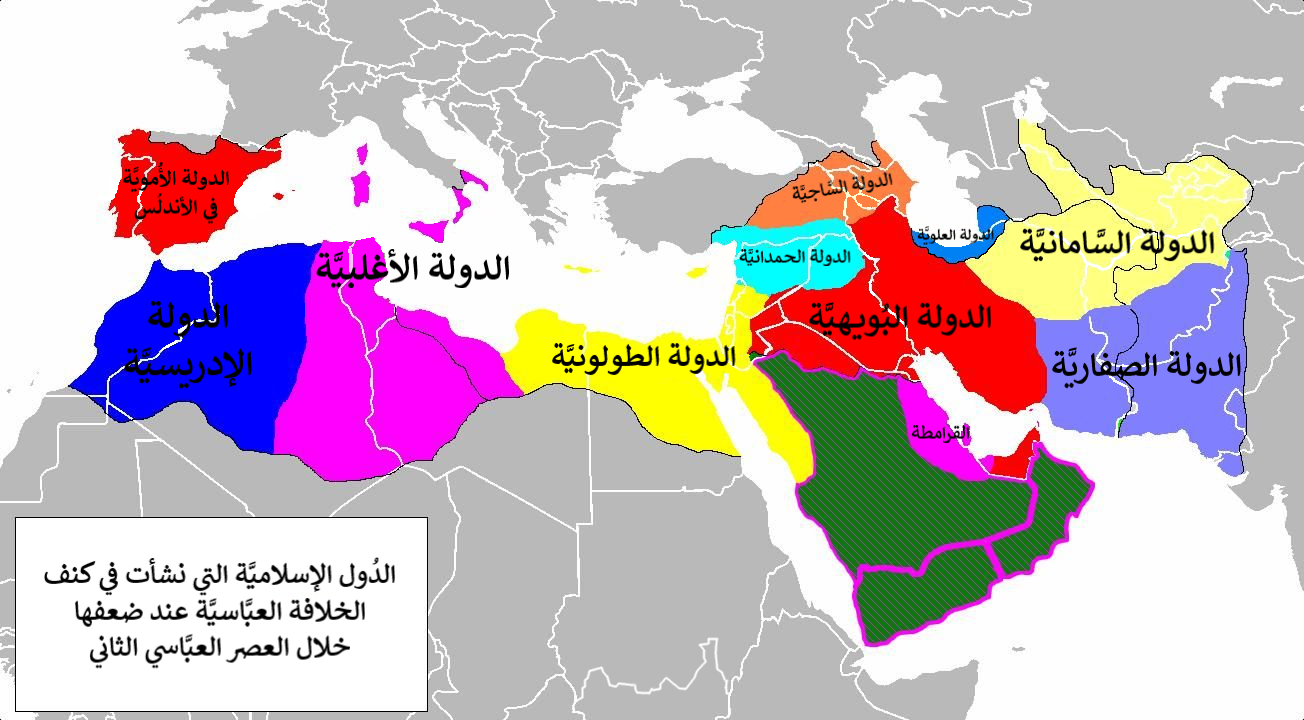
الدُّول الإسلاميَّة المُتعددة التي نشأت بعد ضعف الدولة العبَّاسيَّة والتي عاصرها أبو العلاء.

وُلد أبو العلاء وعاش أغلب حياته خلال العصر العبَّاسي الثاني، وشطرًا يسيرًا منها خلال مُستهل العصر الثالث. والعصر العبَّاسي الثاني هو المُسمَّى الذي يُطلق على المرحلة من حياة الدولة العبَّاسيَّة التي بدأت بِخلافة المُتوكِّل على الله سنة 232هـ المُوافقة لِسنة 847م، وشهدت تراجع قُوَّة الخُلفاء واستبداد القادة التُرك بِالأمر في دار الخِلافة، وتعاظم قُوَّة الوُلاة والحُكَّام المحليين في الولايات والأقاليم واستقلالهم بِحُكم البلاد التي تحت أيديهم، مع استمرار الدُعاء والولاء لِلخلافة العبَّاسيَّة بِصفتها الإمامة الجامعة لِلمُسلمين. يُسمِّي طٰه حُسين هذه المرحلة بِـ«عصر المُلُوك»، ويقسمها إلى قسمين: عصر الديلم وعصر السلاجقة. ويقول حُسين أنَّ إضافة هذا العصر إلى الديلم لا تخلو من بعض المجاز؛ فإنَّ سُلطان الديلم لم ينبسط على الأُمَّة الإسلاميَّة، ولم يكد يتجاوز العراق وفارس إلَّا قليلًا، ولكن قيامهم بِبغداد واسئثارهم بِأمر الخُلفاء، قد جعل دولتهم أبعد الدُول الإسلاميَّة في ذلك العصر، وإنَّما هو عصر الدُول المُتفرِّقة والممالك المُتباينة؛ ومن أشهر هذه الدُول: الدولة البُويهيَّة ببغداد، والدولة العلويَّة في طبرستان، والدولة السامانية فيما وراء النهر، والدولة الغزنويَّة في خُراسان والهند، والدولة الحمدانيَّة في الجزيرة وحلب، والدولة الإخشيديَّة في مصر والشَّام، ثُمَّ الدولة الفاطميَّة بإفريقية التي ملكت مصر والشَّام والحجاز فيما بعد.
اتَّصلت حياة أبي العلاء اتصالًا خاصًّا بِثلاثٍ من هذه الدُول، وهي الدولة البُويهيَّة بِبغداد، وإنَّما اتصلت حياته بها سنةً وبعض سنة حين رحل إلى العراق، والدولة الحمدانيَّة بِحلب، وقد خضع لها أبو العلاء مُنذُ أن وُلد إلى أن ظفرت بإسقاطها الدولة الفاطميَّة، وهي ثالثة الدُول التي عاصرها المعرِّي. كذلك عاصر أبو العلاء قيام الدولة المرداسيَّة وسيطرتها على حلب وشماليّ الشَّام بِقيادة صالح بن مرداس الكلبي سنة 414هـ المُوافقة لِسنة 1023م. وأدرك أبو العلاء أربعةً من خُلفاء بني العبَّاس وخمسة من الخُلفاء الفاطميين. أمَّا العبَّاسيين فهم: المُطيع لله والطائع لله والقادر بِالله والقائم بِأمر الله. وأمَّا الفاطميين فهم: المُعز لِدين الله والعزيز بِالله والحاكم بِأمر الله والظاهر لِإعزاز دين الله والمُستنصر بِالله. وبِهذا يتَّضح أنَّ أبا العلاء أدرك الحوادث والفتن العديدة التي وقعت في تلك المرحلة من التاريخ الإسلامي، وما شاكلها من فجائع وفتن أفضت إلى خراب البلاد وهلاك العباد وانهيار العُرُوش. والمعروف أنَّ أبا العلاء كان شديد العناية بِحالة المُسلمين عامَّةً، كثير التقصِّي لِأخبارهم في الأصقاع المُختلفة، إلَّا أنَّهُ كان يطلع على أخبار بلاد المشرق العربي أكثر من غيرها، لأنَّها كانت مقر الخِلافة والمُلك، ولِأنَّها أقرب من غيرها إليه، وكان أكثر اتصالًا بِالرجال العالمين بِأحوالها من أبنائها وغيرهم، ولِذلك تصدَّى في كلامه إلى ما كان فيها أكثر من غيرها. وقد أورثه ما كان يسمعه من أُمُورها أسىً وحُزنًا وليس لديه ما يُفرِّج كربه إلَّا ما كان ينعاه على المُلُوك والأُمراء وأعوانهم، فصوَّر الحياة السياسيَّة في شعره قائلًا أنَّ العراق والشَّام خاليان من سُلطانٍ يُقيمُ العدل، وإنَّما يسوس كُلُّ مصرٍ والٍ شيطانٌ لا يهُمُّه إلَّا ملء بطنه بِالخمر، وأنَّهُ لا يرى موضعًا إلَّا وهو مغمورٌ بِالفتن والمُنكرات:
وإنَّ مصر والعراق والشَّام والحجاز عاجزةً عن حماية المُلك واستقراره، فهو ينتقل من يد غاصبٍ مُتغلِّب إلى يدٍ أقوى منهُ سُلطانًا وأشد جشعًا وعُنفًا. يقول في اللُّزوم:
ويقول أيضًا:
وهكذا عكس أبو العلاء في شعره شأن حُكَّام البلاد في زمانه: عزفٌ ونزفٌ، ونهبٌ لِلأموال واستباحةٌ لِلفُرُوج وظُلمٌ لِلمُستضعفين وتكليفٌ لِلرعيَّةِ بِما لا تُطيق وعدم حياطتها وإقامة العدل فيها وكثرة القتل وخُضُوع الآفاق لِلظالم المُنهمك في ملاذه، حتَّى ملَّ المقام لِما يراه من جُور الحُكَّام الذين هُم أُجراء الأُمَّة.

### أثر الأوضاع الاقتصاديَّة والاجتماعيَّة
كانت الحياة الاقتصاديَّة على أسوأ حالٍ في العهد الذي أظلَّ أبا العلاء، ويذكر ابن الأثير في الكامل في التاريخ قائمةً طويلةً من الأحداث والزلازل والمجاعات والقتل والنهب الذي عانى منهُ الناس خلال هذه الفترة. ففي سنة 363هـ، وهي سنة ميلاد المعرِّي، أثار المغاربة جُنُود الخليفة الفاطمي المُعز لِدين الله فتنةً في دمشق، وأحرقوا البلد من ناحية باب الفراديس، فامتدَّت النار إلى جهة القبلة وأحرقت كثيرًا من البلد وهلك من الناس والأثاث والأموال ما لا يُحدّ «وَبَاتَ النَّاسُ عَلَى أَقْبَحِ صُورَةٍ». وفي سنة 373هـ غلت الأسعار بِالعراق وما يُجاوره من البلاد، وعدمت الأقوات، فمات كثيرٌ من الناس جوعًا. وفي سنة 376هـ كانت بِالموصل زلزلةٌ شديدة هُدم فيها كثيرٌ من المنازل وهلك كثيرٌ من الناس واشتدَّ الغلاء بِالعراق حتَّى جلا أكثر أهله عنه. وفي سنة 384هـ اشتدَّ أمر العيَّارين(3) ببغداد ووقعت فتنة بين أهل الكرخ وأهل باب البصرة واحترق كثيرٌ من المحال. وفي سنة 425هـ كثُرت الزلازل بِمصر والشَّام، وكان أكثرها بِالرملة، فانهدم نحو ثُلثها وهلك تحت الهدم خلقٌ كثير، وهبَّت ريحٌ سودٌ بِنصيبين فقلعت كثيرًا من الأشجار، وكثُر الموت بِالخوانيق في العراق والشَّام والجزيرة وخوزستان وغيرها حتَّى كانت الدار يُسدُّ بابها لِموت أهلها.
تركت هذه الأحداث في نفس المعرِّي وشعره أثرًا بيِّنًا حين يتصدَّى لِذكر المال وأعمال المُلُوك والوُلاة وتطاولهم على أموال الرعيَّة وإسرافهم في النهب والسلب وأخذ المُكُوس وما شاكل ذلك. وكوَّنت في نفس أبي العلاء رأيًا في تقسيم الثروة حين رأى الناس بين غنيٌّ موسر وفقيرٌ مُعسر ومُتوسِّط بينهما، فأحبَّ أن يشترك الناس في النعمة، وحضَّ على الزكاة والوصيَّة والرأفة بِالمُعدم، وذلك مثل قوله:
وقوله:
وقوله:
أمَّا الحياة الاجتماعيَّة في عهد أبي العلاء، فكانت أيضًا مُضطربة، ومردُّ ذلك اختلال الحياة السياسيَّة وضعف الوازع الديني وفساد النظام الاقتصادي. فإنَّ نشر العدل والأمن وإحقاق الحق ونُصرة الضعيف والضرب على أيدي العابثين بِالشرائع والنُظُم والعاثين في الأرض فسادًا لم يكن على رأس أولويَّة الحُكَّام، ومن مُقتضيات ذلك أن تسود الفوضى في كُلِّ عملٍ، ويضطرب حبل الأمن، وتتفكَّك عُرى الاتحاد والمحبَّة. وكان هُناك كثيرٌ من الأسباب والعلل التي أفضت إلى هذا الفساد والانحطاط. منها توسيد الأُمُور إلى الغُرباء عن البلاد، فإنَّ الفاطميين كانوا يتَّخذون وُلاةً على دمشق وحلب وغيرها من البربر أو التُّرك أو الروم، ويتخذون القادة والأُمراء وذوي الكلمة النافذة من هؤلاء الذين يُؤثرون مصالحهم الخاصَّة على مصلحة الدولة والمُسلمين، أو من أمثالهم ممن لا يهمِّهم خراب البلاد وهلاك العباد إذا عمرت خزائنهم بالأموال وأشبعوا الشهوات. ومن هؤلاء من كان يسعى لِإفساد الحياة الاجتماعيَّة حتَّى يسهل عليه التوصُّل إلى ما يُريده ولا يجد من يُنكر عليه أعماله من أهل الصلاح والتقوى.
ومن الأسباب أيضًا كثرة الجواري الحسان والغلمان. وقد ساهمت هذه الظاهرة في تفشِّي الدعارة والخلاعة والمجانة والعُهر واللُّواط في المُجتمع الإسلامي. بل إنَّ بعض الغلمان كان يُقلَّد أعمالًا وسُلطةً عظيمة ويرتقي إلى الولاية، فلا يُحجم عن مُنكر ويتحوَّل إلى أدة شرٍّ ضدَّ الناس. كما أنَّ تنوُّع أجناس الجواري بين رومٍ وتُركٍ وعربٍ وفُرسٍ وهُنُودٍ وغير ذلك أفضى إلى زعزعة أركان بُيُوت الرجال الذين امتلكوهنَّ، بحيثُ صار أبناء تلك الجواري يتحزَّب كُلٌّ منهم إلى والدته وقومها، ولا يجد من العطف على أخيه من أبيه ما يجده من العطف على شقيقه، بل رُبَّما قتل بعضهم بعضًا لأتفه الأسباب، أو عادوا أبيهم وإخوتهم منه. ومن الأسباب أيضًا جور الحُكَّام والخوف من ظُلمهم، فإنَّ ذلك حمل الناس على الخُنُوع والكذب والنفاق ومُجاوزة حُدُود الدين والمروءة والأدب اتقاءً لِشرِّهم أو ابتغاءً لِمرضاتهم. وقد طفق أبو العلاء ينعى على أهل زمانه مساوئ أخلاقهم ويُعيِّرهم مكرهم ورياءهم؛ فهُم عنده طُغاةٌ يعدو بعضهم على بعضٍ، كالذئب أو الكلب المُتغاوى على الجيفة. يقول:
ومن ذلك قوله أيضًا:
وقوله:
وقوله:
يعتبر مُحمَّد سليم الجُندي أنَّ مثل هذه الأبيات في الناس والسياسة والأخلاق، تدُلُّ على أنَّ هذا العصر فُقِد فيه الفاضل والصادق والنقي والجيِّد والطاهر والوفي والمُخلص والكريم والعالم العامل.

### أثر الأوضاع الدينيَّة
كانت عُلُوم الدين في عهد أبي العلاء قد تمَّ نُضجها وتعدَّدت فُنُونها، وتعدَّدت فرق المُسلمين واختلفت نحلهم وتباينت مناهجهم وتنوَّعت مذاهبهم في الكلام والفقه. فكان فيهم الورع والصالح والزاهد والأشعري والماتُريدي والمُعتزلي والشيعي والحنفي والمالكي والشافعي والحنبلي والصوفي ونحو ذلك من الفرق المُسلمة. وكان فيهم الزنديق والمُلحد والمارق والشَّاك ومن لفَّ لفَّهم. وكان بعض غير المُسلمين، بل بعض المُسلمين أنفُسهم، يكيدون لِلإسلام، وكان من الوُلاة والحُكَّام والخُلفاء من يعنى بِالدين ونُصرته، وكثيرًا منهم كانوا يتخذون الدين وسيلةً لِلدُنيا، فكان أحدهم لا ينظر إلى الدين إلَّا من الجهة التي يتَّخذ منها سبيلًا إلى مالٍ يسلبه أو عرضٍ يستبيحه أو خصمٍ ينتقم منه، أو ما شابه ذلك.
وقد أثَّرت هذه الحياة مُختلفة الألوان في أبي العلاء وأثارت حفيظته حتَّى ضاق ذرعًا بِالناس واعتبر أنَّ ما تركوه من الآثار العلميَّة عملًا غير خالص لله، وإنَّما أراد به أصحاب التنافُس في الدُنيا أو جذبها إلى الرُؤساء، ورأى أنَّ رُؤساء الفرق يهزلون بِأصحابهم، واشتدَّت نقمته على المُتصوِّفة والقرامطة والحُلُوليَّة، فقال أبياتٌ من شاكلة:
وقوله:
وقوله:
وقد نشأ في هذا العهد غُلاة من بعض الفرق، فكان بعضهم ينال من مُخالفه ويتطاول عليه بِالقذف والطعن، ومنهم من تعدَّى ذلك إلى القدح في رُؤساء الفرق، ومنهم من تجاوز هذا، حتَّى قال الإمام الذهبي: «وَفِي هَذَا اَلزَّمَانِ كَانَتْ اَلْبِدَعُ وَالْأَهْوَاءُ فَاشِيَّةٌ بِمَثَلِ بَغْدَادَ وَمِصْرَ مِنْ اَلرَّفْضِ وَالِاعْتِزَالِ وَالضَّلَالِ، فَإِنَّا لله وَإِنَّا إِلَيْهِ رَاجِعُون». وقد فسَّر ابن تغري بردي قول الذهبي «ببغداد» أنَّهُ أراد ما كان بِسبب عضُد الدولة البُويهي «فَإِنَّهُ كَانَ أَيْضًا يَتَشَيَّعُ وَيُكْرِمُ جَانِبَ اَلرَّافِضَةِ»، وقوله «مصر» ما كان يُظهرهُ الخُلفاء الفاطميُّون من الرَّفض وسب الصحابة، وكذلك أعوانهم وعُمَّالهم.

## فلسفة أبو العلاء

### في الزُّهد
الزُّهد في اللُّغة: ترك الشيء والإعراض عنه. يقول ابن منظور: «وَالتَّزْهِيدُ فِي الشَّيْءِ وَعَنِ الشَّيْءِ: خِلَافُ التَّرْغِيبِ فِيهِ. وزَهَّدَه فِي الأَمر: رَغَّبَه عَنْهُ». وأمَّا عند العُلماء والمُتصوِّفة فقد اختلفت كلمتهم فيه بِحسب أحوالهم ومقاماتهم. يقول الإمام الغزَّالي في إحياء عُلُوم الدين: «فَالحَاصِل أَنَّ الزُّهْدَ عِبَارَةٌ عَنِ الرَّغْبَةِ عَنْ حُظُوظِ النَّفْسِ كُلِّهَا»، ويُضيف: «وَقَالَ قَاسِمْ اَلْجُوْعِي: اَلزُّهْدُ فِي اَلدُّنْيَا هُوَ اَلزُّهْدُ فِي اَلْجَوْفِ فَبِقَدَرِ مَا تَمْلِكُ مِنْ بَطْنِكَ كَذَلِكَ تَمْلِكُ مِنْ اَلزُّهْدِ». ويقول الإمام أبو نُعيم الأصبهاني في حلية الأولياء: «حَدَّثَنَا أَحْمَدُ، ثنا عُمَرُ، قَالَ: سَمِعْتُ أَحْمَدَ بْنَ أَبِي الْحَوَارِيِّ، يَقُولُ: سَمِعْتُ أَبَا سُلَيْمَانَ، يَقُولُ: "اخْتَلَفُوا عَلَيْنَا فِي الزُّهْدِ بِالْعِرَاقِ فَمِنْهُمْ مَنْ قَالَ: الزُّهْدُ فِي تَرْكِ لِقَاءِ النَّاسِ، وَمِنْهُمْ مَنْ قَالَ: فِي تَرْكِ الشَّهَوَاتِ، وَمِنْهُمْ مَنْ قَالَ: فِي تَرْكِ الشِّبَعِ، وَكَلَامُهُمْ قَرِيبٌ بَعْضُهُ مِنْ بَعْضٍ وَأَنَا أَذْهِبُ إِلَى أَنَّ الزُّهْدَ فِي تَرْكِ مَا يَشْغَلُكَ عَنِ الله"». ويقول شيخ الإسلام الإمام ابن تيمية: «وَالزُّهْدُ اَلْمَشْرُوعُ تَرْكُ مَا لَا يَنْفَعُ فِي اَلدَّارِ اَلْآخِرَةِ، وَأَمَّا كُلُّ مَا يَسْتَعِينُ بِهِ اَلْعَبْدُ عَلَى طَاعَةِ الله فَلَيْسَ تَرْكُهُ مِنْ اَلزُّهْدِ اَلْمَشْرُوعِ، بَلْ تَرْكُ اَلْفُضُولِ اَلَّتِي تَشْغَلُ عَنْ طَاعَةِ الله وَرَسُولِهِ هُوَ اَلْمَشْرُوعُ». وقيل الكثير غير ذلك أيضًا. يرى مُحمَّد سليم الجُندي أنَّ تصحُّف أقوال أبي العلاء في الزُّهد يُبيِّن أنَّهُ زاهدٌ على كُلِّ قولٍ، فهو زاهدٌ في عشرة الناس، من ذلك قوله:
وهو زاهدٌ في الحياة الدُنيا، مثل قوله:
وهو زاهدٌ في المديح والثناء، لا يفرح بِموجودٍ ولا يأسفُ على مفقود، كقوله:
وهو زاهدٌ في طعامه وشرابه، فكان كثير الصيام ويقتصرُ على النبات في غذائه حتَّى صار ذلك طبعًا له، وابتعد عن أكل اللحم خمسًا وأربعين سنة. وقد قال في رسالته إلى داعي دُعاة الفاطميين: «فَلَمَّا بَلَغَ اَلْعَبْدُ اَلضَّعِيفُ اَلْعَاجِزُ اِخْتِلَافَ اَلْأَقْوَالِ وَبَلَغَ ثَلَاثِينَ عَامًا، سَأَلَ رَبُّهُ أَنْعَامًا، وَرِزْقُهُ صَوْمُ اَلدَّهْرِ، فَلَمْ يُفْطِرْ فِي اَلسَّنَةِ وَلَا اَلشَّهْرِ، إِلَّا فِي اَلْعِيدَيْنِ، وَصَبْر عَلَى تَوَالِي اَلْجَدِيدَيْنِ، وَظَنَّ اِقْتِنَاعَهُ بِالنَّبَاتِ يُثْبِتُ لَهُ جَمِيلَ اَلْعَافِيَةِ… فَاقْتَصَرَتُ عَلَى فُولٍ وِبْلَسَنْ، وَمَا لَا يُعَذِّبُ عَلَى اَلْأَلْسُنِ». وقال في رسالةٍ ثانيةٍ له: «…فَالْعَبْدُ اَلضَّعِيفُ اَلْعَاجِزُ مَا لَهُ رَغْبَةٌ فِي اَلتَّوَسُّعِ وَمُعَاوَدَةِ اَلْأَطْعِمَةِ، وَتَرْكُهَا صَارَ لَهُ طَبْعًا ثَانِيًا، وَأَنَّهُ مَا أَكَلَ شَيْئًا مِنْ حَيَوَانٍ خَمْسًا وَأَرْبَعِينَ سَنَةً». وذكر عددٌ من المُؤرِّخين هذا عند حديثهم عن سيرة أبي العلاء، منهم على سبيل المثال الإمام ابن الجوزي الذي قال في «المُنتظم في تاريخ المُلُوك والأمم»: «…وَبَقِيَ خَمْسًا وَأَرْبَعِينَ سَنَةً لَا يَأْكُلُ اَللَّحْمَ وَلَا اَلْبَيْضَ وَلَا اَللَّبَنَ، وَيُحْرِّمُ إِيلَامَ اَلْحَيَوَانِ، وَيَقْتَصِرُ عَلَى مَا تَنْبُتُ اَلْأَرْضَ، وَيَلْبَسُ خَشِنَ اَلثِّيَابِ، وَيُظْهِرُ دَوَامَ اَلصَّوْمِ». وقد أشار أبو العلاء في شعره إلى ما كان يرتضيه من الأطعمة، ومثله قوله:
وذهب بعض الأُدباء إلى أنَّ أبا العلاء كان برهميًّا لا يأكل اللحم تديُّنًا واعتقادًا. وذهب بعضٌ آخر إلى أنَّهُ كان لا يأكل ذلك زهادةً. وذكر أبو العلاء نفسه في رسائله إلى داعي الدُعاة، أنَّ السبب الأوَّل الذي حمله على ترك أكل اللَّحم هو الرأفة بِالحيوان لأنَّهُ كُلُّه حسَّاس يقع به الألم، ولا يُوصل لِلُّحُوم إلَّا بِإيلام الحيوان، وأنَّهُ تركهُ اجتهادًا في التعبُّد ورحمةً لِلمذبوح. وأنَّ ممَّا حثَّهُ على ترك أكله أنَّ الذي لهُ في السنة نيفٌ وعُشرون دينارًا، يأخذ بعضها خادمه.

### في العفَّة والأباء
كان أبو العلاء كثير العفاف والجود رُغم قلَّة ماله. فقد عاش عيشة الشظف والتجلُّد، ولم يبذل ماء وجهه بِسُؤال أصحاب الجاه والمُلك، ولم يقبل الصدقات والمِنح، بل اكتفى بما قُدِّر لهُ من رزقٍ كما قال:
ومن الثابت في كُتُب الأُدباء والمُؤرِّخين أنَّ الخُلفاء والأُمراء وغيرهم عرضوا على أبي العلاء أموالًا جمَّة، فأبى أن يأخذ شيئًا رُغم شدَّة فاقته وحاجته. فقد ذكر ياقوت الحموي أنَّهُ قرأ بِخطّ أبي اليُسر شاكر بن عبد الله بن سُليمان المعرَّي(4) أنَّ الخليفة الفاطمي المُستنصر بالله بذل لِأبي العلاء ما في بيت المال بِالمعرَّة من الحلال فلم يقبل منهُ شيئًا، وقال:
وقال ابن العديم أنَّ داعي الدُعاة بِمصر كتب إلى ثمال بن صالح بن مرداس، وكان إذ ذاك نائبًا عن الفاطميين بِحلب وبِمعرَّة النُعمان، بأن يُجري لِأبي العلاء ما تدعو إليه حاجته، بِجميع مهامه وأسبابه، وأن يرفع منزلته عند الخاص والعام، فامتنع من قبول ذلك. وكتب الوزير صدقة بن يُوسُف الفلاحي إلى عزيز الدولة أبي شُجاع فاتك مُتولِّي حلب وأعمالها، بأن يحمل أبا العلاء إلى مصر لِيبني لُه دار علمٍ يكونُ مُتقدِّمًا فيها، وسمح لهُ بِخراج معرَّة النُعمان في حياته وبعده. فسار عزيز الدولة إلى المعرَّة، واجتمع بِأبي العلاء، وقرأ عليه السِّجل فاستمهله وكتب إلى الوزير الفلاحي يستعفيه من ذلك، فأعفاه وسمح لهُ بِترك ذلك كُلِّه. وقال أبو العلاء في قصيدته إلى القاضي التَّنوخي، يذكر فيها بغداد ورحيله إليها:
وقال أيضًا في مُقدِّمة السقط ما يدُل على أنَّهُ لم يمدح أحدًا ابتغاء ثوابٍ أو صلة، وذلك حيثُ يقول: «وَلَمْ أَطْرُقْ مَسَامِعَ اَلرُّؤَسَاءِ بِالنَّشِيدِ، وَلَا مَدَحْتُ طَالِبًا لِلثَّوَابِ، وَإِنَّمَا كَانَ ذَلِكَ عَلَى مَعْنَى اَلرِّيَاضَةِ وَامْتِحَانِ اَلسُّوسِ، فَالْحَمْدُ لله اَلَّذِي سَتْرَ بِعُفَّةٍ مِنْ قِوَامِ اَلْعَيْشِ، وَرُزِقَ شُبْعَةٌ مِنْ اَلْقَنَاعَةِ أَوْفَتْ عَلَى جَزِيلِ اَلْوَفْرِ».

### في الكرم والسخاء
كان لِأبي العلاء نيفًا وعشرين دينارًا في السنة كما أُسلف، وكان يُعطي بعضها خادمه، ويعيش بالقليل الباقي منها، فقد ذكر في جوابه إلى داعي الدُعاة: «وَمِمَّا حَثَّنِي عَلَى تَرْكِ أَكْلِ اَلْحَيَوَانِ أَنَّ اَلَّذِي لِي فِي اَلسَّنَةِ نَيِّف وَعِشْرُونَ دِينَارًا، فَإِذَا أَخَذَ خَادِمِي بَعْضَ مَا يَجِب، بَقِيَ لِي مَا لَا يُعْجِب». وقال القفطي واصفًا حال أبي العلاء: «وَلَمْ يَكُنْ مِنْ ذَوِي اَلْأَحْوَالِ فِي اَلدُّنْيَا، وَإِنَّمَا خُلِّفَ لَهُ وَقْفٌ يُشَارِكُهُ فِيهِ غَيْرُهُ مِنْ قَوْمِهِ… وَكَانَ اَلَّذِي يَحْصُلُ لَهُ فِي اَلسَّنَةِ مِقْدَارَ ثَلَاثِينَ دِينَارًا، قَدَّرَ مِنْهَا لَمِنْ يَخْدِمُهُ اَلنِّصْفُ، وَأَبْقَى اَلنِّصْفَ اَلْآخَرُ لِمَؤُونَتِهِ». وقد ذكر ابن العديم أنَّ لهُ أربعة رجالٍ من الكُتَّاب الموجودين في جرايته وجاريه، كان يُجري عليهم من الدنانير المُخصَّصة لِمعاشه. وكان فوق ذلك يدفع شيئًا لِذوي الحاجات ممَّن يتردَّد إليه. يقول ابن العديم نقلًا عن أبي زكريَّا التبريزي: «كَانَ اَلْمِعَرِّي يُجْرِي رِزْقًا عَلَى جَمَاعَةٍ مِمَّنْ كَانَ يَقْرَأُ عَلَيْهِ، وَيَتَرَدَّدُ لِأَجَلِ اَلْأَدَبِ إِلَيْهِ، وَلَمْ يَقْبَلْ لِأَحَدِ هَدِيَّةٍ وَلَا صِلَةً، وَكَانَ لَهُ أَرْبَعَةِ رِجَالِ مِنْ اَلْكُتَّابِ اَلْمُجَوِّدِينَ فِي جِرَايَتِهِ وَجَارِيْهِ يَكْتُبُونَ عَنْهُ مَا يَرْتَجِلُهُ وَيُمْلِيه». وذكر ناصر خسرو في السفرنامه: «سَأَلَهُ رَجُلٌ لَمْ تُعْطِ النَّاسُ مَا أَفَاء الله  عَلَيْكَ مِنْ وَافِرِ النِّعَمِ وَلَا تُقّوِّتْ نَفْسَك فَأجَاب إِنِّي لَا أَمْلِكُ أَكْثَرَ مِمَّا يُقِيْمُ أَوْدِي».
يقول مُحمَّد سليم الجُندي أنَّ في كلام أبي العلاء ما يدُل على أنَّهُ كان يتضجَّر من قلَّة ماله، لأنَّهُ كان يُحب أن يقوم من ماله بِكُلِّ ما توجبه الضيافة عليه لِضُيُوفه وهُم كثيرون، وأن يُعطي كُل سائلٍ ما يسأله أو فوق ما يأمله، وسائلوه كثيرون، ولكنَّهُ لا يجد ما يُلبِّي به طلب كُل طالب، ويشق عليه أن يأخذ من أحدٍ شيئًا. يُضيفُ الجُندي أيضًا أنَّ من عادات أهل المعرَّة التي استمرَّت جاريةً حتَّى القرن العشرين الميلادي أنَّهم يحدقون بِالعالم، ويجعلون كلمته نافذة وإن لم يلِ شيئًا من عمل الحُكُومة وإن لم يكن غنيًّا. وقياسًا على هذا، فإنَّ فقر أبي العلاء لم يحل بينه وبين الناس، فكانوا يجُلُّونه ويصدرون عن أمره لِمكانته ولِمكانة أُسرته في المعرَّة، ويلجأوون إليه لِقضاء حاجاتهم. فكان هذا سبب تذمُّره من قلَّة المال. وقد كثُر ذلك في شعره كقوله:
أمَّا أبياته الدالَّة على كرمه فكثيرة، منها قوله:
وقوله:

### في التشاؤم أو التطيُّر
يقول ابن منظور في لسان العرب: «الشُّؤْمُ: خلافُ اليُمْنِ»، ويقول الإمام ابن قيم الجوزية في مفتاح دار السعادة: «مَا كَانَ مَكْرُوهًا قَبِيْحًا مُنْفِرًا تَشَاءَمُوا بِهِ وَكَرِهُوهُ وَتَطَيَّرُوا مِنْهُ وَسَمُّوهُ طَيْرَة». وورد في المُعجم الوسيط: «تَطَيَّرَ: تَفَاءَلَ وَبِه وَمِنْهُ: تَشَاءَمْ، وأَصلُه التَّفَاؤُلُ بالطَّيْرِ، ثُمَّ استُعمِلَ فِي كُلَّ مَا يُتَفَاءَلُ بِهِ ويُتشاءَمُ مِنْهُ… وَفِي التَّنْزِيلِ الْعَزِيز: ﴿وَإِن تُصِبْهُمْ سَيِّئَةٌ يَطَّيَّرُوا بِمُوسَىٰ وَمَن مَّعَهُ ۗ﴾». والمعروف أنَّ العرب في الجاهليَّة كانوا يزجرون الطير، فكان أحدهم إذا أراد عملًا أو سفرًا أثار الطير من مجاثمها، فكانوا يتشاءمون بِبارحها، فسمُّوا الشُؤم طائرًا وطيرًا لِتشاؤمهم بها.
وقد زعم بعض الأُدباء أنَّ أبا العلاء كان من المُتشائمين، وزعم آخرون أنَّهُ في طليعة المُتشائمين، وجعلوا مُوازنةً بينه وبين بعض فلاسفة الغرب المُتشائمين؛ وذكروا الوُجُوه التي يتشابه فيها معهم، والوُجُوه التي يختلف فيها، وبعضهم جعل أبو العلاء مُتشائمًا ونفى عنه التطيُّر. يقول الأديب المصري كامل كيلاني: «أَبُو اَلْعَلَاءْ مُتَشَائِمٌ شَدِيدُ اَلتَّشَاؤُمِ، بَلْ هُوَ مِنْ أَشَدِّ مِنْ عَرَفْنَاهُمْ تَشَاؤُمًا، وَلَكِنَّهُ — مَعَ تَشَاؤُمِهِ اَلَّذِي لَا يَقِفُ عِنْدَ حَدٍّ — لَيْسَ مِنْ جَمَاعَةِ اَلْمُتَطَيِّرِينَ، بَلْ هُوَ أَبْعَدُ مَنْ عَرَفْنَاهُمْ عَنْ اَلتَّطَيُّرِ». ويقول الأديب والمُؤرِّخ اللُبناني حسن الأمين في مُستدركات أعيان الشيعة: «كَانَتْ رُؤْيَةُ أَبِي اَلْعَلَاءْ اَلْمَعَرِّي لِلْمَوْتِ تَشَاؤُمِيَّةً، بَالِغَةً اَلتَّشَاؤُمِ». ويقول الأب حنَّا الفاخوري: «أَدَبِيَّاتُ أَبِي اَلْعَلَاءْ مَبْنِيَّةٌ عَلَى اَلتَّشَاؤُمِ. فَالشَّاعِرُ سَاخِطٌ عَلَى اَلدُّنْيَا لَا يَرَى فِيهَا إِلَّا فَسَادًا، وَمَعَ ذَلِكَ نَرَى أَبَا اَلْعَلَاءْ يُكْثِرُ مِنْ ذِكْرِ اَلْخَيْرِ فِي شِعْرِهِ. وَهُوَ يُسِيءُ اَلظَّنُّ بِالْمَرْأَةِ، وَيَرَى أَنَّ اَلْمُجْتَمَعَ فَاسِدٌ، وَأَنَّ لَا خَيْرَ إِلَّا فِي اَلِانْعِزَالِ وَمُمَارَسَةِ اَلْفَضِيلَةِ». ويرى الشاعر والفيلسوف العُثماني رضا توفيق أن تشاؤم أبي العلاء ليس من قبيل التشاؤم المُجرّّد أو الشاعري كما هو الأمر لدى شُعراء آخرين مثل عُمر الخيَّام، فالتشاؤم الذي يتَّسم به أبو العلاء ملموسٌ جادٌّ قاهر. فهو «كابوس اليأس الذي يجثو على روح الشاعر الأعمى». ويعتبرُ رضا توفيق أنَّ أبا العلاء يتفوَّق على الشاعر والفيلسوف الألماني آرثر شوپنهاور (بالألمانية: Arthur Schopenhauer) في البُغض الذي يكُنُّه لِلبشر، ويتَّفق معه في اعتقاده بأنَّ الأصل في الدُنيا هو الشر، وأنَّ الخير هو العارض. ومن أبرز الأبيات التي يعكس ظاهرها تشاؤم المعرِّي:
وقوله:
وقوله:
وقوله:
أمَّا كلام أبي العلاء نفسه في رسالة الغُفران، فيدُلُّ على أنَّهُ كان يُنكر التشاؤم والتطيُّر، فقد قال: «وَمِنْ أُوْلِعَ بِالطِّيَرَةِ، لَمْ يَرَ فِيهَا مِنْ خِيرَة، وَإِنَّمَا هُوَ شَرٌّ مُتَعَجِّلٌ، وَلِلْأَنْفُسِ أَجْلٌ مُؤَجَّلٌ، وَكُلَّ ذَلِكَ حَذَّرَ مِنْ اَلْمَوْتِ اَلَّذِي هُوَ رَبَقْ فِي أَعْنَاقِ اَلْحَيَوَانِ، حُكْمُ لِقَائِهِ فِي كُلِّ أَوَان. وَفِي اَلنَّاسِ مِنْ يَظُنُّ أَنَّ اَلشَّيْءَ إِذَا قِيلَ جَازَ أَنْ يَقَعَ، وَلِذَلِكَ قَالَتْ اَلْعَامَّةَ: اَلْإِرْجَافُ أَوَّلَ اَلْكَوْنِ». ويُضيف: «وَكَانَ اِبْنْ اَلرُّومِيُّ مَعْرُوفًا بِالتَّطَيُّرِ، وَمَنْ اَلَّذِي أُجْرِيَ عَلَى اَلتَّخَيُّرِ؟ وَقَدْ جَاءَتْ عَنْ اَلنَّبِيِّ ﷺ أَخْبَارٌ كَثِيرَةٌ تَدُلُّ عَلَى كَرَاهَةِ اَلِاسْمِ اَلَّذِي لَيْسَ بِحُسْنٍ، مِثْلٌ مَرَّةِ وَشِهَابْ وَالْحُبَابْ لِأَنَّهُ يَتَأَوَّلهُ فِي مَعْنَى اَلْحَيَّةِ». ولِأبي العلاء أيضًا أبياتٌ صريحة في إنكار الطِّيرة، منها قوله في اللُّزوم:
وقوله:
وقوله:
يعتبر مُحمَّد سليم الجُندي أنَّ أبا العلاء لم يكن مُتشائمًا ولا مُتطيِّرًا، قياسًا على كلامه سالف الذِكر في رسالة الغُفران، وإنَّهُ يتلاعب بِالمعاني في أشعاره جريًا على عادة الشُعراء المُتقدمين، وأنَّ حديثه عن الموت والتعب ليس سوى بيانٌ لِلحقيقة الواقعة في الحال، وإمَّا بيانٌ لِلحقيقة المُتوقَّعة في المُستقبل. ويقول أنَّ الحُكماء والشُعراء قد يجنحون إلى التهويل والمُبالغة في باب الوعظ والإرشاد، ويجعلون حُكم الأكثر لِلجميع. وقد يقتصرون في باب التحذير والتنفير من الشيء على ذكر مساوئه ومضاره، ويُمسكون عمَّا يكتنفه من ملاذٍ ومنافع. ومن ذلك أنَّ رابع الخُلفاء الراشدين الإمام علي بن أبي طالب كان يخطب مرَّة، فقال لهُ رجل: «يَا أَمِيرَ اَلْمُؤْمِنِينَ، صَفْ لَنَا اَلدُّنْيَا»، فقال: «مَا أَصِفُ مِنْ دَارٍ أَوَّلُهَا عَنَاءٌ وَآخِرُهَا فَنَاءٌ فِي حَلَالِهَا حِسَابٌ وَفِي حَرَامِهَا عِقَابٌ مَنِ اسْتَغْنَى فِيهَا فُتِنَ وَمَنِ افْتَقَرَ فِيهَا حَزِنَ». وقال في خطبةٍ أُخرى: «انْظُرُوا إِلى الدُّنْيَا نَظَرَ الزَّاهِدِينَ فِيهَا، الصَّادِفِين عَنْهَا، فَإِنَّهَا وَالله عَمَّا قَلِيل تُزِيلُ الثَّاوِيَ السَّاكِنَ، وَتَفْجَعُ الْمُتْرَفَ الآمِنَ، لاَ يَرْجِعُ مَا تَوَلَّى مِنْهَا فَأَدْبَرَ، وَلاَ يُدْرى مَا هُوَ آت مِنْهَا فَيُنْتَظَرَ. سُرُورُهَا مَشُوبٌ بِالْحُزْنِ، وَجَلَدُ الرِّجَالِ فِيهَا إِلَى الضَّعْفِ وَالْوَهْنِ». فهذه نظرة أحد أعظم الخلق عند المُسلمين، وهو لا يُعدُّ من المُتشائمين. ويُضيف الجُندي أنَّ التشاؤم فُرض فرضًا على أبي العلاء، وأُلزم به وهو لم يلتزمه، وأنَّ سبيلهُ هو الزُّهد وهو سبيلُ غيره من أعلام المُسلمين، إلَّا أنَّهُ أكثر منه، لِأنَّ اختباره لِلدُنيا وأهلها كان أكثر، وتفكيره فيها كان أدق وأعمق، وكُرهه لها أشد لأنَّها فجعته بِبصره وهو صغير، ثُمَّ فجعته بِأبويه فتركته عاجزًا لا يستطيع شيئًا إلَّا بِغيره. كذلك فإنَّ أبي العلاء كان غزير الإنتاج واسع الاطلاع، كثير الابتكار والاختراع، مُحبًّا لِلحكمة والأمثال، وكان يُحب أن يعرض عبقريَّته على الناس في نثره ونُظمه، وكان يربأ بِنفسه عن المدح إلَّا لِضرورة، ولا يُحب الهجاء ولا الغزل إلَّا قليلًا، فلم يرَ في الأغراض أوسع مجالًا من نقد الدُنيا وأهلها والتحذير منهُما.

### في الخير والشر
الظاهر من أكثر أقوال أبي العلاء أنَّهُ لا يعتقد أنَّ الوُجُود شرٌّ مُطلق، وإنَّما يعتقد وُجُود الأمرين معًا، ويدُلُّ على هذا أُمُورٌ:
- منها أنَّهُ يعتقد تنزُّه الله عن الشر، ولا ينسب إليه إلَّا الخير. ولو اعتقد فيه الشرُّ المُطلق لما أثبت لهُ صفات الكمال والخير، ولمَّا اعتقد أنَّهُ عادلٌ حكيم رحيمٌ يُيبُ الطَّائع ويجزي المُحسن ويُضاعف الأجر.[222] يقول المُفكِّر المصري إسماعيل مظهر أنَّ أبا العلاء يعتقد بأنَّ الله لا يريد الشر وإن كان يعلمه، وأنَّ فعل الشر على ذلك من اختيار الإنسان ومن نتاج شهواته وانفعالاته، بل ومن مُخترعات عقله، فالله عندما خلق المعادن كان يعلم أنَّ السُيُوف الباترة تُصنع من صنفٍ منها، ولكنَّ البشر هم من اختاروا سفك الدماء بها. ويُضيف: «يُعْتَقَد أَبُو اَلْعَلَاءْ أَنَّ الله خَيْرٌ مَحْضٍ لَنْ يَأْمُرَ بِفِعْلِ اَلشَّرِّ؛ لِأَنَّ اَلْخَيْرَ اَلْمَحْضَ لَا يَصْدُرُ عَنْهُ إِلَّا خَيْرًا مَحْضًا، فَكَيْفَ يُمْكِنُ أَنْ يَعْتَقِدَ إِنْسَانٌ يُنَزِّهُ الله  بِأَنْ تَصْدُرَ مِنْهُ إِرَادَةَ شَرٍّ وَيَكُون فِي يَقِينِهِ بِأَنَّ الله خَيْرُ مَحْضٍ مُخْلِصًا لِنَفْسِهِ وَلِضَمِيرِهِ مُرْضِيًا لِأُلْفَةِ عَقْلِهِ؟ الله يَعْلَمُ اَلشَّرَّ أَنَّهُ شَرٌّ، وَلَكِنَّهُ لَا يَجْعَلُ اِرْتِكَابُهُ عَلَى إِنْسَانِ قَدْرًا مَقْدُورًا كَمَا يَقُولُونَ، وَإِلَّا لِتَنَافَى مَعَ بَدِيهَةِ اَلْعَقْلِ أَنْ يَسْتَحِقَّ مُرْتَكِبُ اَلْكَبَائِرِ عِقَابًا، أَوْ فَاعِلِ اَلْخَيْرِ ثَوَابًا؛ لِأَنَّ اَلْإِنْسَانَ فِي تِلْكَ اَلْحَالِ لَا يَكُونُ إِلَّا آلَةً مُسَيَّرَةً حَسَبَ مَشِيئَةِ اَلْأَقْدَارِ لَا تَسْتَحِقُّ مِنْ مَثُوبَةٍ وَلَا عُقُوبَة، بِهَذِهِ اَلْفِكْرَةِ يَقُولُ أَبُو اَلْعَلَاءْ، وَعَلَيْهَا يُوَافِقُهُ كَثِيرٌ مِنْ مُتَنْطِسِي اَلْبَاحِثِينَ».[223]
- ومنها أنَّهُ أثبت وُجُود الخير في الدُنيا كما أثبت وُجُود الشر، في مثل قوله:[222]

وقوله:
يقول الأديب اللُّبناني مارون عبُّود في هذا المجال، أنَّ أبا العلاء فهم الخير «كَمَا فَهِمَ اَلنَّصَارَى «اَلنَّدَامَةَ اَلْكَامِلَةَ»؛ أَيْ لَا خَوْفًا مِنْ اَلْجَحِيمِ وَلَا طَمَعًا بِالنَّعِيمِ، وَهِيَ عِنْدِهِمْ تُوْصِلُ إِلَى مَلَكُوتِ الله تَوًّا وَبِلَا وَاسِطَةٍ».
- ومنها أنَّهُ أثبت لِلخير أحكامًا إيجابيَّة، في مثل قوله:[222]

بِالمُقابل، يعتبر الكاتب والأكاديمي العراقي عماد الدين الجبوري أنَّ المعرِّي يعتبر الشر العُنصر المُسيطر على الخير. فإذا وُلد مولودٌ فإنَّ الأب قد جنى شرًا عليه لأنَّ الشر والظُلم مُنتشر في العالم. حتَّى التي تكسب رزقها من الغزل فهي ظالمةٌ شرّيرة لأنَّ سطت على الصُّوف الذي هو كساءٌ طبيعي لِلحيوان. ويُضيف أنَّ المعرِّي يرى وُجُود الشرِّ في الدُنيا ضروريّ حتَّى يُمكن لِلمرء معرفة الصالحين من الطالحين. أمَّا رُؤيته لِلخير فهي تنحصر في الفرد الذي يطلب هذا الخير كمعروفٍ بِحد ذاته. فإذا ما فعل أحدهم خيرًا فليكن من أجل أداء عمل الخير فقط وليس من أجل غاية الثواب الذي يرجو أن يُجازى عليه.

### في الترفُّع عن الإنجاب
كان أبو العلاء فقيرًا أبيًّا عفيفًا زاهدًا في الحياة وما فيها، وكانت أُمُّه تقوم على خدمته مُدَّة حياتها، فلمَّا ماتت كانت حاجته شديدةً إلى من يخدمه ويُصلح أُمُوره، ولا يتأتَّى ذلك إلَّا من امرأة. والمُتفق عليه أنَّ أبا العلاء نظر إلى المرأة من حيثُ أنَّها سببٌ لِلنسل الذي دنَّس وجه البسيطة بِأعماله، فأمطرها وابلًا من سخطه وقسوته في بعض شعره، وأولاها عطفًا وشفقةً في مواضع أُخرى بِاعتبار أنَّها حيٌّ فيه حسٌّ وشُعُور، وموضعٌ لِصُنع البرِّ والجميل. يقول مُحمَّد سليم الجُندي أنَّ أبا العلاء لو أراد الزواج لوجد في بنات عمِّه وغيرهُنَّ من لا يأباه، ولكنَّهُ أشفق أن يحمله الزواج على إنفاق أكثر ممَّا كان يستغلُّه، فيضطر أن يقبل شئيًا من إخوته أو بني عمِّه أو أخواله أو غيرهم، فآثر أن يُصاحب الجُهد والتعب مُدَّة حياته، ولا يبذل ماء وجهه بِسؤال. وقيل أيضًا أنَّ أبا العلاء اعتقد أنَّ الإنسان يُقدمُ على الزواج بِدافعٍ طبيعيٍّ، تُزيِّنه له العادة ولم يسبقه إليه العقل، تمامًا كما يتثاءب الإنسان من غير قصدٍ ولا اختيارٍ إذا رأى غيره يتثاءب، أمَّا هو فقد استطاع التغلُّب على تلك الطبيعة، فلم يتأثَّر بِالعدوى. يقول:
ويُفهم من كلام أبي العلاء أنَّهُ اعتقد بأنَّ الناس لو نظروا إلى الدُنيا بِعين العقل كما نظر إليها، لأعرضوا عمَّا فيها من زينة البنين والنساء وغيرهما. يقول:
فالعاقل يُفكِّر قبل الإقدام على الشيء فيما يجلبه من خيرٍ وشرّ، وفيما يترتَّب عليه من نفعٍ وضُرّ. والأب لو فكَّر قبل النسل فيما يحتوي وليده من خُطُوبٍ وأوصابٍ تُلازمه من المهد إلى اللَّحد، ولا يرُدُّها عنه العرَّافون ولا يدفعها الأطبَّاء ولا الرَّاقون؛ وهو لا يستطيع أن يجلب لهُ نفعًا، ولا أن يدفع عنهُ ضُرًّا، لأمسك عن النسل وكفى نفسه مؤونة السهر وعناء التربية والمُداواة ومضض الألم إذا شكا ولده. ثُمَّ هو بعد ذلك كُلِّه يُنشئه لِلأسقام والآلام ويُربِّيه لِلموت. ويفترض مُحمَّد سليم الجُندي أنَّ ما قد يكون دفع أبا العلاء إلى هذا التفكير هو ما يحتاجه الولد من العناية بِتربيته والإنفاق عليه، وهو عاجزٌ عن القيام بِأمر نفسه مُستطيع بِغيره. إضافةً إلى أنَّهُ كان رؤوفًا بِالولد مُشفقًا ممَّا يُعانيه في حياته، شأن كُلِّ حيٍّ. يقول المعرِّي:
كذلك، رأى أبو العلاء أنَّ العاقل لو تفكَّر فيما يجلبه الأبناء لِآبائهم من الشِّر وما يضمرونه لهم من الخديعة والحسد، هان عليه بنوه ورغب عن النسل؛ إذ يتبيَّن لهُ أنَّ الولد حنش يفتك بِوالديه، ونارٌ تحرق العود الذي خرجت منه وعبءٌ ثقيل على أبيه، وأعدى عدُوٍّ له ومجلبة لِلحُزن والبُخل والعار، وليس الذكر خيرًا من الأُنثى في شيءٍ من هذا كُلُّه. يقول:
ويُضيف مُحمَّد سليم الجُندي سببًا آخر لِترفُّع المعرِّي عن الإنجاب، هو خوفه ألَّا يُنجب في نسله، فيكون ذلك مُنغضًا له في حياته مُسيئًا لِسُمعته في حياته وبعد مماته، ويُشعر بهذا قوله:
يقول الجُندي أيضًا أنَّ أعظم باعثٍ لِلمعرِّي على عدم الزواج علَّهُ كان غيرته الشديدة وإسرافه في إساءة الظن بِالمرأة، حتَّى لا يُريد منها التعلُّم ولا الخُرُوج إلى الحج والمسجد والحمَّام والسطح والعرَّاف والمُنجِّم ونحو ذلك، فرُبما خشي منها ما لا يرضاه ولا يُساعده على مُراقبتها عماه. وقد كانت حالة المرأة في عصره، على ما وصفه في شعره، تدعو إلى إساءة الظن.

## دينه وعقيدته

### القول بِزندقته
اختلف المُتقدِّمون والمٌتأخرون في دين واعتقاد أبي العلاء على أنحاءٍ شتَّى، فقال فريقٌ أنَّهُ زنديقٌ مُلحد، وفي أحسن الأحوال شاكٌّ أو في حيرة. فنقل الإمام ابن الجوزي عن أبي زكريَّا التبريزي أنَّهُ قال: «قَالَ لِي اَلْمَعَرِّي: مَا اَلَّذِي تَعْتَقِدُ؟ فَقُلْتُ فِي نَفْسِي: اَلْيَوْمَ أَعْرِفُ اِعْتِقَادُهُ. فَقُلْتُ: مَا أَنَا إِلَّا شَاكّ. فَقَالَ: هَكَذَا شَيْخُكَ. وَكَانَ ظَاهِرُ أَمْرَهِ يَدُلُّ أَنَّهُ يَمِيلُ إِلَى مَذْهَبِ اَلْبَرَاهِمَةِ، فَإِنَّهُمْ لَا يَرَوْنَ ذَبْحَ اَلْحَيَوَانِ، وَيَجْحَدُونَ اَلرُّسُلَ وَقَدْ رَمَاهُ جَمَاعَةٌ مِنْ أَهْلِ اَلْعِلْمِ بِالزَّنْدَقَةِ وَالْإِلْحَادِ، وَذَلِكَ أَمْرُهُ ظَاهِرٌ فِي كَلَامِهِ وَأَشْعَارِهِ، وَأَنَّهُ يَرُدُّ عَلَى اَلرُّسُلِ وَيَعِيبُ اَلشَّرَائِعَ، وَيَجْحَدُ اَلْبَعْثَ». وقال الشيخ صلاح الدين الصَّفدي نقلًا عن الإمام ابن سيد الناس: «سُمِعَتْ اَلشَّيْخَ اَلْعَلَّامَةَ تَقِي اَلدِّينْ بْنْ دَقِيقٍ اَلْعِيدِ  يَقُولُ فِي أَبِي اَلْعَلَاءْ اَلْمَعَرِّي أَنَّهُ كَانَ فِي حَيْرَةٍ». وقال الإمام الذهبي نقلًا عن ابن الجوزي: «زَنَادقَةُ الإِسْلاَمِ ثَلاَثَةٌ: ابْنُ الرَّاوَنْدِي، وَأَبُو حَيَّانَ التَّوْحِيْدِيُّ، وَأَبُو العَلاَءِ المَعَرِيُّ، وَأَشدُّهُم عَلَى الإِسْلاَم أَبُو حَيَّانَ، لأَنَّهُمَا صَرَّحَا، وَهُوَ مَجْمَجَ وَلَمْ يُصرِّح». وقال الإمام ابن كثير: «وَقَدْ كَانَ ذَكِيًّا، وَلَمْ يَكُنْ زَكِيًّا، وَلَهُ مُصَنَّفَاتٌ كَثِيرَةٌ أَكْثَرُهَا فِي الشِّعْرِ، وَفِي بَعْضِ أَشْعَارِهِ مَا يَدُلُّ عَلَى زَنْدَقَتِهِ، وَانْحِلَالِهِ مِنَ الدِّيْن».
ومن أهم الأسباب الظاهرة لِتكفير أبي العلاء والقول بِزندقته: عزوفه عن أكل اللحم، الأمر الذي دفع البعض إلى اعتباره على مذهب البراهمة، وما قاله في بعض أبياته وفُسِّر على أنَّهُ استهزاء بِالأنبياء وإنكارٌ لِلبعث والحساب. فبالنسبة لِلنُقطة الأولى، يقول الإمام ابن قيم الجوزية في طريق الهجرتين وباب السعادتين: «وَمِمَّنْ كَانَ عَلَى هَذَا اَلْمَذْهَبِ أَعْمَى اَلْبَصَرِ وَالْبَصِيرَةِ كَلْبُ مَعَرَّة اَلنُّعْمَانْ اَلْمُكَنَّى بِأَبِي اَلْعَلَاءْ اَلْمَعَرِّيّ، فَإِنَّهُ اِمْتَنَعَ مِنْ أَكْلِ اَلْحَيَوَانِ زَعَمَ لِظُلْمِهِ بِالْإِيلَامِ وَالذَّبْحِ». ويقول الإمام ابن الجوزي في تلبيس إبليس: «وَأَمَّا أَبُو اَلْعَلَاءْ اَلْمَعَرِّي فَأَشْعَارُهُ ظَاهِرَةُ اَلْإِلْحَادِ وَكَانَ يُبَالِغُ فِي عَدَاوَةِ اَلْأَنْبِيَاءِ وَلَمْ يَزَلْ مُتَخَبِّطًا فِي تَعْثِيرَهْ خَائِفًا مِنْ اَلْقَتْلِ إِلَى أَنَّ مَاتَ بِخُسْرَانِهِ»، وهو يقصد بِذلك الأبيات التالية التي نُسبت إلى أبي العلاء:
والبيتان التاليان المُؤكَّد نسبتهما لِلمعرِّي:
وقال القاضي أبو يُوسُف عبد السلام القزويني: «قَالَ لِي اَلْمَعَرِّي لَمْ أَهِجْ أَحَدًا قَطُّ قُلْتُ لَهُ صَدَّقَتْ إِلَّا اَلْأَنْبِيَاءُ  فَتَغَيَّرَ لَوْنُهُ أَوْ قَالَ وَجْهُهُ». وقال ابن الجوزي أيضًا: «وَقَدْ رَأَيْتُ لِأَبِي الْعَلَاءِ الْمَعَرِّيِّ كِتَابًا سَمَّاهُ الْفُصُولَ وَالْغَايَاتِ، فِي مُعَارَضَةِ السُّورِ وَالْآيَاتِ، عَلَى حُرُوفِ الْمُعْجَمِ فِي آخِرِ كلماته وهو في غاية الرَّكَاكَةِ وَالْبُرُودَةِ، فَسُبْحَانَ مَنْ أَعْمَى بَصَرَهُ وَبَصِيرَتَهُ». وأيَّد عُلماءٌ مُعاصرون نسبة المعرِّي لِلزندقة، منهم على سبيل المِثال الشيخ عائض القرني الذي يقول ردًا على من قال بإسلام أو توبة أبي العلاء في آخر عُمره: «اَلَّذِينَ يَكْتُبُونَ عَنْ تَوْبَتِهِ، مَشْكُوكٌ فِي تَوْبَتِهِمْ، فَلَا بُدَّ أَنْ يُصَحِّحُوا اَلْأَسَانِيد قَبْلَ أَنْ نَصِلَ إِلَى أَبِي اَلْعَلَاءْ، لِأَنَّهُمْ أَحَالُونَا عَلَى مَجَاهِيلَ، وَهُمْ نَصَّبُوا أَنْفُسُهُمْ وَلَيْسُوا بِثِقَاتٍ، فَإِنَّهُمْ قَالُوا هَذَا اَلْكَلَامِ، لَكِنَّ نَحْنُ نَعُودُ إِلَى أُنَاسٍ، وَإِلَى أَسَانِيدَ قَوِيَّةٍ، سَنَدٌ كَانَ عَلَيْهِ مِنْ شَمْسِ اَلضُّحَى نُورًا وَمِنْ فَلَقِ اَلصَّبَاحِ عَمُودًا. وَأَنَا أَنْقُلُ عَنْ اَلذَّهَبِيِّ فِي سَيْرِ أَعْلَامِ اَلنُّبَلَاءِ فِي تَرْجَمَةِ أَبِي اَلْعَلَاءْ اَلْمِعَرِّي وَابْنُ كَثِيرٍ فِي اَلْبِدَايَةِ، وَذَكَرُوهُ وَحَطُّوا عَلَيْهِ، وَهُوَ يَسْتَحِقُّ اَلْحَطُّ وَالنِّكَايَةُ لِنُبَيِّنَ شَرِّه، أَمَّا اَلْأُمُورُ اَلِاحْتِمَالِيَّة بَعْدَ أَنْ تُثْبِتَ اَلْأُمُورُ اَلْيَقِينِيَّةُ، فَهَذِهِ مِنْ أَوْهَى اَلْأَدِلَّةَ وَمِنْ أَضْعَفَ اَلِاحْتِجَاجَاتِ، وَلَوْ أَخَذَ بِهَذَا، لَأَسْلَمَ فِرْعَوْن، وَلَأُسَلِّمُ إِبْلِيس، وَأُدْخَلَ أَبُو لَهَبْ اَلْجَنَّةِ بِمِثْلِ هَذِهِ اَلْحُجَجِ وَلَكِنْ هَيْهَاتَ!».
زعم بعض المُستشرقين، مثل الإنگليزي رينولد نيكلسون، أنَّ المعرِّي انتقد العديد من عقائد الإسلام، مثل الحج، الذي وصفه بِـ«رحلة الوثني». كما ينقل أن المعرِّي قد أعرب عن اعتقاده بأنَّ تقبيل الحجر الأسود في مكَّة من الخُرافات، وأنَّهُ رفض فكرة الوحي الإلـٰهي، واعتبر الدين خرافة ابتدعها القُدماء، لا قيمة لها إلَّا لأولئك الذين يستغلون السُذَّج من الجماهير.

### القول بِصحَّة إسلامه
دافع عددٌ من الباحثين والمُؤرِّخين المُتقدمين والمُتأخرين عن صحَّة عقيدة وإسلام أبي العلاء قياسًا على ما صرَّح به بنفسه في بعض مُؤلَّفاته، وبعد دراساتٍ مُعمَّقةٍ وتحليلٍ لِشعره. تقول الباحثة الإيرانيَّة نرجس توحيدي فر: «يُعْتَقَد أَبُو اَلْعَلَاءْ فِي الله ، مَا يَعْتَقِدُهُ اَلْمُؤْمِنُونَ اَلْمُخَلِّفُونَ مِنْ اَلْمُسْلِمِينَ، وَيُثْبِتُ لَهُ مِنْ صِفَاتِ اَلْكَمَالِ مَا يُثْبِتُونَ لَهُ، وَيَنْفِي عَنْهُ مِنْ صِفَاتِ اَلْحُدُوثِ وَالنَّقْصِ مَا يَنْفُونَ. وَإِذَا اَسْتَقَرِيتْ أَقْوَالُهُ فِي هَذَا اَلْغَرَضِ لَا تَرَى فَرْقًا بَيْنَهُ وَبَيْنَ أَعْظَمِ اَلْمُسْلِمِينَ فِي اَلِاعْتِقَادِ»، فمن أبياته التي تعكس سلامة إسلامه وغيرته على دينه على سبيل المثال:
وتقول الأديبة والباحثة المصريَّة بنت الشاطئ عائشة عبد الرحمٰن: «وَشَاعَتْ كَلَّمَةُ اَلسُّوءِ فِيهِ، وَمِنْ شَأْنِهَا أَنْ تُشَيِّعَ فَجُرِّحَ بِبَعْضِ مَا قَالَ مِمَّا قَدْ يُوهِمُ ظَاهِرُهُ وَيُشَكَلُ، وَبِغَيْرِهِ مِمَّا لَمْ يَقُلْ. وَأَنَّ أَكْثَرَ مُصَنَّفَاتِهِ لَفِي اَلزُّهْدِ وَالْعِظَاتِ وَتَمْجِيدِ الله . وَدِيوَان اَللُّزُومُ نَفْسَهُ مَلِيءٌ بِنَجْوَى إِيمَانِهِ اَلصَّادِقِ، وَأَنَاشِيدُ ضَرَاعَتُهُ لِلْخَالِقِ … وَشَهِدَ لَهُ اَلَّذِينَ عَرَفُوهُ عَنْ قُرْبٍ، بِنَقَاءِ اَلْعَقِيدَةِ وَرُسُوخِ اَلْإِيمَانِ. وَفِيهِمْ مَنْ كَانَ قَدْ اَسْتِرَابْ فِي أَمْرِهِ، تَأَثُّرًا بِشَائِعَاتِ اَلسُّوءِ، ثُمَّ بَانَ لَهُ مِنْ حَقِيقَتِهِ مَا جَعَلَهُ يَشْهَدُ لَهُ بِصِحَّةِ اَلدِّينِ وَقُوَّةِ اَلْيَقِينِ».
ويقول عميد الأدب العربي طٰه حُسين: «أَبَا اَلْعَلَاءْ قَدْ هَدَاهُ عَقْلُهُ إِلَى أَنَّ لِهَذَا اَلْعَالَمِ خَالِقًا، وَإِلَى أَنَّ هَذَا اَلْخَالِقِ حَكِيمٍ. لَا يَشُكُّ فِي ذَلِكَ، أَوْ عَلَى اَلْأَقَلِّ لَا يُظْهِرُ فِيهِ شَكًّا… وَهُوَ إِذَا تَحَدَّثَ عَنْ هَذَا اَلْخَالِقِ اَلْحَكِيمِ تَحَدَّثَ عَنْهُ فِي لَهْجَةِ صَادِقٍ يَظْهَرُ فِيهَا اَلْإِخْلَاصُ وَاضِحًا جَلِيًّا. وَلَكِنَّهُ عَاجِزٌ عَنْ فَهْمِ هَذِهِ اَلْحِكْمَةِ اَلَّتِي يَمْتَازُ بِهَا هَذَا اَلْخَالِقِ اَلْحَكِيمِ. وَعَجْزُهُ عَنْ فَهْمِ هَذِهِ اَلْحِكْمَةِ هُوَ اَلَّذِي يُضْنِيهُ وَيَعْنِيهُ وَيُعَذِّبُهُ فِي نَفْسِهِ أَشَدَّ اَلْعَذَابِ. خَالِقٌ حَكِيمٌ، خَلْقُ هَذَا اَلْعَالَمِ وَرَتَّبَهُ عَلَى هَذَا اَلنَّحْوِ اَلَّذِي رَتَّبَهُ عَلَيْهِ. وَلَكِنْ لِمَاذَا، وَمَا بَال هَذَا اَلْخَالِقِ اَلْحَكِيمِ اَلَّذِي مَنْحُنَا هَذَا اَلْعَقْلِ وَهُدَانَا إِلَى اَلتَّفْكِيرِ لَمْ يَكْشِفْ لَنَا اَلْقِنَاعَ كُلُّهُ أَوْ بَعْضِهِ عَنْ وَجْهِ هَذِهِ اَلْحِكْمَةِ اَلَّتِي لَا نَشُكُّ فِيهَا وَلَا نَرْتَابُ؟».
يرى الأديب واللُّغوي المصري شوقي ضيف أنَّ أبا العلاء لا يُهاجم الديانات نفسها وإنَّما يُهاجم أصحابها الذين دبَّ الفساد إلى نُفُوسهم في عصره فما عادت القيم السامية التي تُنادي بها الأديان تُؤثِّر بهم، وفَرْق بين أن يُهاجم الإسلام والمسيحيَّة واليهوديَّة، وبين أن يُهاجم المُسلمين والنصارى واليهود وأن يُثبت عليهم في عصره نقص عقولهم. أضف إلى ذلك أنَّ المذهب الإسماعيلي لِلدولة الفاطميَّة كان يُسيطر في عصره على مصر والشَّام مع ما في أصوله وفُرُوعه من انحراف، وقد هاجمه وهاجم الفرق الشيعيَّة في اللُّزوميَّات ورسالة الغُفران، كما هاجم كثيرًا من الفرق الأُخرى، مثل النُصيريَّة القائلين بِالتناسخ والصُوفيَّة القائلين بِالحُلُول، فإذا هتف بأنَّ من يتبعون أمثال هذه المذاهب لا عُقُول لهم لم يكن معنى ذلك أنَّهُ يُهاجم الإسلام، وإنَّما يُهاجم المُسلمين بعصره، وبالمثل النصارى واليهود.
يعتبر الأديب واللُّغوي السوري مُحمَّد سليم الجُندي أنَّ رمي أبا العلاء بِالزندقة والإلحاد كان من فعل حُسَّاده وأعداءه الكُثُر، فبعد أن لم يجدوا مطعنًا في سيرته ومغمزًا في علمه، اتخذوا من الدين سلاحًا لِمُحاربته والغض من كرامته، فالدينُ أقرب شيءٍ تُستثار به العامَّة، وأقدم سلاحٍ يتَّخذه المُدلِّسون لِمُحاربة أهل الفضل، «وأكثر الناس يتعصَّب لِكُلِّ من أنكر على غيره شيئًا باسم الدين، ويُشايعه على أقواله من تثبُّتٍ ولا تبيُّن». يقول الإمام الذهبي في سير أعلام النُبلاء نقلًا عن أبي نصرٍ المنازي أنَّهُ قال: «اجْتَمَعتُ بِأَبِي العَلاَءِ، فَقُلْتُ: مَا هَذَا الَّذِي يُرْوَى عَنْكَ؟ قَالَ: حَسَدُونِي، وَكَذَبُوا عليّ». يُفنِّدُ الجُندي الأبيات التي نُسبت إلى المعرِّي وفيها كُفرٌ أو تشكيكٌ بِالإسلام أو إلحاد، فيقول أنَّ البيتين المنسوبين إليه: «في اللَّاذقيَّة فتنة ما بين أحمد والمسيح…» ركيكان لا يتناسبان مع فصاحة أبي العلاء، وركاكتهما كفيلة بأن تشهد ببراءته منهما، وكذلك بيت «حياة ثُمَّ موتٌ ثُمَّ بعث…» أورده المُحبِّي بِصيغة: «حياة ثُمَّ موتٌ ثُمَّ نشرٌ…» ونسبه إلى مُعطِّلة العرب الذين كانوا يُنكرون الخالق والبعث، ونسبهُ ابن قُتيبة في كتاب «الأشربة» إلى أبي نُواس. ويقول الجُندي أيضًا أنَّ الكثير من الأقوال والأبيات المُتضمِّنة كُفرًا صريحًا وخُروجًا على الإسلام، مثل «فلا تحسب مقال الرُّسُل حقًا…» لم ترد في أيِّ مُؤلِّفٍ من مُؤلَّفات أبي العلاء التي وصلت الباحثين المُعاصرين، وهي منسوبة إليه زورًا.
يخلص الجُندي بعد تحليلٍ مُطوَّل إلى أنَّ في كلام أبي العلاء ما يُوجب المُؤاخذة، على أنَّ رميه بالكفر والزندقة غير سليم، كونه ما كان يتعمَّد الكُفر في الأقوال التي سلَّط بعض العُلماء الضوء عليها، فالكثير من العُلماء والحُكماء والشُعراء تكلَّموا بِكلامٍ أرادوا به إقرار رأيٍ أو التعبير عن معنى استجادةٍ دون التفاتٍ إلى ما يترتَّب عليها من الوجهة الدينيَّة أو الأدبيَّة، علمًا بأنَّهُ قد يجوز أنَّ بعضهم لم ينتبه لِذلك. ومن هذا القبيل ما وقع من الإمام الغزَّالي وابن رُشد وابن سينا وغيرهم ممن اشتهروا بالإيمان والرغبة بِالتوفيق بين الحكمة والشريعة الإسلاميَّة؛ ولكنَّه وقع في كلامهم ما لا يُوافق الشريعة، إمَّا لِعدم تنبُّهٍ وإمَّا لِاعتقادهم أنَّ ذلك القول لا يوجب الكُفر دون أن يتعمَّدوا الكُفر في أقوالهم، وشتَّان بين أن يتعمَّد المرء القول المُكفِّر وبين وُقُوعه دون انتباهٍ إلى ما يترتَّب عليه.
أمَّا من قال بِصحَّة عقيدة أبي العلاء من عُلماء زمانه، فمنهم شيخ الإسلام أبو الحسن علي بن أحمد الهكَّاري الذي لقي المعرِّي وسمع منه، فلما انفصل عنه سأله بعض أصحابه عما رآه منه وعن عقيدته، فقال: «هُوَ رجُلٌ مِنَ المُسْلِمِيْن». ومنهم أيضًا الحافظ السلفي، الذي نقل عن الخطيب حامد بن بختيار عن القاضي أبي المُهذَّب عبد المنعم بن أحمد السُّروجي أنَّهُ سمع أخاه القاضي أبا الفتح يقول بأنَّهُ دخل على أبي العلاء بالمعرَّة بغتةً فسمعهُ يقول:
ثُمَّ تأوَّه مرَّاتٍ وتلا من سورة هود: ﴿إِنَّ فِي ذَلِكَ لَآيَةً لِمَنْ خَافَ عَذَابَ الْآخِرَةِ ذَلِكَ يَوْمٌ مَجْمُوعٌ لَهُ النَّاسُ وَذَلِكَ يَوْمٌ مَشْهُودٌ ۝١٠٣ وَمَا نُؤَخِّرُهُ إِلَّا لِأَجَلٍ مَعْدُودٍ ۝١٠٤ يَوْمَ يَأْتِ لَا تَكَلَّمُ نَفْسٌ إِلَّا بِإِذْنِهِ فَمِنْهُمْ شَقِيٌّ وَسَعِيدٌ ۝١٠٥﴾ [هود:103–105] ثُمَّ صاح وبكى وطرح وجهه على الأرض زمانًا، ثُمَّ رفعه ومسحه وقال: «سُبْحَانَ مَنْ تَكَلَّمَ بِهَذَا فِي القِدَمِ! سُبْحَانَ مَنْ هَذَا كَلاَمُه!». يقول أبو الفتح: «فَصبرتُ سَاعَةً، ثُمَّ سَلَّمْتُ، ثُمَّ قُلْتُ: أَرَى فِي وَجْهِكَ أَثَرَ غِيظٍ؟ قَالَ: لاَ، بَلْ أَنشدتُ شَيْئاً مِنْ كَلاَم المَخْلُوْق، وَتَلَوْتُ شَيْئاً مِنْ كَلاَم الخَالِق، فَلَحِقَنِي مَا تَرَى. فَتَحَقَّقتُ صِحَّة دِيْنِه».

## مُؤلَّفاته
ترك المعرِّي خلفه مُؤلَّفات كثيرة تُقارب المائة في جوانب مُختلفة من الفُنُون والعُلُوم والآداب، منها دواوين شعريَّة، ومنها رسائل وشُرُوح، ومُؤلَّفاتٍ في أبوابٍ من عُلُوم العربيَّة كالنحو والصَّرف والعُرُوض وغير ذلك. وقد ضاع أكثر هذه المُؤلَّفات ولم يسلم إلَّا أقلُّها، ذلك لأنَّ الهجمة العاتية التي شُنَّت على أبي العلاء في العُصُور التي تلت عصره جعلت الناس ينفرون من مُؤلَّفاته ويُناصبونها العداء، ورُبَّما دفعت الكثيرين منهم إلى إتلافها وإبادتها. أمَّا مؤلَّفاته الباقية المطبوعة والمخطوطة فهي:
- ديوان سقط الزند: ديوانه الأوَّل الذي نظمه في مُقتبل عُمره، وهو مشروحٌ طُبعت منه عدَّة طبعات. أوَّلها طبعة حجريَّة صدرت في تبريز سنة 1276هـ المُوافقة لسنة 1859م، تلتها طبعاتٌ كثيرة صدرت في مصر وبيروت وحلب.[253]
- لُزُوم ما لا يلزم أو ديوان اللُّزوميَّات: ثاني مجموعة شعريَّة لِأبي العلاء والأكثر إبداعًا من أعماله. بناه على حُرُوف المُعجم، وألزم نفسه فيه قُيُودًا زائدة على قُيُود القافية وأحكامها. طُبع عدَّة طبعات، أوَّلها طبعة حجريَّة في المطبعة الحُسينيَّة في بُمباي في الهند سنة 1303هـ المُوافقة لِسنة 1885م، ومنها طبعة عزيز زند سنة 1891م وطبعة دار صادر في بيروت سنة 1372هـ المُوافقة لِسنة 1952م.[254][255]
- رسالة الغُفران: يعدُّها البعض أشهر آثار أبي العلاء. كتبها قُرابة سنة 1033م.[la 11] طُبعت عدَّة طبعات أشهرها طبعة أمين هنديَّة سنة 1903م وطبعة كامل كيلاني سنة 1923م، وطبعة بنت الشاطئ سنة 1950م.[256] قيل بأنَّ هذا الكتاب أثَّر على الشاعر الفلورنسي دانتي أليگيري أو أنَّهُ ألهمه في وضع كتابه الشهير «الملهاة الإلـٰهيَّة».[la 12]
- الفُصُول والغايات: كتابٌ في تمجيد الله والمواعظ. بناه المعرِّي على حُرُوف المُعجم، واختصَّ كُلّ غايةٍ بِحرف، وجعل الغاية تتألَّف من عدَّة فُصُول. نُشر بِتحقيق محمود حسن زناتي سنة 1938م. والمنشور منهُ ناقص لم يَعْدُ حرف الخاء.[257] وصفه ابن العديم بِقوله: «هُوَ اَلْكِتَابُ اَلَّذِي اُفْتُرِيَ عَلَيْهِ بِسَبَبِهِ، وَقِيلَ إِنَّهُ عَارَضَ بِهِ اَلسُّورَ وَالْآيَات، تَعَدِّيًا عَلَيْهِ وَظُلْمًا، وَإِفْكًا بِهِ أَقْدَمُوا عَلَيْهِ وَإِثْمًا؛ فَإِنَّ اَلْكِتَابَ لَيْسَ مِنْ بَابِ اَلْمُعَارَضَةِ فِي شَيْءٍ. وَمِقْدَارُهُ مِائَةَ كُرَّاسَةٍ».[258] وقال المعرِّي نفسه عن كتابه هذا: «لَزِمَتُ مَسْكَنِي مُنْذُ سَنَةِ أَرْبَعمِائَةٍ، [وَاجْتَهَدَتْ] أَنْ أَتَوَفَّرَ عَلَى تَسْبِيحِ الله وَتَحْمِيدِهِ، إِلَّا أَنَّ اَضْطَرَّ إِلَى غَيْرِ ذَلِكَ، فَأَمْلَيَتُ أَشْيَاء تَوَلَّى نَسْخَهَا اَلشَّيْخُ أَبُو اَلْحَسَنْ عَلَى بْنْ عَبْدِ الله بْنْ أُبَيْ هَاشِمْ، أَحْسَنَ الله مَعُونَتَهُ… وَهِيَ عَلَى ضُرُوبٍ مُخْتَلِفَةٍ، فَمِنْهَا مَا هُوَ فِي اَلزُّهْدِ وَالْعِظَاتِ، وَتَمْجِيدَ الله سُبْحَانَهُ، مِنْ اَلْمَنْظُومِ وَالْمَنْثُورِ. فَمِنْ ذَلِكَ: اَلْكِتَابُ اَلْمَعْرُوفُ بِالْفُصُولِ وَالْغَايَاتِ. وَهُوَ كِتَابٌ مَوْضُوعٌ عَلَى حُرُوفِ اَلْمُعْجَمِ، مَا خَلَا اَلْأَلْف؛ لِأَنَّ فَوَاصِلَهُ مَبْنِيَّةٌ عَلَى أَنْ يَكُونَ مَا قَبْلَ اَلْحِرَفِ اَلْمُعْتَمَدِ فِيهَا أَلْفًا، وَمِنْ اَلْمَحَالِ أَنْ يَجْمَعَ بَيْنَ أَلْفَيْنِ، وَلَكِنَّ تَجْيء اَلْهَمَزَة وَقَبْلَهَا أَلْف، مِثَل: اَلْغِطَاءُ وَكِسَاء؛ وَكَذَلِكَ اَلسَّرَابُ وَالشَّبَابُ، فِي اَلْبَاءِ، ثُمَّ عَلَى هَذَا اَلتَّرْتِيبِ».[259]
- رسالة الملائكة: تشتمل على موضوعاتٍ في علم الصرف، وظهرت مُقدِّمتها أوَّلًا في عدَّة طبعات، ثُمَّ طُبعت كاملةً في المجمع العلمي العربي بِدمشق بِتحقيق مُحمَّد سليم الجُندي سنة 1944م،[256] وصدرت منها نسخة إلكترونيَّة عن مُؤسَّسة هنداوي للتعليم والثقافة سنة 2019م.[260]
- رسالة الصَّاهل والشاحج: ألَّفها لِعزيز الدولة فاتك الرومي مولى منجوتكين على حلب، ويتكلَّم فيها على لسان حصانٍ وبغل. وقد طُبعت بِتحقيق بنت الشاطئ استنادًا على نسختين عثرت عليهما في الخزانة الملكية بِالرباط، ونُشرت طبعتها الأولى سنة 1395هـ المُوافقة لِسنة 1975م.[261]
- رسالة الإغريض: وهي التي وجَّهها إلى أبي القاسم المغربي عندما أنفذ إليه «مُختصر إصلاح المنطق».[262]
- رسالة الحُرُوف: مخطوطة. ذكرها كارل بروكلمان في تاريخ الأدب العربي.[263]
- رسائله إلى داعي الدُعاة: هي الرسائل التي أجاب بها داعي دُعاة الفاطميين المُؤيَّد في الدين الشيرازي في بيان العلَّة من تحريم أكل الحيوان وما يخرج منه على نفسه.[262]
- رسالة المنيح: وجَّهها أبو العلاء إلى أبي القاسم المغربي يطريه فيها ويمتدح بلاغته.[264]
- رسالة الهناء: بعث بها المعرِّي إلى بعض مُعاصريه من الكُبراء يُهنِّئه فيها بِقُدُوم وزير السُلطان إليه. ويُقال أنَّهُ عاد وحذف منها أسماء السلاطين وألقابهم بعد تغيُّر العهد السياسي، وذلك لقصر عهود السلاطين والوزراء والولاة والأمراء في ذلك العصرِ المُضَّطرب، المملوء بالمخاطر والأحداث والفتن والدَّسائس. نُشرت بِتحقيق كامل كيلاني سنة 1944م وصدرت منها نسخة إلكترونيَّة عن مُؤسَّسة هنداوي سنة 2020م.[265][266]
- زجر النابح: قسمٌ منه مطبوع. ألَّفهُ لِلرَّد على من اتهمه بالإلحاد في شعره، وقد نُشر القسم المذكور بِتحقيق الدكتور أمجد الطرابُلسي بِدمشق سنة 1385هـ المُوافقة لِسنة 1965م.[265] مقداره الأصلي أربعون كُرَّاسة في جُزءٍ واحد.[267]
- شرح ديوان ابن أبي حُصينة: شرحٌ لِديوان أحد فُحُول شُعراء معرَّة النُعمان هو الحسن بن عبد الله السُلَمي المُكنَّى ابن أبي حُصينة، الذي يظهر أنَّ أبا العلاء كان مُعجبًا بِشعره. نُشر لِأوَّل مرَّة في دمشق سنة 1375هـ المُوافقة لِسنة 1956م، بِتحقيق الدكتور مُحمَّد أسعد طلس.[268]
- ضوء السقط: مخطوطة. هو في تفسير غريب شعر سقط الزند. وضعهُ المعرِّي لِتلميذه أبي عبد الله مُحمَّد بن مُحمَّد بن عبد الله الأصبهاني. توجد المخطوطة في المكتبة الوطنيَّة الفرنسيَّة ورقمها 3111.[269]
- عبث الوليد: كتابٌ في شرح شعر البُحتُري. طُبع مرَّتين: طبعة أسعد الطرابزوني المدني بِدمشق سنة 1936م، وطبعة ناديا علي الدولة في مصر سنة 1976م.[257]
- الَّلامع العزيزيّ: كتابٌ في شرح ديوان المُتنبِّي. عمله لِلأمير عزيز الدولة أبي الدوام ثابت بن ثمال بن صالح بن مرداس الكلابي، ومنه اشتُقَّ اسمه. أُطلق عليه أيضًا «الثَّابت العزيزيّ». طُبع لِلمرَّة الأولى سنة 1429هـ المُوافقة لِسنة 2008م في مركز الملك فيصل لِلبُحُوث والدراسات الإسلاميَّة بِالرياض، بتحقيق مُحمَّد سعيد المولوي.[270]
- مُعجز أحمد: كتابٌ آخر في شرح ديوان المُتنبِّي. جُمع ونُشر لِأوَّل مرَّة في مصر سنة 1404هـ المُوافقة لِسنة 1984م بِتحقيق الدكتور عبد المجيد دياب، بعد تدقيق العديد من المخطوطات المُتناثرة عبر مكتبات القاهرة. طُبع ثانيةً في مصر أيضًا سنة 1413هـ المُوافقة لِسنة 1992م.[271]
- مُلقى السبيل: رسالة في الوعظ والإرشاد. أُسلُوبها مزيجٌ من النثر والشعر. طُبعت في مجلَّة المُقتبس سنة 1912م، وفي الطبعة الثانية من كتاب رسائل البُلغاء لِمُحمَّد كُرد علي في السنة ذاتها، وفي الطبعة الثالثة من الكتاب سالف الذِكر سنة 1945م،[254] وأصدرت مُؤسَّسة هنداوي نسخة إلكترونيَّة منها سنة 2022م،[272] كما أُدرجت ضمن الطبعة الثالثة من رسالة الغُفران تحقيق كامل كيلاني سنة 1938م.[254]

## تلاميذه
قرأ على أبي العلاء بِبغداد والمعرَّة كثيرون، واشتهر جماعة منهم بالاختصاص به، والانتساب إليه في العلم. ولا يُعرف على وجه اليقين عدد تلاميذه. يقول ابن الوردي: «وَكَانَ يُمْلِي عَلَى بِضْعَ عَشَرَةَ مِحْبَرَة فِي فُنُونٍ مِنْ اَلْعُلُومِ وَأَخَذَ عَنْهُ اَلنَّاسُ وَسَارَ إِلَيْهِ اَلطَّلَبَةُ مِنْ اَلْآفَاقِ وَكَاتَبَ اَلْعُلَمَاءَ وَالْوُزَرَاءَ وَأَهْلِ اَلْأَقْدَارِ». وقال الرحَّالة ناصر خسرو: «…يَجْلِسُ حَوْلَهُ دَائِمًا أَكْثَرَ مِن مِائَتَيَّ رَجُلٍ يَحْضُرُونَ مِنَ الْأَطْرَافِ يَقْرءُوُنَ عَلَيْهِ الْأَدَبَ وَالشِّعْرَ…».
ومن أبرز العُلماء والأُدباء المعروفين ممن أخذ عن أبي العلاء: أبو المكارم عبد الوارث بن مُحمَّد الأبهري، وأبو تمَّام غالب بن عيسى الأنصاري، والخليل بن عبد الجبَّار القزويني، ومُحمَّد بن أحمد بن أبي الصقر الأنباري، وغيرهم. وممن روى عنه: القاضي أبو القاسم علي بن المُحسن بن علي التَّنُوخي، وكان من أقرانه، أخذ عنهُ وهو ببغداد، وصحبه، واتصلت صُحبتُه بِالتبريزي بسبب أبي العلاء. وممَّن قرأ على أبي العلاء وهو ببغداد: الأديب المشهور بابن فورجة البَرُوجِرْدِي. أمَّا أشهر تلاميذ أبي العلاء فهو أبو زكريَّا يحيى بن علي الخطيب التبريزي، صاحب المُصنَّفات النفيسة، كشرح الحماسة والمُعلَّقات، وتهذيب ألفاظ ابن السِّكِّيت، وغيرها. استوطن بغداد، ودرَّس الأدب بِالمدرسة النظاميَّة، وكان إمامًا في اللُّغة ثقةً فيها. يقول العلَّامة عبد الهادي الأبياري: «وَمِمَّا يَدُلُّ عَلَى فَضْلِهِ، أَنَّ اَلْخَطِيبَ أَبَا زَكَرِيَّا يَحْيَى اَلتَّبْرِيزِي قَرَأَ اَلْأَدَبَ عَلَيْهِ وَرَحَلَ إِلَيْهِ مِنْ تَبْرِيزْ، وَسَيِّدِي عَبْدَ اَلْقَادِرْ اَلْجِيلَانِي قَرَأَ اَلْأَدَبُ عَلَى اَلتَّبْرِيزِي هَذَا، فَالشَّيْخُ شَيْخُ شَيْخِ اَلْجِيلَانِي، وَالله أَعْلَمَ».

### هوامش
- 1: «البازل» من الإبل هو ما كان في تاسع سنيه. يقول الفيروزآبادي: «نابُ البَعيرِ بَزْلاً وبُزولاً: طَلَعَ. جَمَلٌ وناقَةٌ بازِلٌ وبَزولٌ، ج: بُزَّلٌ، كرُكَّعٍ وكُتُبٍ، وبَوَازِلُ، وذلك في تاسِعِ سِنيِّهِ، وليسَ بعدَهُ سِنٌّ تُسَمَّى».[274] أمَّا «الرَّبع» فهو كُلُّ ما بلغ السابعة من ذوات الخُف. يقول الفيروزآبادي أيضًا: «رَكِبْتُ بِرْذَوْنًا رَباعِيًا، وجَمَلٌ وفرسٌ رَباعٌ ورَباعٍ…وتقولُ لِلغَنَمِ في السَّنةِ الرَّابِعَةِ، وللبَقَرِ وذاتِ الحافِر في الخامسةِ، ولِذاتِ الخُفِّ في السابِعَةِ: أرْبَعَتْ».[275]
- 2: هو يُوسُف البديعي الدمشقي الحلبي. أديبٌ وشاعر دمشقي المولد. خرج من مسقط رأسه خلال صباه واستقرَّ في حلب، وبقي فيها مُعظم سنيّ حياته وهُناك أخذ عن النجم الحلفاوي الحلبي خطيب جامع حلب، وبدأ بِالتصنيف والتأليف فاشتهر وذاع صيته في الفضل والأدب. وُلِّي قضاء الموصل في آخر عُمره، ثُمَّ رحل إلى إسلامبول عاصمة الدولة العُثمانيَّة، وفيها مات ودُفن سنة 1073هـ المُوافقة لِسنة 1662م. من كُتُبه: «الصبح المُنبِّي عن حيثيَّة المُتنبي» و«هبة الأيَّام فيما يتعلَّق بِأبي تمَّام» و«أوج التحرِّي عن حيثيَّة أبي العلاء المعرِّي» و«هدايا الكرام في تنزيه آباء النبيّ ».[276][277]
- 3: «الْعَيَّارِينَ» جمعُ «عَيَّارٌ». والعيَّار هو الرجل الكثير الذَّهاب والمجيء في الأرض. يقولُ ابن الأنباري: «اَلْعَيَّارُ مَعْنَاهُ فِي كَلَامِهِمْ: اَلَّذِي يُخْلِي نَفْسَهُ وَهَوَاهَا، لَا يَرْدَعُهَا وَلَا يَزْجُرُهَا. وَقَالُوا: هُوَ مَأْخُوذٌ مِنْ عَارَتِ اَلدَّابَّةُ: إِذَا اِنْفَلَتَتْ».[278]
- 4: هو أبو اليُسر شاكر بن عبد الله بنِ مُحَمَّدٍ التَّنُوخِي المعرِّيّ ثُمَّ الدِّمشقِي، كاتب السَّر لِلملك العادل نُور الدين محمود زنكي. وُلد بِشيزر سنة 496هـ وعاش خمسًا وثمانين سنة. أخذ الأدب عن جدِّه أبي المجد مُحمَّد بن عبد الله بِحماة وسمع وروى شيئًا. حدَّث عنه: الحافظ ابن عساكر، وأبو القاسم بن صصري وولده إبراهيم.[279]

### بِاللُّغة العربيَّة
1. 1 2 3 4 5 6 7 8  أبو العلاء المعري .. رهين المحبسين (محفوظ). (10 حُزيران (يونيو) 2019م).
2. 1 2 3 4 5  الزِّركلي، خير الدين (2002). الأعلام (ط. الخامسة عشر). بيروت - لُبنان: دار العلم للملايين. ج. الجُزء الأوَّل. ص. 157. مؤرشف من الأصل في 22 كانون الثاني (يناير) 2022م. {{استشهاد بكتاب}}: تحقق من التاريخ في: |سنة= و|تاريخ أرشيف= (مساعدة)
3. ↑  عيساوي، مُحمَّد (ديسمبر 2017). "العصر العبَّاسي الثاني بين سُلطة النُفُوذ التُركي والزحف الزنجي (232هـ/334هـ = 847م - 946م)". المجلَّة الجزائرية للدراسات التاريخيَّة والقانونيَّة. المركز الجامعي علي كافي - تندوف ع. 4: 26–27. ISSN:2600-6510. مؤرشف من الأصل في 22 كانون الثاني (يناير) 2022م. {{استشهاد بدورية محكمة}}: تحقق من التاريخ في: |تاريخ أرشيف= (مساعدة)
4. 1 2 3  أبو سعيد المصري، المحرر (1996). "أبو العلاء المعرى". موسوعة سفير للتاريخ الإسلامي. شركة سفير. ج. المُجلَّد العاشر: مُلحق الشخصيَّات والإعلام. ص. 674. ISBN:9772614901. مؤرشف من الأصل في 22 كانون الثاني (يناير) 2022م. {{استشهاد بموسوعة}}: تحقق من التاريخ في: |تاريخ= و|تاريخ أرشيف= (مساعدة)
5. ↑  الزِّركلي، خير الدين (2002). الأعلام (ط. الخامسة عشر). بيروت - لُبنان: دار العلم للملايين. ج. الجُزء الأوَّل. ص. 157. مؤرشف من الأصل في 22 كانون الثاني (يناير) 2022م. {{استشهاد بكتاب}}: تحقق من التاريخ في: |سنة= و|تاريخ أرشيف= (مساعدة)
6. ↑  مُنظم، هادي نظري؛ أحمدي، خاطرة. "التشاؤم في شعر أبي العلاء المعرِّي وعبدالرحمن شكري" (PDF). إضاءات نقديَّة في الأدبين العربي والفارسي. جامعة آزاد الإسلامية. شتاء 1392 ش / كانون الأوَّل 2013م ع. 12: 202–203. ISSN:2251-6573.[وصلة مكسورة]
7. 1 2 3  ابن كثير الدمشقي، عماد الدين أبو الفداء إسماعيل بن عُمر (1408هـ - 1988م). البداية والنهاية (ط. الأولى). بيروت - لُبنان: دار إحياء التٌراث العربي. ج. الجُزء الثاني عشر. ص. 92. مؤرشف من الأصل في 22 كانون الثاني (يناير) 2022م. {{استشهاد بكتاب}}: تحقق من التاريخ في: |سنة= و|تاريخ أرشيف= (مساعدة)
8. 1 2  أبو العلاء المعرِّي: دفاع المُؤرِّخ ابن النديم عنه. القاهرة - مصر: دار سعد مصر للطباعة والنشر. 1945. ص. 12 - 14. مؤرشف من الأصل في 23 يناير 2022. {{استشهاد بكتاب}}: تحقق من التاريخ في: |سنة= (مساعدة)
9. 1 2  القرني، عائض بن عبد الله. "أبو العلاء المعرِّي في الميزان". دُرُوس الشيخ عائض القرني (دُرُوسٌ صوتيَّة فرَّغها موقع الشبكة الإسلاميَّة). المكتبة الشاملة. ج. الدرس السادس والثمانون. ص. 32. مؤرشف من الأصل في 22 كانون الثاني (يناير) 2022م. {{استشهاد بكتاب}}: تحقق من التاريخ في: |تاريخ أرشيف= (مساعدة)
10. ↑  أبو العلاء المعرِّي: دفاع المُؤرِّخ ابن النديم عنه. القاهرة - مصر: دار سعد مصر للطباعة والنشر. 1945. ص. 9 - 10. مؤرشف من الأصل في 2022-11-17. {{استشهاد بكتاب}}: تحقق من التاريخ في: |سنة= (مساعدة)
11. 1 2 3  ابن خلِّكان، شمس الدين أبو العبَّاس أحمد بن مُحمَّد بن إبراهيم بن أبي بكر البرمكي الإربلي (1378هـ - 1978م). وفيَّات الأعيان وأنباء أبناء الزمان (PDF) (ط. الأولى). بيروت - لُبنان: دار صادر. ج. المُجلَّد الأوَّل. ص. 113 - 114. مؤرشف من الأصل (PDF) في 20 ديسمبر 2020. {{استشهاد بكتاب}}: تحقق من التاريخ في: |سنة= (مساعدة)
12. 1 2 3 4 5 6 7  ابن العديم، كمال‌ الدين أبو القاسم عُمر بن أحمد بن هبة الله بن أبي جرادة العُقيلي الحلبي. الإنصاف والتحرِّي في دفع الظُلم والتجرِّي عن أبي العلاء المعرِّي. المكتبة الشاملة. ص. 6 - 8. مؤرشف من الأصل في 2022-01-24.
13. ↑  الريحاني، أمين (1928). النكبات أو خُلاصة تاريخ سورية مُنذُ العهد الأوَّل بعد الطوفان إلى عهد الجُمهُوريَّة بِلُبنان (PDF). بيروت - لُبنان: المطبعة العلميَّة لِيُوسُف صادر. ص. 30. مؤرشف من الأصل (PDF) في 24 يناير 2022. {{استشهاد بكتاب}}: تحقق من التاريخ في: |سنة= (مساعدة)
14. ↑  حُسين، طٰه؛ السقَّا، مُصطفى؛ محمود، عبد الرحيم؛ هارون، عبد السلام؛ الإبياري، إبراهيم؛ عبد المجيد، حامد، المحررون (1384هـ - 1965م). تعريف القُدماء بِأبي العلاء. القاهرة - مصر: الدار القوميَّة للطباعة والنشر. ص. 511. {{استشهاد بكتاب}}: تحقق من التاريخ في: |سنة= (مساعدة)
15. ↑  حُسين، طٰه؛ السقَّا، مُصطفى؛ محمود، عبد الرحيم؛ هارون، عبد السلام؛ الإبياري، إبراهيم؛ عبد المجيد، حامد، المحررون (1406هـ - 1986م). شُرُوح سقط الزند (PDF) (ط. الثالثة). القاهرة - مصر: الهيئة المصريَّة العامَّة للكتاب. ج. القسم الثاني. ص. 782. مؤرشف من الأصل (PDF) في 27 يناير 2022. {{استشهاد بكتاب}}: تحقق من التاريخ في: |سنة= (مساعدة)
16. ↑  الحموي، شهاب الدين أبو عبد الله ياقوت بن عبد الله (1414هـ - 1993م). إرشاد الأريب إلى معرفة الأديب (ط. الأولى). بيروت - لُبنان: دار الغرب الإسلامي. ص. 309 - 314. مؤرشف من الأصل في 28 يناير 2022. اطلع عليه بتاريخ 16 أبريل 2022. {{استشهاد بكتاب}}: تحقق من التاريخ في: |سنة= (مساعدة)صيانة الاستشهاد: BOT: original URL status unknown (link)
17. 1 2 3  الجُندي، مُحمَّد سليم (1382هـ - 1962م). الجامع في أخبار أبي العلاء المعرِّي وآثاره (PDF). دمشق - سوريا: المجمع العلمي العربي. ج. الجُزء الأوَّل. ص. 62 - 63. مؤرشف من الأصل (PDF) في 27 يناير 2022. {{استشهاد بكتاب}}: تحقق من التاريخ في: |سنة= (مساعدة)
18. ↑  الحموي، شهاب الدين أبو عبد الله ياقوت بن عبد الله (1414هـ - 1993م). إرشاد الأريب إلى معرفة الأديب (ط. الأولى). بيروت - لُبنان: دار الغرب الإسلامي. ص. 320. مؤرشف من الأصل في 28 يناير 2022. اطلع عليه بتاريخ 16 أبريل 2022. {{استشهاد بكتاب}}: تحقق من التاريخ في: |سنة= (مساعدة)صيانة الاستشهاد: BOT: original URL status unknown (link)
19. 1 2 3  عبد الرحمٰن، عائشة (1384هـ - 1965م). أبو العلاء المعرِّي. القاهرة - مصر: المُؤسَّسة المصريَّة العامَّة للتأليف والأنباء والنشر. ص. 26 - 28. مؤرشف من الأصل في 30 يناير 2022. {{استشهاد بكتاب}}: تحقق من التاريخ في: |سنة= (مساعدة)
20. ↑  ابن العديم، كمال‌ الدين أبو القاسم عُمر بن أحمد بن هبة الله بن أبي جرادة العُقيلي الحلبي. بغية الطلب في تاريخ حلب. دمشق - سوريا: دار الفكر. ج. الجُزء الثاني. ص. 888. مؤرشف من الأصل في 29 كانون الثاني (يناير) 2022. {{استشهاد بكتاب}}: تحقق من التاريخ في: |تاريخ أرشيف= (مساعدة)
21. ↑  الجُندي، مُحمَّد سليم (1382هـ - 1962م). الجامع في أخبار أبي العلاء المعرِّي وآثاره (PDF). دمشق - سوريا: المجمع العلمي العربي. ج. الجُزء الأوَّل. ص. 64. مؤرشف من الأصل (PDF) في 27 يناير 2022. {{استشهاد بكتاب}}: تحقق من التاريخ في: |سنة= (مساعدة)
22. ↑  الحموي، شهاب الدين أبو عبد الله ياقوت بن عبد الله (1414هـ - 1993م). إرشاد الأريب إلى معرفة الأديب (ط. الأولى). بيروت - لُبنان: دار الغرب الإسلامي. ص. 295. مؤرشف من الأصل في 29 كانون الثاني (يناير) 2022. {{استشهاد بكتاب}}: تحقق من التاريخ في: |سنة= و|تاريخ أرشيف= (مساعدة)
23. ↑  الأنباري، كمال الدين أبو البركات عبد الرحمٰن بن أبي الوفاء مُحمَّد بن عُبيد الله (1405هـ - 1985م). نُزهة الألباء في طبقات الأُدباء (ط. الثالثة). الزرقاء - الأُردُن: مكتبة المنار. ص. 258. مؤرشف من الأصل في 29 كانون الثاني (يناير) 2022. {{استشهاد بكتاب}}: تحقق من التاريخ في: |سنة= و|تاريخ أرشيف= (مساعدة)
24. 1 2  السيوطي، جلال الدين عبد الرحمٰن بن أبي بكر بن مُحمَّد. بغية الوُعاة في طبقات اللُّغويين والنُحاة. صيدا - لُبنان: المكتبة العصريَّة. ج. الجُزء الأوَّل. ص. 315. مؤرشف من الأصل في 29 كانون الثاني (يناير) 2022. {{استشهاد بكتاب}}: تحقق من التاريخ في: |تاريخ أرشيف= (مساعدة)
25. 1 2 3  الخطيب البغدادي، أبو بكر أحمد بن علي بن ثابت (1422هـ - 2002م). تاريخ بغداد أو مدينة السلام (ط. الأولى). بيروت - لُبنان: دار الغرب الإسلامي. ج. الجُزء الخامس. ص. 397. مؤرشف من الأصل في 29 كانون الثاني (يناير) 2022. {{استشهاد بكتاب}}: تحقق من التاريخ في: |سنة= و|تاريخ أرشيف= (مساعدة)
26. ↑  الصَّفدي، صلاح الدين أبو الصَّفاء خليل بن أيبك بن عبد الله (1420هـ- 2000م). الوافي بِالوفيَّات. بيروت - لُبنان: دار إحياء التُراث. ج. الجُزء السابع. ص. 63. مؤرشف من الأصل في 29 كانون الثاني (يناير) 2022. {{استشهاد بكتاب}}: تحقق من التاريخ في: |سنة= و|تاريخ أرشيف= (مساعدة)
27. ↑  ابن تغري بردي، أبو المحاسن جمال الدين يُوسُف. النُجُوم الزاهرة في مُلُوك مصر والقاهرة. القاهرة - مصر: وزارة الثقافة والإرشاد القومي. ج. الجُزء الخامس. ص. 61. مؤرشف من الأصل في 29 كانون الثاني (يناير) 2022. {{استشهاد بكتاب}}: تحقق من التاريخ في: |تاريخ أرشيف= (مساعدة)
28. 1 2 3  توحيدي فر، نرجس (1432هـ - 2011م). أبو العلاء المعرِّي: دراسة في مُعتقداته الدينيَّة (ط. الأولى). بيروت - لُبنان: دار صادر. ص. 15 - 16. {{استشهاد بكتاب}}: تحقق من التاريخ في: |سنة= (مساعدة)
29. 1 2  الثعالبي، أبو منصور عبد الملك بن مُحمَّد بن إسماعيل (1403هـ - 1983م). يتمة الدهر في محاسن أهل العصر (ط. الأولى). بيروت - لُبنان: دار الكُتُب العلميَّة. ج. الجُزء الخامس. ص. 16. مؤرشف من الأصل في 2 شُباط (فبراير) 2022. {{استشهاد بكتاب}}: تحقق من التاريخ في: |سنة= و|تاريخ أرشيف= (مساعدة)
30. ↑  ابن العديم، كمال‌ الدين أبو القاسم عُمر بن أحمد بن هبة الله بن أبي جرادة العُقيلي الحلبي. الإنصاف والتحرِّي في دفع الظُلم والتجرِّي عن أبي العلاء المعرِّي. المكتبة الشاملة. ص. 45. مؤرشف من الأصل في 2022-01-24.
31. ↑  حُسين، طٰه (2014). تجديد ذكرى أبي العلاء (PDF) (ط. الثانية). مدينة نصر - مصر: مؤسسة هنداوي للتعليم والثقافة. ص. 115. ISBN:9789777196857. مؤرشف من الأصل (PDF) في 6 فبراير 2022. {{استشهاد بكتاب}}: تحقق من التاريخ في: |سنة= (مساعدة)
32. 1 2 3 4 5  الجُندي، مُحمَّد سليم (1382هـ - 1962م). الجامع في أخبار أبي العلاء المعرِّي وآثاره (PDF). دمشق - سوريا: المجمع العلمي العربي. ج. الجُزء الأوَّل. ص. 175 - 176. مؤرشف من الأصل (PDF) في 27 يناير 2022. {{استشهاد بكتاب}}: تحقق من التاريخ في: |سنة= (مساعدة)
33. ↑  الصَّفدي، صلاح الدين أبو الصَّفاء خليل بن أيبك بن عبد الله (1428هـ - 2007م). نكث الهميان في نُكت العميان (ط. الأولى). بيروت - لُبنان: دار الكُتُب العلميَّة. ص. 61. مؤرشف من الأصل في 6 شُباط (فبراير) 2022. {{استشهاد بكتاب}}: تحقق من التاريخ في: |سنة= و|تاريخ أرشيف= (مساعدة)
34. 1 2  الأيُّوبي، أبو الفداء عماد الدين إسماعيل بن علي بن محمود. المُختصر في أخبار البشر (ط. الأولى). القاهرة - مصر: المطبعة الحُسينيَّة المصريَّة. ج. الجُزء الثاني. ص. 176. مؤرشف من الأصل في 2 شُباط (فبراير) 2022. {{استشهاد بكتاب}}: تحقق من التاريخ في: |تاريخ أرشيف= (مساعدة)
35. ↑  الحنبلي، أبو الفلاح عبد الحيّ بن أحمد بن مُحمَّد بن العماد العكري (1406هـ - 1986م). شذرات الذهب في أخبارٍ من ذهب (ط. الأولى). بيروت ودمشق: دار ابن كثير. ج. الجُزء الخامس. ص. 209. مؤرشف من الأصل في 2 شُباط (فبراير) 2022. {{استشهاد بكتاب}}: تحقق من التاريخ في: |سنة= و|تاريخ أرشيف= (مساعدة)
36. 1 2 3 4  ابن العديم، كمال‌ الدين أبو القاسم عُمر بن أحمد بن هبة الله بن أبي جرادة العُقيلي الحلبي. الإنصاف والتحرِّي في دفع الظُلم والتجرِّي عن أبي العلاء المعرِّي. المكتبة الشاملة. ص. 21 - 22. مؤرشف من الأصل في 2022-01-24.
37. ↑  ابن كثير الدمشقي، عماد الدين أبو الفداء إسماعيل بن عُمر (1408هـ - 1988م). البداية والنهاية (ط. الأولى). بيروت - لُبنان: دار إحياء التٌراث العربي. ج. الجُزء الثاني عشر. ص. 91. مؤرشف من الأصل في 2 شُباط (فبراير) 2022م. {{استشهاد بكتاب}}: تحقق من التاريخ في: |سنة= و|تاريخ أرشيف= (مساعدة)
38. ↑  الميمني، عبد العزيز بن عبد الكريم بن يعقوب الراجكوتي الأثري (1424هـ - 2002م). أبو العلاء وما إليه (ط. الأولى). بيروت - لُبنان: دار الكُتُب العلميَّة. ص. 34 (الهامش). ISBN:2745136194. {{استشهاد بكتاب}}: تحقق من التاريخ في: |سنة= (مساعدة)
39. ↑  الحموي، شهاب الدين أبو عبد الله ياقوت بن عبد الله (1414هـ - 1993م). إرشاد الأريب إلى معرفة الأديب (ط. الأولى). بيروت - لُبنان: دار الغرب الإسلامي. ص. 342. مؤرشف من الأصل في 2 شُباط (فبراير) 2022م. {{استشهاد بكتاب}}: تحقق من التاريخ في: |سنة= و|تاريخ أرشيف= (مساعدة)
40. ↑  الدميري، أبو البقاء كمال الدين مُحمَّد بن موسى بن عيسى (1429هـ - 2008م). شرح لاميَّة العجم: وهو مُختصر شرح الصَّفدي المُسمَّى الغيث المُسجَّم. ص. 115. مؤرشف من الأصل في 2 شُباط (فبراير) 2022. {{استشهاد بكتاب}}: تحقق من التاريخ في: |سنة= و|تاريخ أرشيف= (مساعدة)
41. ↑  النابلسي، عبد الغني بن إسماعيل بن عبد الغني (1986). الحقيقة والمجاز في الرحلة إلى بلاد الشَّام ومصر والحجاز. القاهرة - مصر: الهيئة المصريَّة العامَّة للكتاب. ص. 118. {{استشهاد بكتاب}}: تحقق من التاريخ في: |سنة= (مساعدة)
42. ↑  الشَّريشي، كمال الدين أبو العبَّاس أحمد بن عبد المؤمن بن موسى (1413هـ - 1992م). شرح مقامات الحريري (PDF). بيروت - لُبنان: المكتبة العصريَّة. ج. الجُزء الأوَّل. ص. 296. مؤرشف من الأصل (PDF) في 2022-08-16. {{استشهاد بكتاب}}: تحقق من التاريخ في: |سنة= (مساعدة)
43. ↑  الوطواط، جمال الدين مُحمَّد بن إبراهيم بن يحيى بن علي المروي الأنصاري (1429هـ - 2008م). غرر الخصائص الواضحة وعرر النقائض الفاضحة (ط. الأولى). بيروت - لُبنان: دار الكُتُب العلميَّة. ص. 211. مؤرشف من الأصل في 3 شُباط (فبراير) 2022. {{استشهاد بكتاب}}: تحقق من التاريخ في: |سنة= و|تاريخ أرشيف= (مساعدة)
44. ↑  تيمور باشا، أحمد بن إسماعيل بن مُحمَّد (2012). أبو العلاء المعرِّي. مدينة نصر - مصر: مؤسسة هنداوي للتعليم والثقافة. ص. 20. ISBN:9789777190619. مؤرشف من الأصل في 3 شُباط (فبراير) 2022. {{استشهاد بكتاب}}: تحقق من التاريخ في: |سنة= و|تاريخ أرشيف= (مساعدة)
45. 1 2 3 4 5 6  الجُندي، مُحمَّد سليم (1382هـ - 1962م). الجامع في أخبار أبي العلاء المعرِّي وآثاره (PDF). دمشق - سوريا: المجمع العلمي العربي. ج. الجُزء الأوَّل. ص. 67 - 70. مؤرشف من الأصل (PDF) في 27 يناير 2022. {{استشهاد بكتاب}}: تحقق من التاريخ في: |سنة= (مساعدة)
46. ↑  الخولي، أمين (2021). رأي في أبي العلاء: الرجل الذي وجد نفسه. بيروت - لُبنان: دار القلم للطباعة والنشر والتوزيع. ص. 156. مؤرشف من الأصل في 5 فبراير 2022. {{استشهاد بكتاب}}: تحقق من التاريخ في: |سنة= (مساعدة)
47. ↑  الجُندي، مُحمَّد سليم (1994). تاريخ معرَّة النُعمان (PDF) (ط. الثانية). دمشق - سوريا: وزارة الثقافة. ج. الجُزء الأوَّل. ص. 210. مؤرشف من الأصل (PDF) في 6 فبراير 2022. {{استشهاد بكتاب}}: تحقق من التاريخ في: |سنة= (مساعدة)
48. ↑  الصَّفدي، صلاح الدين أبو الصَّفاء خليل بن أيبك بن عبد الله (1420هـ- 2000م). الوافي بِالوفيَّات. بيروت - لُبنان: دار إحياء التُراث. ج. الجُزء السابع. ص. 64. مؤرشف من الأصل في 29 كانون الثاني (يناير) 2022. {{استشهاد بكتاب}}: تحقق من التاريخ في: |سنة= و|تاريخ أرشيف= (مساعدة)
49. ↑  العبَّاسي، أبو الفتح عبد الرحيم بن عبد الرحمٰن بن أحمد. معاهد التنصيص على شواهد التلخيص. بيروت - لُبنان: عالم الكُتُب. ج. الجُزء الأوَّل. ص. 137. مؤرشف من الأصل في 6 شُباط (فبراير) 2022. {{استشهاد بكتاب}}: تحقق من التاريخ في: |تاريخ أرشيف= (مساعدة)
50. ↑  ابن العديم، كمال‌ الدين أبو القاسم عُمر بن أحمد بن هبة الله بن أبي جرادة العُقيلي الحلبي. الإنصاف والتحرِّي في دفع الظُلم والتجرِّي عن أبي العلاء المعرِّي. المكتبة الشاملة. ص. 47. مؤرشف من الأصل في 2022-01-24.
51. ↑  الجُندي، مُحمَّد سليم (1382هـ - 1962م). الجامع في أخبار أبي العلاء المعرِّي وآثاره (PDF). دمشق - سوريا: المجمع العلمي العربي. ج. الجُزء الأوَّل. ص. 176 - 177. مؤرشف من الأصل (PDF) في 27 يناير 2022. {{استشهاد بكتاب}}: تحقق من التاريخ في: |سنة= (مساعدة)
52. ↑  الحمصي، مُحمَّد طاهر (1420هـ - 1999م). أبو العلاء المعرِّي: ملامح حياته وأدبه (ط. الأولى). بيروت ودمشق: دار ابن كثير. ص. 21. مؤرشف من الأصل في 6 فبراير 2022. {{استشهاد بكتاب}}: تحقق من التاريخ في: |سنة= (مساعدة)
53. 1 2 3  الجُندي، مُحمَّد سليم (1382هـ - 1962م). الجامع في أخبار أبي العلاء المعرِّي وآثاره (PDF). دمشق - سوريا: المجمع العلمي العربي. ج. الجُزء الأوَّل. ص. 183 - 184. مؤرشف من الأصل (PDF) في 27 يناير 2022. {{استشهاد بكتاب}}: تحقق من التاريخ في: |سنة= (مساعدة)
54. 1 2 3  القفطي، جمال الدين أبو الحسن علي بن يُوسُف (1406هـ - 1982م). إنباه الرُواة على أنباه النُحاة (ط. الأولى). القاهرة وبيروت: دار الفكر العربي ومُؤسَّسة الكُتُب الثقافيَّة. ج. الجُزء الأوَّل. ص. 84 - 85. مؤرشف من الأصل في 6 شُباط (فبراير) 2022. {{استشهاد بكتاب}}: تحقق من التاريخ في: |سنة= و|تاريخ أرشيف= (مساعدة)
55. ↑  القفطي، جمال الدين أبو الحسن علي بن يُوسُف (1406هـ - 1982م). إنباه الرُواة على أنباه النُحاة (ط. الأولى). القاهرة وبيروت: دار الفكر العربي ومُؤسَّسة الكُتُب الثقافيَّة. ج. الجُزء الأوَّل. ص. 104. مؤرشف من الأصل في 6 شُباط (فبراير) 2022. {{استشهاد بكتاب}}: تحقق من التاريخ في: |سنة= و|تاريخ أرشيف= (مساعدة)
56. ↑  الميمني، عبد العزيز بن عبد الكريم بن يعقوب الراجكوتي الأثري (1424هـ - 2002م). أبو العلاء وما إليه (ط. الأولى). بيروت - لُبنان: دار الكُتُب العلميَّة. ص. 43. ISBN:2745136194. {{استشهاد بكتاب}}: تحقق من التاريخ في: |سنة= (مساعدة)
57. 1 2  حُسين، طٰه؛ السقَّا، مُصطفى؛ محمود، عبد الرحيم؛ هارون، عبد السلام؛ الإبياري، إبراهيم؛ عبد المجيد، حامد، المحررون (1384هـ - 1965م). تعريف القُدماء بِأبي العلاء. القاهرة - مصر: الدار القوميَّة للطباعة والنشر. ص. 515 - 517. {{استشهاد بكتاب}}: تحقق من التاريخ في: |سنة= (مساعدة)
58. ↑  السمعاني، أبو سعد عبد الكريم بن مُحمَّد (1998). الأنساب (ط. الأولى). بيروت - لُبنان: دار الكُتُب العلميَّة. ج. الجُزء الأوَّل. ص. 508. ISBN:2745126229. مؤرشف من الأصل في 6 فبراير 2022. {{استشهاد بكتاب}}: تحقق من التاريخ في: |سنة= (مساعدة)
59. ↑  الحمصي، مُحمَّد طاهر (1420هـ - 1999م). أبو العلاء المعرِّي: ملامح حياته وأدبه (ط. الأولى). بيروت ودمشق: دار ابن كثير. ص. 23. مؤرشف من الأصل في 7 فبراير 2022. {{استشهاد بكتاب}}: تحقق من التاريخ في: |سنة= (مساعدة)
60. ↑  مُصطفى، إبراهيم؛ الزيَّات، أحمد؛ عبد القادر، حامد؛ النجَّار، مُحمَّد. المُعجم الوسيط. القاهرة - مصر: دار الدعوة. ص. 507. مؤرشف من الأصل في 8 شُباط (فبراير) 2022. {{استشهاد بكتاب}}: تحقق من التاريخ في: |تاريخ أرشيف= (مساعدة)
61. 1 2 3 4 5  الجُندي، مُحمَّد سليم (1382هـ - 1962م). الجامع في أخبار أبي العلاء المعرِّي وآثاره (PDF). دمشق - سوريا: المجمع العلمي العربي. ج. الجُزء الأوَّل. ص. 189 - 190. مؤرشف من الأصل (PDF) في 27 يناير 2022. {{استشهاد بكتاب}}: تحقق من التاريخ في: |سنة= (مساعدة)
62. ↑  الحموي، شهاب الدين أبو عبد الله ياقوت بن عبد الله (1414هـ - 1993م). إرشاد الأريب إلى معرفة الأديب (ط. الأولى). بيروت - لُبنان: دار الغرب الإسلامي. ص. 311. مؤرشف من الأصل في 8 شُباط (فبراير) 2022. {{استشهاد بكتاب}}: تحقق من التاريخ في: |سنة= و|تاريخ أرشيف= (مساعدة)
63. ↑  السمين، حسن أحمد عبد الرزَّاق (2022). الحياه العلميَّة في بلاد الشَّام خلال القرن الخامس: المراكز والمُؤسَّسات (ط. الأولى). الإسكندريَّة - مصر: دار التعليم الجامعي. ص. 214. ISBN:9789777333306. مؤرشف من الأصل في 9 فبراير 2022. {{استشهاد بكتاب}}: تحقق من التاريخ في: |سنة= (مساعدة)
64. 1 2 3 4 5  ابن العديم، كمال‌ الدين أبو القاسم عُمر بن أحمد بن هبة الله بن أبي جرادة العُقيلي الحلبي. الإنصاف والتحرِّي في دفع الظُلم والتجرِّي عن أبي العلاء المعرِّي. المكتبة الشاملة. ص. 44 - 45. مؤرشف من الأصل في 2022-01-24.
65. 1 2  البديعي الدمشقي، يُوسُف (1169هـ). الصبح المُنبِّي عن حيثيَّة المُتنبِّي (PDF). ص. 3 -4. مؤرشف من الأصل (PDF) في 9 فبراير 2022. {{استشهاد بكتاب}}: تحقق من التاريخ في: |سنة= (مساعدة)
66. ↑  حُسين، طٰه (2014). تجديد ذكرى أبي العلاء (PDF) (ط. الثانية). مدينة نصر - مصر: مؤسسة هنداوي للتعليم والثقافة. ص. 105. ISBN:9789777196857. مؤرشف من الأصل (PDF) في 6 فبراير 2022. {{استشهاد بكتاب}}: تحقق من التاريخ في: |سنة= (مساعدة)
67. 1 2 3 4  الميمني، عبد العزيز بن عبد الكريم بن يعقوب الراجكوتي الأثري (1424هـ - 2002م). أبو العلاء وما إليه (ط. الأولى). بيروت - لُبنان: دار الكُتُب العلميَّة. ص. 56. ISBN:2745136194. {{استشهاد بكتاب}}: تحقق من التاريخ في: |سنة= (مساعدة)
68. 1 2  الجُندي، مُحمَّد سليم (1382هـ - 1962م). الجامع في أخبار أبي العلاء المعرِّي وآثاره (PDF). دمشق - سوريا: المجمع العلمي العربي. ج. الجُزء الأوَّل. ص. 195 - 196. مؤرشف من الأصل (PDF) في 27 يناير 2022. {{استشهاد بكتاب}}: تحقق من التاريخ في: |سنة= (مساعدة)
69. ↑  الذهبي، شمس الدين أبو عبد الله مُحمَّد بن أحمد بن عُثمان بن قايماز (1413هـ - 1993م). تاريخ الإسلام ووفيَّات المشاهير والأعلام (ط. الثانية). بيروت - لُبنان: دار الكتاب العربي. ج. الجُزء الثلاثون. ص. 200. مؤرشف من الأصل في 6 شُباط (فبراير) 2022. {{استشهاد بكتاب}}: تحقق من التاريخ في: |سنة= و|تاريخ أرشيف= (مساعدة)
70. ↑  السيوطي، جلال الدين عبد الرحمٰن بن أبي بكر بن مُحمَّد. بغية الوُعاة في طبقات اللُّغويين والنُحاة. صيدا - لُبنان: المكتبة العصريَّة. ج. الجُزء الأوَّل. ص. 316. مؤرشف من الأصل في 6 شُباط (فبراير) 2022. {{استشهاد بكتاب}}: تحقق من التاريخ في: |تاريخ أرشيف= (مساعدة)
71. ↑  الصَّفدي، صلاح الدين أبو الصَّفاء خليل بن أيبك بن عبد الله (1420هـ- 2000م). الوافي بِالوفيَّات. بيروت - لُبنان: دار إحياء التُراث. ج. الجُزء السابع. ص. 65. مؤرشف من الأصل في 6 شُباط (فبراير) 2022. {{استشهاد بكتاب}}: تحقق من التاريخ في: |سنة= و|تاريخ أرشيف= (مساعدة)
72. ↑  ضيف، شوقي. الفن ومذاهبه في النثر العربي (ط. الثالثة عشرة). بيروت - لُبنان: دار المعارف. ص. 265. مؤرشف من الأصل في 14 شُباط (فبراير) 2022. {{استشهاد بكتاب}}: تحقق من التاريخ في: |تاريخ أرشيف= (مساعدة)
73. ↑  بهلول، نافع علوان. "الاحتمالات الإعرابيَّة في شرح ديوان أبي الطيِّب المُتنبي لِأبي العلاء المعرِّي (مُعجز أحمد)". مجلَّة آداب الفراهيدي. كُليَّة الآداب في جامعة تكريت ع. 18 كانون الثاني 2014: 25. ISSN:2074-9554. مؤرشف من الأصل في 14 شُباط (فبراير) 2022. {{استشهاد بدورية محكمة}}: تحقق من التاريخ في: |تاريخ أرشيف= (مساعدة)
74. ↑  الحموي، شهاب الدين أبو عبد الله ياقوت بن عبد الله (1995). مُعجم البُلدان (ط. الثانية). بيروت - لُبنان: دار صادر. ج. الجُزء الخامس. ص. 6. مؤرشف من الأصل في 6 شُباط (فبراير) 2022. {{استشهاد بكتاب}}: تحقق من التاريخ في: |سنة= و|تاريخ أرشيف= (مساعدة)
75. 1 2  حُسين، طٰه (2014). تجديد ذكرى أبي العلاء (PDF) (ط. الثانية). مدينة نصر - مصر: مؤسسة هنداوي للتعليم والثقافة. ص. 105 - 106. ISBN:9789777196857. مؤرشف من الأصل (PDF) في 6 فبراير 2022. {{استشهاد بكتاب}}: تحقق من التاريخ في: |سنة= (مساعدة)
76. ↑  شاكر، محمود مُحمَّد (1391هـ - 1972م). أباطيل وأسمار. القاهرة - مصر: مكتبة الخانجي. ج. الجُزءان الأوَّل والثاني. ص. 94 - 95. مؤرشف من الأصل في 13 فبراير 2022. {{استشهاد بكتاب}}: تحقق من التاريخ في: |سنة= (مساعدة)
77. ↑  الميمني، عبد العزيز بن عبد الكريم بن يعقوب الراجكوتي الأثري (1424هـ - 2002م). أبو العلاء وما إليه (ط. الأولى). بيروت - لُبنان: دار الكُتُب العلميَّة. ص. 55 وهامشها الرابع. ISBN:2745136194. {{استشهاد بكتاب}}: تحقق من التاريخ في: |سنة= (مساعدة)
78. 1 2 3 4 5 6 7  الجُندي، مُحمَّد سليم (1382هـ - 1962م). الجامع في أخبار أبي العلاء المعرِّي وآثاره (PDF). دمشق - سوريا: المجمع العلمي العربي. ج. الجُزء الأوَّل. ص. 198 - 201. مؤرشف من الأصل (PDF) في 27 يناير 2022. {{استشهاد بكتاب}}: تحقق من التاريخ في: |سنة= (مساعدة)
79. ↑  ابن بُطلان، أبو أنيس المُختار بن الحسن بن عبدون البغدادي (2006). رحلة ابن بُطلان (PDF) (ط. الأولى). أبو ظبي - الإمارات: دار السويدي للنشر والتوزيع. ص. 79 - 80. مؤرشف من الأصل (PDF) في 16 فبراير 2022. {{استشهاد بكتاب}}: تحقق من التاريخ في: |سنة= (مساعدة)
80. ↑  المعرِّي، أبو العلاء أحمد بن سُليمان التَّنُوخي (1325هـ - 1907م). رسالة الغُفران (ط. الأولى). القاهرة - مصر: مطبعة أمين هنديَّة. ص. 136. مؤرشف من الأصل في 15 شُباط (فبراير) 2022. {{استشهاد بكتاب}}: تحقق من التاريخ في: |سنة= و|تاريخ أرشيف= (مساعدة)
81. ↑  كيلاني، كامل (18 تشرين الثاني [نوڤمبر] 1946). "مجالس الأدب: في إحدى ليالي رمضان". مجلَّة الرسالة. دار الرسالة ع. 698. مؤرشف من الأصل في 16 شُباط (فبراير) 2022. {{استشهاد بدورية محكمة}}: تحقق من التاريخ في: |سنة= و|تاريخ أرشيف= (مساعدة)
82. ↑  البديعي الدمشقي، يُوسُف (1169هـ). الصبح المُنبِّي عن حيثيَّة المُتنبِّي (PDF). ص. 10. مؤرشف من الأصل (PDF) في 9 فبراير 2022. {{استشهاد بكتاب}}: تحقق من التاريخ في: |سنة= (مساعدة)
83. ↑  الأصفهاني، عماد الدين أبو عبد الله مُحمَّد بن مُحمَّد بن حامد بن أَلُه (1424هـ - 2004م). تاريخ دولة آل سلجوق (ط. الأولى). بيروت - لُبنان: دار الكُتُب العلميَّة. ص. 116. مؤرشف من الأصل في 25 شُباط (فبراير) 2022. {{استشهاد بكتاب}}: تحقق من التاريخ في: |سنة= و|تاريخ أرشيف= (مساعدة)
84. ↑  كُرد علي، مُحمَّد بن عبد الرزَّاق بن مُحمَّد (1403هـ - 1983م). خطط الشَّام (ط. الثالثة). دمشق - سوريا: مكتبة النوري. ج. الجُزء الرَّابع. ص. 33. مؤرشف من الأصل في 25 شُباط (فبراير) 2022. {{استشهاد بكتاب}}: تحقق من التاريخ في: |سنة= و|تاريخ أرشيف= (مساعدة)
85. ↑  العاملي، مُحسن الأمين (1403هـ - 1983م). أعيان الشيعة. بيروت - لُبنان: دار التعارف لِلمطبوعات. ج. الجُزء الخامس. ص. 218. مؤرشف من الأصل في 25 شُباط (فبراير) 2022. {{استشهاد بكتاب}}: تحقق من التاريخ في: |سنة= و|تاريخ أرشيف= (مساعدة)
86. 1 2 3 4 5 6  الجُندي، مُحمَّد سليم (1382هـ - 1962م). الجامع في أخبار أبي العلاء المعرِّي وآثاره (PDF). دمشق - سوريا: المجمع العلمي العربي. ج. الجُزء الأوَّل. ص. 203 - 205. مؤرشف من الأصل (PDF) في 27 يناير 2022. {{استشهاد بكتاب}}: تحقق من التاريخ في: |سنة= (مساعدة)
87. ↑  تيمور باشا، أحمد بن إسماعيل بن مُحمَّد (2012). أبو العلاء المعرِّي. مدينة نصر - مصر: مؤسسة هنداوي للتعليم والثقافة. ص. 147. ISBN:9789777190619. مؤرشف من الأصل في 25 شُباط (فبراير) 2022. {{استشهاد بكتاب}}: تحقق من التاريخ في: |سنة= و|تاريخ أرشيف= (مساعدة)
88. ↑  ابن منظور، أبو الفضل جمال الدين مُحمَّد بن مكرم بن علي الأنصاري الرويفعي الإفريقي (1414هـ). لسان العرب (ط. الثالثة). بيروت - لُبنان: دار صادر. ج. الجُزء السابع. ص. 340. مؤرشف من الأصل في 25 شُباط (فبراير) 2022. {{استشهاد بكتاب}}: تحقق من التاريخ في: |سنة= و|تاريخ أرشيف= (مساعدة)
89. ↑  ابن حجر العسقلاني، شهاب الدين أبو الفضل أحمد بن علي بن مُحمَّد (1390هـ - 1971م). لسان الميزان (ط. الثانية). بيروت - لُبنان: مؤسَّسة الأعلمي للمطبوعات. ج. الجُزء الأوَّل. ص. 204. مؤرشف من الأصل في 26 شُباط (فبراير) 2022. {{استشهاد بكتاب}}: تحقق من التاريخ في: |سنة= و|تاريخ أرشيف= (مساعدة)
90. ↑  الجُندي، مُحمَّد سليم (1382هـ - 1962م). الجامع في أخبار أبي العلاء المعرِّي وآثاره (PDF). دمشق - سوريا: المجمع العلمي العربي. ج. الجُزء الأوَّل. ص. 206. مؤرشف من الأصل (PDF) في 27 يناير 2022. {{استشهاد بكتاب}}: تحقق من التاريخ في: |سنة= (مساعدة)
91. ↑  ابن حجر العسقلاني، شهاب الدين أبو الفضل أحمد بن علي بن مُحمَّد (1390هـ - 1971م). لسان الميزان (ط. الثانية). بيروت - لُبنان: مؤسَّسة الأعلمي للمطبوعات. ج. الجُزء الأوَّل. ص. 206. مؤرشف من الأصل في 26 شُباط (فبراير) 2022. {{استشهاد بكتاب}}: تحقق من التاريخ في: |سنة= و|تاريخ أرشيف= (مساعدة)
92. 1 2  السعدي، عيسى إبراهيم (2012). أبو العلاء المعرِّي: شاعر اللُّزوميَّات (ط. الأولى). عمَّان - الأُردُن: أمواج لِلطباعة والنشر والتوزيع. ص. 45 - 46. ISBN:9796500050539. مؤرشف من الأصل في 26 فبراير 2022. {{استشهاد بكتاب}}: تحقق من التاريخ في: |سنة= (مساعدة)
93. ↑  القلقشندي، شهاب الدين أبو العبَّاس أحمد بن علي بن أحمد. صُبح الأعشى في صناعة الإنشاء. بيروت - لُبنان: دار الكُتُب العلميَّة. ج. الجُزء الأوَّل. ص. 537. مؤرشف من الأصل في 27 شُباط (فبراير) 2022. {{استشهاد بكتاب}}: تحقق من التاريخ في: |تاريخ أرشيف= (مساعدة)
94. ↑  ابن الأثير، عز الدين أبي الحسن علي بن مُحمَّد بن عبد الكريم بن عبد الواحد الجزري (1417هـ - 1997م). الكامل في التاريخ (ط. الأولى). بيروت - لُبنان: دار الكتاب العربي. ج. الجُزء السابع. ص. 461. مؤرشف من الأصل في 27 شُباط (فبراير) 2022. {{استشهاد بكتاب}}: تحقق من التاريخ في: |سنة= و|تاريخ أرشيف= (مساعدة)
95. ↑  ابن درهم، عبد الرحمٰن بن عبد الله بن أحمد. نُزهة الأبصار بِطرائف الأخبار والأشعار. بيروت: دار العباد. ص. 48. مؤرشف من الأصل في 27 شُباط (فبراير) 2022. {{استشهاد بكتاب}}: تحقق من التاريخ في: |تاريخ أرشيف= (مساعدة)
96. ↑  عطيَّة، شاهين بن منصور بن حنَّا (1894). رسائل أبي العلاء المعرِّي مع شرحها. بيروت: المطبعة الأدبيَّة. ص. 68 - 69. مؤرشف من الأصل في 27 فبراير 2022. {{استشهاد بكتاب}}: تحقق من التاريخ في: |سنة= (مساعدة)
97. ↑  عطيَّة، شاهين بن منصور بن حنَّا (1894). رسائل أبي العلاء المعرِّي مع شرحها. بيروت: المطبعة الأدبيَّة. ص. 77 و83. مؤرشف من الأصل في 27 فبراير 2022. {{استشهاد بكتاب}}: تحقق من التاريخ في: |سنة= (مساعدة)
98. ↑  ابن الوردي، زين الدين أبو حفص عُمر بن المُظفَّر بن عُمر المعرِّي الكندي (1417هـ - 1996م). تاريخ ابن الوردي (ط. الأولى). بيروت - لُبنان: دار الكُتُب العلميَّة. ج. الجُزء الأوَّل. ص. 311. مؤرشف من الأصل في 27 شُباط (فبراير) 2022. {{استشهاد بكتاب}}: تحقق من التاريخ في: |سنة= و|تاريخ أرشيف= (مساعدة)
99. ↑  القفطي، جمال الدين أبو الحسن علي بن يُوسُف (1406هـ - 1982م). إنباه الرُواة على أنباه النُحاة (ط. الأولى). القاهرة وبيروت: دار الفكر العربي ومُؤسَّسة الكُتُب الثقافيَّة. ج. الجُزء الأوَّل. ص. 85. مؤرشف من الأصل في 3 آذار (مارس) 2022. {{استشهاد بكتاب}}: تحقق من التاريخ في: |سنة= و|تاريخ أرشيف= (مساعدة)
100. ↑  الذهبي، شمس الدين أبو عبد الله مُحمَّد بن أحمد بن عُثمان بن قايماز (1413هـ - 1993م). تاريخ الإسلام ووفيَّات المشاهير والأعلام (ط. الثانية). بيروت - لُبنان: دار الكتاب العربي. ج. الجُزء الثلاثون. ص. 201. مؤرشف من الأصل في 3 آذار (مارس) 2022. {{استشهاد بكتاب}}: تحقق من التاريخ في: |سنة= و|تاريخ أرشيف= (مساعدة)
101. ↑  الجُندي، مُحمَّد سليم (1382هـ - 1962م). الجامع في أخبار أبي العلاء المعرِّي وآثاره (PDF). دمشق - سوريا: المجمع العلمي العربي. ج. الجُزء الأوَّل. ص. 211 - 212. مؤرشف من الأصل (PDF) في 27 يناير 2022. {{استشهاد بكتاب}}: تحقق من التاريخ في: |سنة= (مساعدة)
102. ↑  الميمني، عبد العزيز بن عبد الكريم بن يعقوب الراجكوتي الأثري (1424هـ - 2002م). أبو العلاء وما إليه (ط. الأولى). بيروت - لُبنان: دار الكُتُب العلميَّة. ص. 80. ISBN:2745136194. {{استشهاد بكتاب}}: تحقق من التاريخ في: |سنة= (مساعدة)
103. ↑  عطيَّة، شاهين بن منصور بن حنَّا (1894). رسائل أبي العلاء المعرِّي مع شرحها. بيروت: المطبعة الأدبيَّة. ص. 75. مؤرشف من الأصل في 27 فبراير 2022. {{استشهاد بكتاب}}: تحقق من التاريخ في: |سنة= (مساعدة)
104. ↑  الجُندي، مُحمَّد سليم (1382هـ - 1962م). الجامع في أخبار أبي العلاء المعرِّي وآثاره (PDF). دمشق - سوريا: المجمع العلمي العربي. ج. الجُزء الأوَّل. ص. 218. مؤرشف من الأصل (PDF) في 27 يناير 2022. {{استشهاد بكتاب}}: تحقق من التاريخ في: |سنة= (مساعدة)
105. ↑  الحموي، شهاب الدين أبو عبد الله ياقوت بن عبد الله (1995). مُعجم البُلدان (ط. الثانية). بيروت - لُبنان: دار صادر. ج. الجُزء الرابع. ص. 228. مؤرشف من الأصل في 4 آذار (مارس) 2022. {{استشهاد بكتاب}}: تحقق من التاريخ في: |سنة= و|تاريخ أرشيف= (مساعدة)
106. 1 2 3  الجُندي، مُحمَّد سليم (1382هـ - 1962م). الجامع في أخبار أبي العلاء المعرِّي وآثاره (PDF). دمشق - سوريا: المجمع العلمي العربي. ج. الجُزء الأوَّل. ص. 222 - 223. مؤرشف من الأصل (PDF) في 27 يناير 2022. {{استشهاد بكتاب}}: تحقق من التاريخ في: |سنة= (مساعدة)
107. ↑  الشريف المُرتضى، أبو القاسم علي بن الحُسين بن موسى بن مُحمَّد الموسوي (1415هـ). الانتصار (PDF). قُم - إيران: مؤسسة النشر الإسلامي. ص. 40. مؤرشف من الأصل (PDF) في 4 مارس 2022. {{استشهاد بكتاب}}: تحقق من التاريخ في: |سنة= (مساعدة)
108. ↑  الحموي، شهاب الدين أبو عبد الله ياقوت بن عبد الله (1995). مُعجم البُلدان (ط. الثانية). بيروت - لُبنان: دار صادر. ج. الجُزء الثالث. ص. 288. مؤرشف من الأصل في 6 آذار (مارس) 2022. {{استشهاد بكتاب}}: تحقق من التاريخ في: |سنة= و|تاريخ أرشيف= (مساعدة)
109. ↑  المعرِّي، أبو العلاء أحمد بن عبد الله بن سُليمان (1324هـ). شرح التنوير على سقط الزند. القاهرة: مطبعة الإسلام. ج. الجُزء الثاني. ص. 192. مؤرشف من الأصل في 6 مارس 2022. {{استشهاد بكتاب}}: تحقق من التاريخ في: |سنة= (مساعدة)
110. ↑  الميمني، عبد العزيز بن عبد الكريم بن يعقوب الراجكوتي الأثري (1424هـ - 2002م). أبو العلاء وما إليه (ط. الأولى). بيروت - لُبنان: دار الكُتُب العلميَّة. ص. 88. ISBN:2745136194. {{استشهاد بكتاب}}: تحقق من التاريخ في: |سنة= (مساعدة)
111. ↑  البطليوسي، أبو مُحمَّد عبد الله بن مُحمَّد بن السيِّد (1948). شُرُوح سقط الزند. القاهرة - مصر: مطبعة دار الكُتُب المصريَّة. ج. الجُزء الرابع. ص. 1737. مؤرشف من الأصل في 6 مارس 2022. {{استشهاد بكتاب}}: تحقق من التاريخ في: |سنة= (مساعدة)
112. ↑  البديعي، يُوسُف (1944). أوج التحرِّي عن حيثيَّة أبي العلاء المعرِّي. دمشق - سوريا: المعهد الإفرنسي بدمشق. ص. 18. مؤرشف من الأصل في 6 مارس 2022. {{استشهاد بكتاب}}: تحقق من التاريخ في: |سنة= (مساعدة)
113. 1 2 3  الحمصي، مُحمَّد طاهر (1420هـ - 1999م). أبو العلاء المعرِّي: ملامح حياته وأدبه (ط. الأولى). بيروت ودمشق: دار ابن كثير. ص. 27. مؤرشف من الأصل في 6 فبراير 2022. {{استشهاد بكتاب}}: تحقق من التاريخ في: |سنة= (مساعدة)
114. ↑  حُسين، طٰه (2014). تجديد ذكرى أبي العلاء (ط. الثانية). مدينة نصر - مصر: مؤسسة هنداوي للتعليم والثقافة. ص. 126. ISBN:9789777196857. مؤرشف من الأصل في 1 مارس 2021. {{استشهاد بكتاب}}: تحقق من التاريخ في: |سنة= (مساعدة)
115. ↑  رسائل إخوان الصفاء وخِلاَّن الوفاء (ط. الأولى). مدينة نصر - مصر: مؤسسة هنداوي للتعليم والثقافة. ج. الجُزء الأوَّل. 2018. ص. 10 - 11. ISBN:9781527315457. مؤرشف من الأصل في 11 مارس 2022. {{استشهاد بكتاب}}: تحقق من التاريخ في: |سنة= (مساعدة)
116. 1 2 3 4 5  الجُندي، مُحمَّد سليم (1382هـ - 1962م). الجامع في أخبار أبي العلاء المعرِّي وآثاره (PDF). دمشق - سوريا: المجمع العلمي العربي. ج. الجُزء الأوَّل. ص. 261 - 264. مؤرشف من الأصل (PDF) في 27 يناير 2022. {{استشهاد بكتاب}}: تحقق من التاريخ في: |سنة= (مساعدة)
117. ↑  الفارسي، أبو القاسم زيد بن علي. شرح كتاب الحماسة للفارسي (ط. الأولى). بيروت - لُبنان: دار الأوزاعي. ج. الجُزء الثاني. ص. 392. مؤرشف من الأصل في 12 آذار (مارس) 2022. {{استشهاد بكتاب}}: تحقق من التاريخ في: |تاريخ أرشيف= (مساعدة)
118. ↑  ابن الرومي، أبو الحسن علي بن العبَّاس بن جُريج. ديوان ابن الرومي. القاهرة: المكتبة التجاريَّة الكُبرى. ص. 53. مؤرشف من الأصل (PDF) في 2022-04-17.
119. ↑  ابن المُقفَّع، أبو مُحمّد عبد الله (1355هـ - 1936م). كليلة ودمنة (ط. السابعة عشرة). بولاق: المطبعة الأميريَّة. ص. 200. مؤرشف من الأصل في 12 آذار (مارس) 2022. {{استشهاد بكتاب}}: تحقق من التاريخ في: |سنة= و|تاريخ أرشيف= (مساعدة)
120. 1 2  عبد الرحمٰن، عائشة (1384هـ - 1965م). أبو العلاء المعرِّي. القاهرة - مصر: المُؤسَّسة المصريَّة العامَّة للتأليف والأنباء والنشر. ص. 22. مؤرشف من الأصل في 30 يناير 2022. {{استشهاد بكتاب}}: تحقق من التاريخ في: |سنة= (مساعدة)
121. ↑  الجُندي، مُحمَّد سليم (1382هـ - 1962م). الجامع في أخبار أبي العلاء المعرِّي وآثاره (PDF). دمشق - سوريا: المجمع العلمي العربي. ج. الجُزء الأوَّل. ص. 265 - 266. مؤرشف من الأصل (PDF) في 27 يناير 2022. {{استشهاد بكتاب}}: تحقق من التاريخ في: |سنة= (مساعدة)
122. ↑  الجُندي، مُحمَّد سليم (1382هـ - 1962م). الجامع في أخبار أبي العلاء المعرِّي وآثاره (PDF). دمشق - سوريا: المجمع العلمي العربي. ج. الجُزء الأوَّل. ص. 269 - 271. مؤرشف من الأصل (PDF) في 27 يناير 2022. {{استشهاد بكتاب}}: تحقق من التاريخ في: |سنة= (مساعدة)
123. 1 2  الجُندي، مُحمَّد سليم (1382هـ - 1962م). الجامع في أخبار أبي العلاء المعرِّي وآثاره (PDF). دمشق - سوريا: المجمع العلمي العربي. ج. الجُزء الأوَّل. ص. 277 - 279. مؤرشف من الأصل (PDF) في 27 يناير 2022. {{استشهاد بكتاب}}: تحقق من التاريخ في: |سنة= (مساعدة)
124. ↑  الحموي، شهاب الدين أبو عبد الله ياقوت بن عبد الله (1414هـ - 1993م). إرشاد الأريب إلى معرفة الأديب (ط. الأولى). بيروت - لُبنان: دار الغرب الإسلامي. ج. الجُزء الأوَّل. ص. 317. مؤرشف من الأصل في 12 آذار (مارس) 2022. {{استشهاد بكتاب}}: تحقق من التاريخ في: |سنة= و|تاريخ أرشيف= (مساعدة)
125. ↑  عطيَّة، شاهين بن منصور بن حنَّا (1894). رسائل أبي العلاء المعرِّي مع شرحها. بيروت: المطبعة الأدبيَّة. ص. 84. مؤرشف من الأصل في 27 فبراير 2022. {{استشهاد بكتاب}}: تحقق من التاريخ في: |سنة= (مساعدة)
126. 1 2 3  الجُندي، مُحمَّد سليم (1382هـ - 1962م). الجامع في أخبار أبي العلاء المعرِّي وآثاره (PDF). دمشق - سوريا: المجمع العلمي العربي. ج. الجُزء الأوَّل. ص. 280 - 282. مؤرشف من الأصل (PDF) في 27 يناير 2022. {{استشهاد بكتاب}}: تحقق من التاريخ في: |سنة= (مساعدة)
127. ↑  المُستعصمي، مُحمَّد بن أيدمر (2014). الدُّرُّ الفريد وبيت القصيد. بيروت - لُبنان: دار الكُتُب العلميَّة. ج. المُجلَّد الخامس. ص. 261. مؤرشف من الأصل في 17 أبريل 2022. {{استشهاد بكتاب}}: تحقق من التاريخ في: |سنة= (مساعدة)
128. ↑  المعرِّي، أبو العلاء أحمد بن سُليمان التَّنُوخي. الفُصُول والغايات في تمجيد الله والمواعظ. بيروت - لُبنان: دار الآفاق الجديدة. ص. 273.
129. ↑  المعرِّي، أبو العلاء أحمد بن سُليمان التَّنُوخي. الفُصُول والغايات في تمجيد الله والمواعظ. بيروت - لُبنان: دار الآفاق الجديدة. ص. 297 - 298.
130. ↑  الجُندي، مُحمَّد سليم (1382هـ - 1962م). الجامع في أخبار أبي العلاء المعرِّي وآثاره (PDF). دمشق - سوريا: المجمع العلمي العربي. ج. الجُزء الأوَّل. ص. 286. مؤرشف من الأصل (PDF) في 27 يناير 2022. {{استشهاد بكتاب}}: تحقق من التاريخ في: |سنة= (مساعدة)
131. ↑  الميمني، عبد العزيز بن عبد الكريم بن يعقوب الراجكوتي الأثري (1424هـ - 2002م). أبو العلاء وما إليه (ط. الأولى). بيروت - لُبنان: دار الكُتُب العلميَّة. ص. 142 - 143. ISBN:2745136194. {{استشهاد بكتاب}}: تحقق من التاريخ في: |سنة= (مساعدة)
132. ↑  ابن العديم، كمال‌ الدين أبو القاسم عُمر بن أحمد بن هبة الله بن أبي جرادة العُقيلي الحلبي. الإنصاف والتحرِّي في دفع الظُلم والتجرِّي عن أبي العلاء المعرِّي. المكتبة الشاملة. ص. 11. مؤرشف من الأصل في 2022-01-24.
133. 1 2 3  الجُندي، مُحمَّد سليم (1382هـ - 1962م). الجامع في أخبار أبي العلاء المعرِّي وآثاره (PDF). دمشق - سوريا: المجمع العلمي العربي. ج. الجُزء الأوَّل. ص. 439 - 440. مؤرشف من الأصل (PDF) في 27 يناير 2022. {{استشهاد بكتاب}}: تحقق من التاريخ في: |سنة= (مساعدة)
134. 1 2 3  عبد الرحمٰن، عائشة (1384هـ - 1965م). أبو العلاء المعرِّي. القاهرة - مصر: المُؤسَّسة المصريَّة العامَّة للتأليف والأنباء والنشر. ص. 141 - 143. مؤرشف من الأصل في 30 يناير 2022. {{استشهاد بكتاب}}: تحقق من التاريخ في: |سنة= (مساعدة)
135. ↑  الجُندي، مُحمَّد سليم (1382هـ - 1962م). الجامع في أخبار أبي العلاء المعرِّي وآثاره (PDF). دمشق - سوريا: المجمع العلمي العربي. ج. الجُزء الأوَّل. ص. 430 - 431. مؤرشف من الأصل (PDF) في 27 يناير 2022. {{استشهاد بكتاب}}: تحقق من التاريخ في: |سنة= (مساعدة)
136. ↑  البطليوسي، أبو مُحمَّد عبد الله بن مُحمَّد بن السيِّد (1948). شُرُوح سقط الزند. القاهرة - مصر: مطبعة دار الكُتُب المصريَّة. ج. الجُزء الثالث. ص. 1196. مؤرشف من الأصل في 6 مارس 2022. {{استشهاد بكتاب}}: تحقق من التاريخ في: |سنة= (مساعدة)
137. ↑  البطليوسي، أبو مُحمَّد عبد الله بن مُحمَّد بن السيِّد (1948). شُرُوح سقط الزند. القاهرة - مصر: مطبعة دار الكُتُب المصريَّة. ج. الجُزء الرابع. ص. 1638 و1641. مؤرشف من الأصل في 6 مارس 2022. {{استشهاد بكتاب}}: تحقق من التاريخ في: |سنة= (مساعدة)
138. 1 2 3  الجُندي، مُحمَّد سليم (1382هـ - 1962م). الجامع في أخبار أبي العلاء المعرِّي وآثاره (PDF). دمشق - سوريا: المجمع العلمي العربي. ج. الجُزء الأوَّل. ص. 441 - 442. مؤرشف من الأصل (PDF) في 27 يناير 2022. {{استشهاد بكتاب}}: تحقق من التاريخ في: |سنة= (مساعدة)
139. ↑  خريباني، جعفر (1411هـ - 1991م). أبو العلاء المعرِّي: رهين المحبسين (ط. الأولى). بيروت - لُبنان: دار الكُتُب العلميَّة. ص. 22. مؤرشف من الأصل في 17 أبريل 2022. {{استشهاد بكتاب}}: تحقق من التاريخ في: |سنة= (مساعدة)
140. ↑  عطيَّة، شاهين بن منصور بن حنَّا (1894). رسائل أبي العلاء المعرِّي مع شرحها. بيروت: المطبعة الأدبيَّة. ص. 222. مؤرشف من الأصل في 17 أبريل 2022. {{استشهاد بكتاب}}: تحقق من التاريخ في: |سنة= (مساعدة)
141. ↑  الزِّركلي، خير الدين (2002). الأعلام (ط. الخامسة عشر). بيروت - لُبنان: دار العلم للملايين. ج. الجُزء الأوَّل. ص. 126. مؤرشف من الأصل في 17 أبريل 2022. {{استشهاد بكتاب}}: تحقق من التاريخ في: |سنة= (مساعدة)
142. ↑  الجُندي، مُحمَّد سليم (1382هـ - 1962م). الجامع في أخبار أبي العلاء المعرِّي وآثاره (PDF). دمشق - سوريا: المجمع العلمي العربي. ج. الجُزء الأوَّل. ص. 435. مؤرشف من الأصل (PDF) في 27 يناير 2022. {{استشهاد بكتاب}}: تحقق من التاريخ في: |سنة= (مساعدة)
143. 1 2 3  القفطي، جمال الدين أبو الحسن علي بن يُوسُف (1406هـ - 1982م). إنباه الرُواة على أنباه النُحاة (ط. الأولى). القاهرة وبيروت: دار الفكر العربي ومُؤسَّسة الكُتُب الثقافيَّة. ج. الجُزء الأوَّل. ص. 117. مؤرشف من الأصل في 20 آذار (مارس) 2022. {{استشهاد بكتاب}}: تحقق من التاريخ في: |سنة= و|تاريخ أرشيف= (مساعدة)
144. ↑  ابن خلِّكان، شمس الدين أبو العبَّاس أحمد بن مُحمَّد بن إبراهيم بن أبي بكر البرمكي الإربلي (1378هـ - 1978م). وفيَّات الأعيان وأنباء أبناء الزمان (PDF) (ط. الأولى). بيروت - لُبنان: دار صادر. ج. المُجلَّد الأوَّل. ص. 115. مؤرشف من الأصل (PDF) في 20 ديسمبر 2020. {{استشهاد بكتاب}}: تحقق من التاريخ في: |سنة= (مساعدة)
145. ↑  الحنبلي، ابن عادل (2011). اللِّباب في عُلُوم الكتاب. بيروت - لُبنان: دار الكُتُب العلمية. ج. الثاني عشر. ص. 251. مؤرشف من الأصل في 26 كانون الثاني (يناير) 2022. اطلع عليه بتاريخ 25 كانون الثاني (يناير) 2022. {{استشهاد بكتاب}}: تحقق من التاريخ في: |تاريخ الوصول=، |سنة=، و|تاريخ أرشيف= (مساعدة)
146. ↑  المعرِّي، أبو العلاء أحمد بن سُليمان التَّنُوخي. الفُصُول والغايات في تمجيد الله والمواعظ. بيروت - لُبنان: دار الآفاق الجديدة. ص. 97.
147. 1 2 3 4  الجُندي، مُحمَّد سليم (1382هـ - 1962م). الجامع في أخبار أبي العلاء المعرِّي وآثاره (PDF). دمشق - سوريا: المجمع العلمي العربي. ج. الجُزء الأوَّل. ص. 444 - 445. مؤرشف من الأصل (PDF) في 27 يناير 2022. {{استشهاد بكتاب}}: تحقق من التاريخ في: |سنة= (مساعدة)
148. ↑  الحموي، شهاب الدين أبو عبد الله ياقوت بن عبد الله (1414هـ - 1993م). إرشاد الأريب إلى معرفة الأديب (ط. الأولى). بيروت - لُبنان: دار الغرب الإسلامي. ص. 403 - 404. مؤرشف من الأصل في 25 آذار (مارس) 2022. {{استشهاد بكتاب}}: تحقق من التاريخ في: |سنة= و|تاريخ أرشيف= (مساعدة)
149. 1 2  ابن الوردي، زين الدين أبو حفص عُمر بن المُظفَّر بن عُمر المعرِّي الكندي (1417هـ - 1996م). تاريخ ابن الوردي (ط. الأولى). بيروت - لُبنان: دار الكُتُب العلميَّة. ج. الجُزء الأوَّل. ص. 347. مؤرشف من الأصل في 25 آذار (مارس) 2022. {{استشهاد بكتاب}}: تحقق من التاريخ في: |سنة= و|تاريخ أرشيف= (مساعدة)
150. ↑  ابن حجر العسقلاني، شهاب الدين أبو الفضل أحمد بن علي بن مُحمَّد (1390هـ - 1971م). لسان الميزان (ط. الثانية). بيروت - لُبنان: مؤسَّسة الأعلمي للمطبوعات. ج. الجُزء الأوَّل. ص. 205. مؤرشف من الأصل في 25 آذار (مارس) 2022. {{استشهاد بكتاب}}: تحقق من التاريخ في: |سنة= و|تاريخ أرشيف= (مساعدة)
151. ↑  العبَّاسي، أبو الفتح عبد الرحيم بن عبد الرحمٰن بن أحمد. معاهد التنصيص على شواهد التلخيص. بيروت - لُبنان: عالم الكُتُب. ج. الجُزء الأوَّل. ص. 141. مؤرشف من الأصل في 25 آذار (مارس) 2022. {{استشهاد بكتاب}}: تحقق من التاريخ في: |تاريخ أرشيف= (مساعدة)
152. 1 2 3  المروزي، أبو مُعين ناصر بن خسرو بن الحارث القبادیاني (1983). سفر نامه (ط. الثالثة). بيروت - لُبنان: دار الكتاب الجديد. ص. 46. مؤرشف من الأصل في 25 آذار (مارس) 2022. {{استشهاد بكتاب}}: تحقق من التاريخ في: |سنة= و|تاريخ أرشيف= (مساعدة)
153. ↑  البديعي، يُوسُف (1944). أوج التحرِّي عن حيثيَّة أبي العلاء المعرِّي. دمشق - سوريا: المعهد الإفرنسي بدمشق. ص. 38 - 39. مؤرشف من الأصل في 6 مارس 2022. {{استشهاد بكتاب}}: تحقق من التاريخ في: |سنة= (مساعدة)
154. 1 2  ضريح المعري بإدلب تحت قذائف النظام السوري (محفوظ). (31 كانون الأوَّل (ديسمبر) 2014).
155. ↑  عبد الوهَّاب عزَّام (1 يناير 1945). "في عيد المعرِّي". الرسالة (ورقي ممسوح ضوئياً). القاهرة: دار الرسالة. ع. 600. ص. 4. مؤرشف من الأصل في 17 أبريل 2022. اطلع عليه بتاريخ 25 آذار (مارس) 2022. {{استشهاد بمجلة}}: تحقق من التاريخ في: |تاريخ الوصول= و|تاريخ= (مساعدة)
156. ↑  مسلحون يقطعون رأس تمثال الشاعر أبو العلاء المعري في محافظة إدلب (محفوظ). (12 شُباط (فبراير) 2013).
157. ↑  معرة النعمان تحت سيطرة النظام السوري بعد معارك وقصف عنيف (محفوظ). (28 كانون الثاني (يناير) 2020).
158. ↑  بالصور.. ضريح أبي العلاء المعري بعد الدمار ونهب ميليشيات الأسد (محفوظ). (19 تشرين الأوَّل (أكتوبر) 2020).
159. ↑  أبو غدَّة، حسن (1420هـ - 1999). قضايا فقهيَّة في العلاقات الدوليَّة حال الحرب (ط. الأولى). الرياض - السعودية: مكتبة العبيكان. ص. 148 - 149. ISBN:9960206386. مؤرشف من الأصل في 17 أبريل 2022. {{استشهاد بكتاب}}: تحقق من التاريخ في: |سنة= (مساعدة)
160. ↑  ضيف، شوقي (1973). العصر العبَّاسي الثاني. القاهرة - مصر: دار المعارف. ص. 12. مؤرشف من الأصل في 17 أبريل 2022. {{استشهاد بكتاب}}: تحقق من التاريخ في: |سنة= (مساعدة)
161. 1 2 3  حُسين، طٰه (2014). تجديد ذكرى أبي العلاء (PDF) (ط. الثانية). مدينة نصر - مصر: مؤسسة هنداوي للتعليم والثقافة. ص. 43 - 45. ISBN:9789777196857. مؤرشف من الأصل (PDF) في 6 فبراير 2022. {{استشهاد بكتاب}}: تحقق من التاريخ في: |سنة= (مساعدة)
162. ↑  مجموعة من الباحثين. "قيام الدولة المرداسيَّة في حلب". الموسوعة التاريخيَّة: موجز مُرتَّب مُؤرِّخ لأحداث التاريخ الإسلامي مُنذُ مولد النبي الكريم ﷺ حتى عصرنا الحالي. الدُرر السُنيَّة. ج. الثالث. ربيع الأوَّل 1433هـ. ص. 329. مؤرشف من الأصل في 27 آذار (مارس) 2022. {{استشهاد بموسوعة}}: تحقق من التاريخ في: |تاريخ= و|تاريخ أرشيف= (مساعدة)
163. ↑  "السلجوقيُّون". الموسوعة الفلسطينيَّة. هيئة الموسوعة الفلسطينيَّة. 3 آب (أغسطس) 2014. مؤرشف من الأصل في 27 آذار (مارس) 2022. {{استشهاد بموسوعة}}: تحقق من التاريخ في: |تاريخ= و|تاريخ أرشيف= (مساعدة)
164. ↑  الجُندي، مُحمَّد سليم (1382هـ - 1962م). الجامع في أخبار أبي العلاء المعرِّي وآثاره (PDF). دمشق - سوريا: المجمع العلمي العربي. ج. الجُزء الأوَّل. ص. 99 - 100. مؤرشف من الأصل (PDF) في 27 يناير 2022. {{استشهاد بكتاب}}: تحقق من التاريخ في: |سنة= (مساعدة)
165. 1 2  الجُندي، مُحمَّد سليم (1382هـ - 1962م). الجامع في أخبار أبي العلاء المعرِّي وآثاره (PDF). دمشق - سوريا: المجمع العلمي العربي. ج. الجُزء الأوَّل. ص. 111 - 112. مؤرشف من الأصل (PDF) في 27 يناير 2022. {{استشهاد بكتاب}}: تحقق من التاريخ في: |سنة= (مساعدة)
166. ↑  أمين، أحمد (2020). ظُهر الإسلام. بيروت - لُبنان: دار القلم. ص. 284. مؤرشف من الأصل في 17 أبريل 2022. {{استشهاد بكتاب}}: تحقق من التاريخ في: |سنة= (مساعدة)
167. ↑  المعرِّي، أبو العلاء أحمد بن سُليمان التَّنُوخي (2001). اللُّزُوميَّات. بيروت - لُبنان: دار الكُتُب العلميَّة. ج. الثاني. ص. 3. مؤرشف من الأصل في 17 أبريل 2022. {{استشهاد بكتاب}}: تحقق من التاريخ في: |سنة= (مساعدة)
168. ↑  المعرِّي، أبو العلاء أحمد بن سُليمان التَّنُوخي (1421هـ - 2000م). اللُّزوميَّات. بيروت - لُبنان: دار الأرقم. ج. الأوَّل. ص. 332. مؤرشف من الأصل في 27 مارس 2022. {{استشهاد بكتاب}}: تحقق من التاريخ في: |سنة= (مساعدة)
169. ↑  ابن الأثير الجزري، عزّ الدين أبي الحسن علي بن مُحمَّد بن عبد الكريم (1417هـ - 1997م). الكامل في التاريخ (ط. الأولى). بيروت - لُبنان: دار الكتاب العربي. ج. السابع. ص. 321. مؤرشف من الأصل في 28 آذار (مارس) 2022. {{استشهاد بكتاب}}: تحقق من التاريخ في: |سنة= و|تاريخ أرشيف= (مساعدة)
170. ↑  ابن الأثير الجزري، عزّ الدين أبي الحسن علي بن مُحمَّد بن عبد الكريم (1417هـ - 1997م). الكامل في التاريخ (ط. الأولى). بيروت - لُبنان: دار الكتاب العربي. ج. السابع. ص. 403. مؤرشف من الأصل في 28 آذار (مارس) 2022. {{استشهاد بكتاب}}: تحقق من التاريخ في: |سنة= و|تاريخ أرشيف= (مساعدة)
171. ↑  ابن الأثير الجزري، عزّ الدين أبي الحسن علي بن مُحمَّد بن عبد الكريم (1417هـ - 1997م). الكامل في التاريخ (ط. الأولى). بيروت - لُبنان: دار الكتاب العربي. ج. السابع. ص. 416. مؤرشف من الأصل في 28 آذار (مارس) 2022. {{استشهاد بكتاب}}: تحقق من التاريخ في: |سنة= و|تاريخ أرشيف= (مساعدة)
172. ↑  ابن الأثير الجزري، عزّ الدين أبي الحسن علي بن مُحمَّد بن عبد الكريم (1417هـ - 1997م). الكامل في التاريخ (ط. الأولى). بيروت - لُبنان: دار الكتاب العربي. ج. السابع. ص. 466. مؤرشف من الأصل في 28 آذار (مارس) 2022. {{استشهاد بكتاب}}: تحقق من التاريخ في: |سنة= و|تاريخ أرشيف= (مساعدة)
173. ↑  ابن الأثير الجزري، عزّ الدين أبي الحسن علي بن مُحمَّد بن عبد الكريم (1417هـ - 1997م). الكامل في التاريخ (ط. الأولى). بيروت - لُبنان: دار الكتاب العربي. ج. السابع. ص. 765 - 766. مؤرشف من الأصل في 29 آذار (مارس) 2022. {{استشهاد بكتاب}}: تحقق من التاريخ في: |سنة= و|تاريخ أرشيف= (مساعدة)
174. 1 2  الجُندي، مُحمَّد سليم (1382هـ - 1962م). الجامع في أخبار أبي العلاء المعرِّي وآثاره (PDF). دمشق - سوريا: المجمع العلمي العربي. ج. الجُزء الأوَّل. ص. 118. مؤرشف من الأصل (PDF) في 27 يناير 2022. {{استشهاد بكتاب}}: تحقق من التاريخ في: |سنة= (مساعدة)
175. ↑  المعرِّي، أبو العلاء أحمد بن سُليمان التَّنُوخي (2001). اللُّزُوميَّات. بيروت - لُبنان: دار الكُتُب العلميَّة. ج. الثاني. ص. 364. مؤرشف من الأصل في 29 مارس 2022. {{استشهاد بكتاب}}: تحقق من التاريخ في: |سنة= (مساعدة)
176. 1 2 3 4 5 6  الجُندي، مُحمَّد سليم (1382هـ - 1962م). الجامع في أخبار أبي العلاء المعرِّي وآثاره (PDF). دمشق - سوريا: المجمع العلمي العربي. ج. الجُزء الأوَّل. ص. 127؛ 129 - 131. مؤرشف من الأصل (PDF) في 27 يناير 2022. {{استشهاد بكتاب}}: تحقق من التاريخ في: |سنة= (مساعدة)
177. 1 2 3  عبُّود، مارون (2019). أبو العلاء المعرِّي: زوبعة الدُهُور (ط. الأولى). مدينة نصر - مصر: مؤسسة هنداوي للتعليم والثقافة. ص. 80. ISBN:9781527318984. مؤرشف من الأصل في 29 مارس 2022. {{استشهاد بكتاب}}: تحقق من التاريخ في: |سنة= (مساعدة)
178. 1 2 3 4 5  الجُندي، مُحمَّد سليم (1382هـ - 1962م). الجامع في أخبار أبي العلاء المعرِّي وآثاره (PDF). دمشق - سوريا: المجمع العلمي العربي. ج. الجُزء الأوَّل. ص. 124 - 126. مؤرشف من الأصل (PDF) في 27 يناير 2022. {{استشهاد بكتاب}}: تحقق من التاريخ في: |سنة= (مساعدة)
179. ↑  الذهبي، شمس الدين أبو عبد الله مُحمَّد بن أحمد بن عُثمان بن قايماز (1413هـ - 1993م). تاريخ الإسلام ووفيَّات المشاهير والأعلام (ط. الثانية). بيروت - لُبنان: دار الكتاب العربي. ج. السادس والعُشرون. ص. 473. مؤرشف من الأصل في 30 آذار (مارس) 2022. {{استشهاد بكتاب}}: تحقق من التاريخ في: |سنة= و|تاريخ أرشيف= (مساعدة)
180. ↑  ابن تغري بردي، أبو المحاسن جمال الدين يُوسُف. النُجُوم الزاهرة في مُلُوك مصر والقاهرة. القاهرة - مصر: وزارة الثقافة والإرشاد القومي. ج. الرابع. ص. 142. مؤرشف من الأصل في 30 آذار (مارس) 2022. {{استشهاد بكتاب}}: تحقق من التاريخ في: |تاريخ أرشيف= (مساعدة)
181. ↑  ابن منظور، أبو الفضل جمال الدين مُحمَّد بن مكرم بن علي الأنصاري الرويفعي الإفريقي (1414هـ). لسان العرب (ط. الثالثة). بيروت - لُبنان: دار صادر. ج. الثالث. ص. 197. مؤرشف من الأصل في 31 آذار (مارس) 2022. {{استشهاد بكتاب}}: تحقق من التاريخ في: |سنة= و|تاريخ أرشيف= (مساعدة)
182. ↑  الغزَّالي، أبو حامد زين الدين مُحمَّد بن مُحمَّد. إحياء عُلُوم الدين. بيروت - لُبنان: دار المعرفة. ج. الرابع. ص. 227. مؤرشف من الأصل في 31 آذار (مارس) 2022. {{استشهاد بكتاب}}: تحقق من التاريخ في: |تاريخ أرشيف= (مساعدة)
183. ↑  الغزَّالي، أبو حامد زين الدين مُحمَّد بن مُحمَّد. إحياء عُلُوم الدين. بيروت - لُبنان: دار المعرفة. ج. الرابع. ص. 228. مؤرشف من الأصل في 31 آذار (مارس) 2022. {{استشهاد بكتاب}}: تحقق من التاريخ في: |تاريخ أرشيف= (مساعدة)
184. ↑  الأصبهاني، أبو نُعيم أحمد بن عبـد الله بن أحمد (1409هـ). حلية الأولياء وطبقات الأصفياء (ط. الثالثة). بيروت - لُبنان: دار الكُتُب العلميَّة. ج. التاسع. ص. 258. مؤرشف من الأصل في 31 آذار (مارس) 2022. {{استشهاد بكتاب}}: تحقق من التاريخ في: |سنة= و|تاريخ أرشيف= (مساعدة)
185. ↑  ابن تيمية، تقيُّ الدين أبو العبَّاس أحمد بن عبد الحليم بن عبد السلام الحرَّاني. مجموعة الرسائل والمسائل. لجنة التُراث العربي. ج. الأوَّل. ص. 220. مؤرشف من الأصل في 31 آذار (مارس) 2022. {{استشهاد بكتاب}}: تحقق من التاريخ في: |تاريخ أرشيف= (مساعدة)
186. ↑  الجُندي، مُحمَّد سليم (1382هـ - 1962م). الجامع في أخبار أبي العلاء المعرِّي وآثاره (PDF). دمشق - سوريا: المجمع العلمي العربي. ج. الجُزء الأوَّل. ص. 326. مؤرشف من الأصل (PDF) في 27 يناير 2022. {{استشهاد بكتاب}}: تحقق من التاريخ في: |سنة= (مساعدة)
187. ↑  الخولي، أمين (2020). رأي في أبي العلاء: الرَّجل الذي وجد نفسه (PDF). مدينة نصر - مصر: مؤسسة هنداوي للتعليم والثقافة. ص. 68. ISBN:9781527321458. مؤرشف من الأصل (PDF) في 17 أبريل 2022. {{استشهاد بكتاب}}: تحقق من التاريخ في: |سنة= (مساعدة)
188. ↑  المعرِّي، أبو العلاء أحمد بن سُليمان التَّنُوخي (1421هـ - 2000م). اللُّزُوميَّات. بيروت - لُبنان: دار الأرقم. ج. الأوَّل. ص. 230 - 231. مؤرشف من الأصل في 17 أبريل 2022. {{استشهاد بكتاب}}: تحقق من التاريخ في: |سنة= (مساعدة)
189. ↑  العقَّاد، عبَّاس محمود (2013). أبو العلاء (PDF). مدينة نصر - مصر: مؤسسة هنداوي للتعليم والثقافة. ص. 16. ISBN:9789777194181. مؤرشف من الأصل (PDF) في 31 مارس 2022. {{استشهاد بكتاب}}: تحقق من التاريخ في: |سنة= (مساعدة)
190. ↑  الحموي، شهاب الدين أبو عبد الله ياقوت بن عبد الله (1414هـ - 1993م). إرشاد الأريب إلى معرفة الأديب (ط. الأولى). بيروت - لُبنان: دار الغرب الإسلامي. ص. 343 و345. مؤرشف من الأصل في 31 آذار (مارس) 2022. {{استشهاد بكتاب}}: تحقق من التاريخ في: |سنة= و|تاريخ أرشيف= (مساعدة)
191. ↑  الحموي، شهاب الدين أبو عبد الله ياقوت بن عبد الله (1414هـ - 1993م). إرشاد الأريب إلى معرفة الأديب (ط. الأولى). بيروت - لُبنان: دار الغرب الإسلامي. ص. 349. مؤرشف من الأصل في 31 آذار (مارس) 2022. {{استشهاد بكتاب}}: تحقق من التاريخ في: |سنة= و|تاريخ أرشيف= (مساعدة)
192. ↑  ابن الجوزي، جمال الدين أبو الفرج عبد الرحمٰن بن علي بن مُحمَّد القُرشي (1412هـ - 1992م). المُنتظم في تاريخ المُلُوك والأمم (ط. الأولى). بيروت - لُبنان: دار الكُتُب العلميَّة. ج. السادس عشر. ص. 22. مؤرشف من الأصل في 31 آذار (مارس) 2022. {{استشهاد بكتاب}}: تحقق من التاريخ في: |سنة= و|تاريخ أرشيف= (مساعدة)
193. ↑  المعرِّي، أبو العلاء أحمد بن سُليمان التَّنُوخي (1421هـ - 2000م). اللُّزُوميَّات. بيروت - لُبنان: دار الأرقم. ج. الأوَّل. ص. 11. مؤرشف من الأصل في 31 مارس 2022. {{استشهاد بكتاب}}: تحقق من التاريخ في: |سنة= (مساعدة)
194. ↑  الجُندي، مُحمَّد سليم (1382هـ - 1962م). الجامع في أخبار أبي العلاء المعرِّي وآثاره (PDF). دمشق - سوريا: المجمع العلمي العربي. ج. الجُزء الأوَّل. ص. 302 - 303. مؤرشف من الأصل (PDF) في 27 يناير 2022. {{استشهاد بكتاب}}: تحقق من التاريخ في: |سنة= (مساعدة)
195. ↑  المعرِّي، أبو العلاء أحمد بن سُليمان التَّنُوخي (1421هـ - 2000م). اللُّزوميَّات. بيروت - لُبنان: دار الأرقم. ج. الأوَّل. ص. 130. مؤرشف من الأصل في 17 أبريل 2022. {{استشهاد بكتاب}}: تحقق من التاريخ في: |سنة= (مساعدة)
196. ↑  الحموي، شهاب الدين أبو عبد الله ياقوت بن عبد الله (1414هـ - 1993م). إرشاد الأريب إلى معرفة الأديب (ط. الأولى). بيروت - لُبنان: دار الغرب الإسلامي. ص. 326. مؤرشف من الأصل في 2 نيسان (أبريل) 2022. {{استشهاد بكتاب}}: تحقق من التاريخ في: |سنة= و|تاريخ أرشيف= (مساعدة)
197. ↑  ابن العديم، كمال‌ الدين أبو القاسم عُمر بن أحمد بن هبة الله بن أبي جرادة العُقيلي الحلبي. الإنصاف والتحرِّي في دفع الظُلم والتجرِّي عن أبي العلاء المعرِّي. المكتبة الشاملة. ص. 49. مؤرشف من الأصل في 2022-01-24.
198. ↑  حُسين، مُحمَّد كامل (2014). في أدب مصر الفاطميَّة (PDF). مدينة نصر - مصر: مؤسسة هنداوي للتعليم والثقافة. ص. 95. ISBN:9789777680752. مؤرشف من الأصل (PDF) في 17 أبريل 2022. {{استشهاد بكتاب}}: تحقق من التاريخ في: |سنة= (مساعدة)
199. ↑  المعرِّي، أبو العلاء أحمد بن سُليمان التَّنُوخي (2007). سقط الزند. بيروت - لُبنان: دار الكُتُب العلميَّة. ص. 296 - 297. ISBN:9782745155900. مؤرشف من الأصل في 2 أبريل 2022. {{استشهاد بكتاب}}: تحقق من التاريخ في: |سنة= (مساعدة)
200. ↑  المعرِّي، أبو العلاء أحمد بن سُليمان التَّنُوخي (2020). رسالة الهناء (PDF). مدينة نصر - مصر: مؤسسة هنداوي للتعليم والثقافة. ص. 11. ISBN:9781527319639. مؤرشف من الأصل (PDF) في 2022-04-17.
201. ↑  الحموي، شهاب الدين أبو عبد الله ياقوت بن عبد الله (1414هـ - 1993م). إرشاد الأريب إلى معرفة الأديب (ط. الأولى). بيروت - لُبنان: دار الغرب الإسلامي. ص. 345. مؤرشف من الأصل في 3 نيسان (أبريل) 2022. {{استشهاد بكتاب}}: تحقق من التاريخ في: |سنة= و|تاريخ أرشيف= (مساعدة)
202. ↑  حُسين، طٰه؛ السقَّا، مُصطفى؛ محمود، عبد الرحيم؛ هارون، عبد السلام؛ الإبياري، إبراهيم؛ عبد المجيد، حامد، المحررون (1384هـ - 1965م). تعريف القُدماء بِأبي العلاء. القاهرة - مصر: الدار القوميَّة للطباعة والنشر. ص. 524. {{استشهاد بكتاب}}: تحقق من التاريخ في: |سنة= (مساعدة)
203. ↑  ابن العديم، كمال‌ الدين أبو القاسم عُمر بن أحمد بن هبة الله بن أبي جرادة العُقيلي الحلبي. بُغية الطلب في تاريخ حلب. دمشق - سوريا: دار الفكر. ج. الثاني. ص. 896 - 897. مؤرشف من الأصل في 3 نيسان (أبريل) 2022. {{استشهاد بكتاب}}: تحقق من التاريخ في: |تاريخ أرشيف= (مساعدة)
204. 1 2  الجُندي، مُحمَّد سليم (1382هـ - 1962م). الجامع في أخبار أبي العلاء المعرِّي وآثاره (PDF). دمشق - سوريا: المجمع العلمي العربي. ج. الجُزء الأوَّل. ص. 319 - 320. مؤرشف من الأصل (PDF) في 27 يناير 2022. {{استشهاد بكتاب}}: تحقق من التاريخ في: |سنة= (مساعدة)
205. ↑  المعرِّي، أبو العلاء أحمد بن سُليمان التَّنُوخي (2001). اللُّزُوميَّات. بيروت - لُبنان: دار الكُتُب العلميَّة. ج. الثاني. ص. 204. مؤرشف من الأصل في 17 أبريل 2022. {{استشهاد بكتاب}}: تحقق من التاريخ في: |سنة= (مساعدة)
206. ↑  ابن منظور، أبو الفضل جمال الدين مُحمَّد بن مكرم بن علي الأنصاري الرويفعي الإفريقي (1414هـ). لسان العرب (ط. الثالثة). بيروت - لُبنان: دار صادر. ج. الجُزء السابع. ص. 314. مؤرشف من الأصل في 5 نيسان (أبريل) 2022. {{استشهاد بكتاب}}: تحقق من التاريخ في: |سنة= و|تاريخ أرشيف= (مساعدة)
207. ↑  ابن قيم الجوزية، أَبُو عَبْدِ الله شَمْسُ الدَِينِ مُحَمَّدٌ بن أبي بكرٍ بن أيُّوب. مفتاح دار السعادة ومنشور ولاية العلم والإرادة. بيروت - لُبنان: دار الكُتُب العلميَّة. ج. الثاني. ص. 245. مؤرشف من الأصل في 5 نيسان (أبريل) 2022. {{استشهاد بكتاب}}: تحقق من التاريخ في: |تاريخ أرشيف= (مساعدة)
208. ↑  مجموعة مُؤلفين (1379هـ - 1960م). المُعجم الوسيط (ط. الأولى). القاهرة - مصر: مجمع اللغة العربية بالقاهرة. ج. الثاني. ص. 574. مؤرشف من الأصل في 5 نيسان (أبريل) 2022. {{استشهاد بكتاب}}: تحقق من التاريخ في: |سنة= و|تاريخ أرشيف= (مساعدة)
209. ↑  الجُندي، مُحمَّد سليم (1382هـ - 1962م). الجامع في أخبار أبي العلاء المعرِّي وآثاره (PDF). دمشق - سوريا: المجمع العلمي العربي. ج. الجُزء الأوَّل. ص. 334. مؤرشف من الأصل (PDF) في 27 يناير 2022. {{استشهاد بكتاب}}: تحقق من التاريخ في: |سنة= (مساعدة)
210. ↑  كيلاني، كامل (2011). الوعظ القصصي والوعظ الكاذب ومقالات أُخرى (PDF). مدينة نصر - مصر: مؤسسة هنداوي للتعليم والثقافة. ص. 197. ISBN:9789777190312. مؤرشف من الأصل (PDF) في 17 أبريل 2022. {{استشهاد بكتاب}}: تحقق من التاريخ في: |سنة= (مساعدة)
211. ↑  الأمين، حسن (1409هـ - 1989م). مُستدركات أعيان الشيعة (ط. الأولى). بيروت - لُبنان: دار التعارف للمطبوعات. ص. 255. مؤرشف من الأصل في 17 أبريل 2022. {{استشهاد بكتاب}}: تحقق من التاريخ في: |سنة= (مساعدة)
212. ↑  الفاخوري، حنَّا (1987). تاريخ الأدب العربي (ط. الثانية عشرة). جونية - لُبنان: المكتبة البولسيَّة. ص. 679. مؤرشف من الأصل في 5 أبريل 2022. {{استشهاد بكتاب}}: تحقق من التاريخ في: |سنة= (مساعدة)
213. ↑  المعرِّي والخيِّام من منظور المُفكِّر العُثماني التُركي رضا توفيق: تحليل تقابلي (محفوظ). (28 حُزيران (يونيو) 2015).
214. 1 2 3 4  الجُندي، مُحمَّد سليم (1382هـ - 1962م). الجامع في أخبار أبي العلاء المعرِّي وآثاره (PDF). دمشق - سوريا: المجمع العلمي العربي. ج. الجُزء الأوَّل. ص. 340. مؤرشف من الأصل (PDF) في 27 يناير 2022. {{استشهاد بكتاب}}: تحقق من التاريخ في: |سنة= (مساعدة)
215. ↑  المعرِّي، أبو العلاء أحمد بن سُليمان التَّنُوخي (1325هـ - 1907م). رسالة الغُفران (ط. الأولى). القاهرة - مصر: مطبعة أمين هنديَّة. ص. 161. مؤرشف من الأصل في 5 نيسان (أبريل) 2022. {{استشهاد بكتاب}}: تحقق من التاريخ في: |سنة= و|تاريخ أرشيف= (مساعدة)
216. ↑  المعرِّي، أبو العلاء أحمد بن سُليمان التَّنُوخي (1915). اللُّزُوميَّات. القاهرة - مصر: مطبعة الجمَّاليَّة. ج. الأوَّل. ص. 302. مؤرشف من الأصل في 17 أبريل 2022. {{استشهاد بكتاب}}: تحقق من التاريخ في: |سنة= (مساعدة)
217. ↑  المعرِّي، أبو العلاء أحمد بن سُليمان التَّنُوخي (2001). اللُّزُوميَّات. بيروت - لُبنان: دار الكُتُب العلميَّة. ج. الثاني. ص. 84. مؤرشف من الأصل في 6 أبريل 2022. {{استشهاد بكتاب}}: تحقق من التاريخ في: |سنة= (مساعدة)
218. ↑  كيلاني، كامل (2011). الوعظ القصصي والوعظ الكاذب ومقالات أُخرى (PDF). مدينة نصر - مصر: مؤسسة هنداوي للتعليم والثقافة. ص. 202. ISBN:9789777190312. مؤرشف من الأصل (PDF) في 17 أبريل 2022. {{استشهاد بكتاب}}: تحقق من التاريخ في: |سنة= (مساعدة)
219. 1 2 3  الجُندي، مُحمَّد سليم (1382هـ - 1962م). الجامع في أخبار أبي العلاء المعرِّي وآثاره (PDF). دمشق - سوريا: المجمع العلمي العربي. ج. الجُزء الأوَّل. ص. 341 - 345. مؤرشف من الأصل (PDF) في 27 يناير 2022. {{استشهاد بكتاب}}: تحقق من التاريخ في: |سنة= (مساعدة)
220. ↑  المُبرِّد، أبو العبَّاس مُحمَّد بن يزيد بن عبد الأكبر (1417هـ - 1997م). الكامل في اللُّغة والأدب (ط. الثالثة). القاهرة - مصر: دار الفكر العربي. ج. الأوَّل. ص. 125. مؤرشف من الأصل في 5 نيسان (أبريل) 2022. {{استشهاد بكتاب}}: تحقق من التاريخ في: |سنة= و|تاريخ أرشيف= (مساعدة)
221. ↑  ابن أبي الحديد، عز الدين أبو حامد عبد الحميد بن هبة الله. شرح نهج البلاغة (PDF). ج. السابع. ص. 105. مؤرشف من الأصل (PDF) في 2022-04-17.
222. 1 2 3 4  الجُندي، مُحمَّد سليم (1382هـ - 1962م). الجامع في أخبار أبي العلاء المعرِّي وآثاره (PDF). دمشق - سوريا: المجمع العلمي العربي. ج. الجُزء الأوَّل. ص. 345 - 347. مؤرشف من الأصل (PDF) في 27 يناير 2022. {{استشهاد بكتاب}}: تحقق من التاريخ في: |سنة= (مساعدة)
223. ↑  مظهر، إسماعيل (2017). تاريخ الفكر العربي (PDF). مدينة نصر - مصر: مؤسسة هنداوي للتعليم والثقافة. ص. 115. ISBN:9781527313569. مؤرشف من الأصل (PDF) في 17 أبريل 2022. {{استشهاد بكتاب}}: تحقق من التاريخ في: |سنة= (مساعدة)
224. ↑  عبُّود، مارون (2019). أبو العلاء المعرِّي: زوبعة الدُهُور (PDF) (ط. الأولى). مدينة نصر - مصر: مؤسسة هنداوي للتعليم والثقافة. ص. 88. مؤرشف من الأصل (PDF) في 9 أبريل 2022. {{استشهاد بكتاب}}: تحقق من التاريخ في: |سنة= (مساعدة)
225. ↑  الجبوري، عماد الدين. التناقضات: دراسة تحليلية للفكرين الديني والفلسفي. E-Kutub Ltd. ص. 75. ISBN:9781780581040. مؤرشف من الأصل في 2022-04-17.
226. 1 2 3 4 5  الجُندي، مُحمَّد سليم (1382هـ - 1962م). الجامع في أخبار أبي العلاء المعرِّي وآثاره (PDF). دمشق - سوريا: المجمع العلمي العربي. ج. الجُزء الأوَّل. ص. 360 - 362. مؤرشف من الأصل (PDF) في 27 يناير 2022. {{استشهاد بكتاب}}: تحقق من التاريخ في: |سنة= (مساعدة)
227. 1 2 3 4  توحيدي فر، نرجس (1432هـ - 2011م). أبو العلاء المعرِّي: دراسة في مُعتقداته الدينيَّة (ط. الأولى). بيروت - لُبنان: دار صادر. ص. 94 - 95. {{استشهاد بكتاب}}: تحقق من التاريخ في: |سنة= (مساعدة)
228. ↑  البطليوسي، أبو مُحمَّد عبد الله بن مُحمَّد بن السيِّد (2013). شرح المُختار من لُزُوميَّات أبي العلاء المعرِّي. بيروت - لُبنان: دار الكُتُب العلميَّة. ص. 66 - 68. ISBN:9782745177643. مؤرشف من الأصل في 9 أبريل 2022. {{استشهاد بكتاب}}: تحقق من التاريخ في: |سنة= (مساعدة)
229. ↑  ميلاد، محمود مُحمَّد (1424هـ - 2004م). رؤية نفسيَّة لروائع مُختارة من الشعر العربي (ط. الأولى). عمَّان - الأُردُن: دار عمَّار للنشر والتوزيع. ص. 289. مؤرشف من الأصل في 17 أبريل 2022. {{استشهاد بكتاب}}: تحقق من التاريخ في: |سنة= (مساعدة)
230. ↑  المنفلوطي، مُصطفى لُطفي (2015). مُختارات المنفلوطي. بيروت - لُبنان: دار الكُتُب العلميَّة. ص. 25. ISBN:9782745123886. مؤرشف من الأصل في 9 أبريل 2022. {{استشهاد بكتاب}}: تحقق من التاريخ في: |سنة= (مساعدة)
231. ↑  خريباني، جعفر (1411هـ - 1991م). أبو العلاء المعرِّي: رهين المحبسين (ط. الأولى). بيروت - لُبنان: دار الكُتُب العلميَّة. ص. 91. مؤرشف من الأصل في 9 أبريل 2022. {{استشهاد بكتاب}}: تحقق من التاريخ في: |سنة= (مساعدة)
232. ↑  ابن الجوزي، جمال الدين أبو الفرج عبد الرحمٰن بن علي بن مُحمَّد القُرشي (1412هـ - 1992م). المُنتظم في تاريخ المُلُوك والأمم (ط. الأولى). بيروت - لُبنان: دار الكُتُب العلميَّة. ج. السادس عشر. ص. 23. مؤرشف من الأصل في 10 نيسان (أبريل) 2022. {{استشهاد بكتاب}}: تحقق من التاريخ في: |سنة= و|تاريخ أرشيف= (مساعدة)
233. ↑  الصَّفدي، صلاح الدين أبو الصَّفاء خليل بن أيبك بن عبد الله (2016). الغيث المُسجَّم في شرح لاميَّة العجم (ط. جديدة مُصحَّحة). بيروت - لُبنان: دار الكُتُب العلميَّة. ج. الثاني. ص. 420. مؤرشف من الأصل في 17 أبريل 2022. {{استشهاد بكتاب}}: تحقق من التاريخ في: |سنة= (مساعدة)
234. ↑  الذهبي، شمس الدين أبو عبد الله مُحمَّد بن أحمد بن عُثمان بن قايماز (1405هـ - 1985م). سير أعلام النُبلاء (ط. الثالثة). بيروت - لُبنان: دار الكتاب العربي. ج. السابع عشر. ص. 120. مؤرشف من الأصل في 10 نيسان (أبريل) 2022. {{استشهاد بكتاب}}: تحقق من التاريخ في: |سنة= و|تاريخ أرشيف= (مساعدة)
235. ↑  ابن قيم الجوزية، أَبُو عَبْدِ الله شَمْسُ الدَِينِ مُحَمَّدٌ بن أبي بكرٍ بن أيُّوب. طريق الهجرتين وباب السعادتين. بيروت - لُبنان: دار السلفيَّة. ص. 157. مؤرشف من الأصل في 12 نيسان (أبريل) 2022. {{استشهاد بكتاب}}: تحقق من التاريخ في: |تاريخ أرشيف= (مساعدة)
236. ↑  ابن الجوزي، جمال الدين أبو الفرج عبد الرحمٰن بن علي بن مُحمَّد القُرشي (1421هـ - 2001م). تلبيس إبليس (ط. الأولى). بيروت - لُبنان: دار الفكر للطباعة والنشر. ص. 100. مؤرشف من الأصل في 11 نيسان (أبريل) 2022. {{استشهاد بكتاب}}: تحقق من التاريخ في: |سنة= و|تاريخ أرشيف= (مساعدة)
237. ↑  ابن الجوزي، جمال الدين أبو الفرج عبد الرحمٰن بن علي بن مُحمَّد القُرشي (1421هـ - 2001م). تلبيس إبليس (ط. الأولى). بيروت - لُبنان: دار الفكر للطباعة والنشر. ص. 72. مؤرشف من الأصل في 11 نيسان (أبريل) 2022. {{استشهاد بكتاب}}: تحقق من التاريخ في: |سنة= و|تاريخ أرشيف= (مساعدة)
238. ↑  ابن كثير الدمشقي، عماد الدين أبو الفداء إسماعيل بن عُمر (1408هـ - 1988م). البداية والنهاية (ط. الأولى). بيروت - لُبنان: دار إحياء التٌراث العربي. ج. الجُزء الثاني عشر. ص. 93. مؤرشف من الأصل في 12 نيسان (أبريل) 2022م. {{استشهاد بكتاب}}: تحقق من التاريخ في: |سنة= و|تاريخ أرشيف= (مساعدة)
239. ↑  الصَّفدي، صلاح الدين أبو الصَّفاء خليل بن أيبك بن عبد الله (1428هـ - 2007م). نكث الهميان في نُكت العميان (ط. الأولى). بيروت - لُبنان: دار الكُتُب العلميَّة. ص. 83. مؤرشف من الأصل في 12 نيسان (أبريل) 2022. {{استشهاد بكتاب}}: تحقق من التاريخ في: |سنة= و|تاريخ أرشيف= (مساعدة)
240. ↑  العبَّاسي، أبو الفتح عبد الرحيم بن عبد الرحمٰن بن أحمد. معاهد التنصيص على شواهد التلخيص. بيروت - لُبنان: عالم الكُتُب. ج. الجُزء الأوَّل. ص. 139. مؤرشف من الأصل في 15 نيسان (أبريل) 2022. {{استشهاد بكتاب}}: تحقق من التاريخ في: |تاريخ أرشيف= (مساعدة)
241. ↑  توحيدي فر، نرجس (1432هـ - 2011م). أبو العلاء المعرِّي: دراسة في مُعتقداته الدينيَّة (ط. الأولى). بيروت - لُبنان: دار صادر. ص. 65 - 66. {{استشهاد بكتاب}}: تحقق من التاريخ في: |سنة= (مساعدة)
242. ↑  عبد الرحمٰن، عائشة (1983م). مع أبي العلاء في رحلة حياته. بيروت - لُبنان: دار الكتاب العربي. ص. 264 - 265. {{استشهاد بكتاب}}: تحقق من التاريخ في: |سنة= (مساعدة)
243. ↑  حُسين، طٰه (2014). مع أبي العلاء في سجنه (PDF) (ط. الثانية). مدينة نصر - مصر: مؤسسة هنداوي للتعليم والثقافة. ص. 30. ISBN:9789777197380. مؤرشف من الأصل (PDF) في 17 أبريل 2022. {{استشهاد بكتاب}}: تحقق من التاريخ في: |سنة= (مساعدة)
244. ↑  ضيف، شوقي. فُصُولٌ في الشعر ونقده (ط. الثالثة). بيروت - لُبنان: دار المعارف. ج. الأوَّل. ص. 132.
245. 1 2 3  الجُندي، مُحمَّد سليم (1382هـ - 1962م). الجامع في أخبار أبي العلاء المعرِّي وآثاره (PDF). دمشق - سوريا: المجمع العلمي العربي. ج. الجُزء الأوَّل. ص. 387 - 390. مؤرشف من الأصل (PDF) في 27 يناير 2022. {{استشهاد بكتاب}}: تحقق من التاريخ في: |سنة= (مساعدة)
246. ↑  الذهبي، شمس الدين أبو عبد الله مُحمَّد بن أحمد بن عُثمان بن قايماز (1405هـ - 1985م). سير أعلام النُبلاء (ط. الثالثة). بيروت - لُبنان: دار الكتاب العربي. ج. الثامن عشر. ص. 33 - 34. مؤرشف من الأصل في 14 نيسان (أبريل) 2022. {{استشهاد بكتاب}}: تحقق من التاريخ في: |سنة= و|تاريخ أرشيف= (مساعدة)
247. ↑  المُحبِّي، مُحمَّد أمين بن فضل الله بن مُحمَّد (1431هـ - 2021م). ما يُعوَّل عليه في المُضاف والمُضاف إليه. الرياض - السُعُوديَّة: جامعة الإمام محمد بن سعود الإسلامية. ص. 2758. ISBN:9789960049465. {{استشهاد بكتاب}}: تحقق من التاريخ في: |سنة= (مساعدة)
248. ↑  ابن قُتيبة الدِّينوريّ، أبو مُحمَّد عبد الله بن عبد المجيد بن مُسلم. الأشربة وذكر اختلاف الناس فيها. القاهرة - مصر: مكتبة زهراء الشرق. ص. 160. مؤرشف من الأصل في 14 نيسان (أبريل) 2022. {{استشهاد بكتاب}}: تحقق من التاريخ في: |تاريخ أرشيف= (مساعدة)
249. ↑  الجُندي، مُحمَّد سليم (1382هـ - 1962م). الجامع في أخبار أبي العلاء المعرِّي وآثاره (PDF). دمشق - سوريا: المجمع العلمي العربي. ج. الجُزء الأوَّل. ص. 429. مؤرشف من الأصل (PDF) في 27 يناير 2022. {{استشهاد بكتاب}}: تحقق من التاريخ في: |سنة= (مساعدة)
250. ↑  ابن خلِّكان، شمس الدين أبو العبَّاس أحمد بن مُحمَّد بن إبراهيم بن أبي بكر البرمكي الإربلي (1378هـ - 1978م). وفيَّات الأعيان وأنباء أبناء الزمان (PDF) (ط. الأولى). بيروت - لُبنان: دار صادر. ج. الثالث. ص. 345. مؤرشف من الأصل (PDF) في 2024-04-18. {{استشهاد بكتاب}}: تحقق من التاريخ في: |سنة= (مساعدة)
251. 1 2  الذهبي، شمس الدين أبو عبد الله مُحمَّد بن أحمد بن عُثمان بن قايماز (1405هـ - 1985م). سير أعلام النُبلاء (ط. الثالثة). بيروت - لُبنان: دار الكتاب العربي. ج. الثامن عشر. ص. 32 - 33. مؤرشف من الأصل في 14 نيسان (أبريل) 2022. {{استشهاد بكتاب}}: تحقق من التاريخ في: |سنة= و|تاريخ أرشيف= (مساعدة)
252. ↑  الحمصي، مُحمَّد طاهر (1420هـ - 1999م). أبو العلاء المعرِّي: ملامح حياته وأدبه (ط. الأولى). بيروت ودمشق: دار ابن كثير. ص. 33. مؤرشف من الأصل في 7 فبراير 2022. {{استشهاد بكتاب}}: تحقق من التاريخ في: |سنة= (مساعدة)
253. ↑  كزارة، صلاح (1422هـ - 2002م). "آثار أبي العلاء المعرِّي المطبوعة: دليل وراقي (بيبليوغرافي)" (PDF). مجلَّة مجمع اللُّغة العربيَّة بدمشق. مجمع اللغة العربية بدمشق. ج. 77 ع. 3: 542–550. مؤرشف من الأصل (PDF) في 10 يناير 2020. {{استشهاد بدورية محكمة}}: تحقق من التاريخ في: |سنة= (مساعدة)
254. 1 2 3  الحمصي، مُحمَّد طاهر (1420هـ - 1999م). أبو العلاء المعرِّي: ملامح حياته وأدبه (ط. الأولى). بيروت ودمشق: دار ابن كثير. ص. 42 - 43. مؤرشف من الأصل في 7 فبراير 2022. {{استشهاد بكتاب}}: تحقق من التاريخ في: |سنة= (مساعدة)
255. ↑  كزارة، صلاح (1422هـ - 2002م). "آثار أبي العلاء المعرِّي المطبوعة: دليل وراقي (بيبليوغرافي)" (PDF). مجلَّة مجمع اللُّغة العربيَّة بدمشق. مجمع اللغة العربية بدمشق. ج. 77 ع. 3: 554. مؤرشف من الأصل (PDF) في 10 يناير 2020. {{استشهاد بدورية محكمة}}: تحقق من التاريخ في: |سنة= (مساعدة)
256. 1 2  الحمصي، مُحمَّد طاهر (1420هـ - 1999م). أبو العلاء المعرِّي: ملامح حياته وأدبه (ط. الأولى). بيروت ودمشق: دار ابن كثير. ص. 38. مؤرشف من الأصل في 7 فبراير 2022. {{استشهاد بكتاب}}: تحقق من التاريخ في: |سنة= (مساعدة)
257. 1 2  الحمصي، مُحمَّد طاهر (1420هـ - 1999م). أبو العلاء المعرِّي: ملامح حياته وأدبه (ط. الأولى). بيروت ودمشق: دار ابن كثير. ص. 41. مؤرشف من الأصل في 7 فبراير 2022. {{استشهاد بكتاب}}: تحقق من التاريخ في: |سنة= (مساعدة)
258. ↑  ابن العديم، كمال‌ الدين أبو القاسم عُمر بن أحمد بن هبة الله بن أبي جرادة العُقيلي الحلبي. الإنصاف والتحرِّي في دفع الظُلم والتجرِّي عن أبي العلاء المعرِّي. المكتبة الشاملة. ص. 29. مؤرشف من الأصل في 2022-01-24.
259. ↑  القفطي، جمال الدين أبو الحسن علي بن يُوسُف (1406هـ - 1982م). إنباه الرُواة على أنباه النُحاة (ط. الأولى). القاهرة وبيروت: دار الفكر العربي ومُؤسَّسة الكُتُب الثقافيَّة. ج. الأوَّل. ص. 91 - 92. مؤرشف من الأصل في 15 نيسان (أبريل) 2022. {{استشهاد بكتاب}}: تحقق من التاريخ في: |سنة= و|تاريخ أرشيف= (مساعدة)
260. ↑  رسالة الملائكة، أبو العلاء المعرِّي (محفوظ). (2019).
261. ↑  المعرِّي، أبو العلاء أحمد بن سُليمان التَّنُوخي (1404هـ - 1984م). رسالة الصَّاهل والشاحج. تحقيق عائشة عبد الرحمٰن (ط. الثانية). القاهرة - مصر: دار المعارف. ص. 5 و9. مؤرشف من الأصل في 17 أبريل 2022. {{استشهاد بكتاب}}: تحقق من التاريخ في: |سنة= (مساعدة)
262. 1 2  الحمصي، مُحمَّد طاهر (1420هـ - 1999م). أبو العلاء المعرِّي: ملامح حياته وأدبه (ط. الأولى). بيروت ودمشق: دار ابن كثير. ص. 37. مؤرشف من الأصل في 7 فبراير 2022. {{استشهاد بكتاب}}: تحقق من التاريخ في: |سنة= (مساعدة)
263. ↑  بروكلمان، كارل (1977). تاريخ الأدب العربي (PDF) (ط. الخامسة). القاهرة - مصر: دار المعارف. ج. الثاني. ص. 44. {{استشهاد بكتاب}}: تحقق من التاريخ في: |سنة= (مساعدة)
264. ↑  البكري، مُحمَّد توفيق (2018). فُحُول البلاغة (PDF). مدينة نصر - مصر: مؤسسة هنداوي للتعليم والثقافة. ص. 185 وما بعدها. ISBN:9781527315938. مؤرشف من الأصل (PDF) في 17 أبريل 2022. {{استشهاد بكتاب}}: تحقق من التاريخ في: |سنة= (مساعدة)
265. 1 2  الحمصي، مُحمَّد طاهر (1420هـ - 1999م). أبو العلاء المعرِّي: ملامح حياته وأدبه (ط. الأولى). بيروت ودمشق: دار ابن كثير. ص. 39. مؤرشف من الأصل في 7 فبراير 2022. {{استشهاد بكتاب}}: تحقق من التاريخ في: |سنة= (مساعدة)
266. ↑  رسالة الملائكة، أبو العلاء المعرِّي (محفوظ). (2019).
267. ↑  تيمور باشا، أحمد بن إسماعيل بن مُحمَّد (2012). أبو العلاء المعرِّي (PDF). مدينة نصر - مصر: مؤسسة هنداوي للتعليم والثقافة. ص. 69. ISBN:9789777190619. مؤرشف من الأصل (PDF) في 4 فبراير 2022. {{استشهاد بكتاب}}: تحقق من التاريخ في: |سنة= (مساعدة)
268. ↑  السُلَمي المعرِّي، أبو الفتح الحسن بن عبد الله (1419هـ - 1999م). ديوان ابن أبي حُصينة (ط. الثانية). بيروت - لُبنان: دار صادر. ص. 2 - 3. {{استشهاد بكتاب}}: تحقق من التاريخ في: |سنة= (مساعدة)
269. ↑  حُسين، طٰه؛ السقَّا، مُصطفى؛ محمود، عبد الرحيم؛ هارون، عبد السلام؛ الإبياري، إبراهيم؛ عبد المجيد، حامد، المحررون (1406هـ - 1986م). شُرُوح سقط الزند (ط. الثالثة). القاهرة - مصر: الهيئة المصريَّة العامَّة للكتاب. ج. القسم الثاني. ص. د. مؤرشف من الأصل في 17 أبريل 2022. {{استشهاد بكتاب}}: تحقق من التاريخ في: |سنة= (مساعدة)
270. ↑  المعرِّي، أبو العلاء أحمد بن سُليمان التَّنُوخي (1429هـ - 2008م). الَّلامع العزيزيّ شرح ديوان المُتنبي (PDF) (ط. الأولى). الرياض - السُعُوديَّة: مركز الملك فيصل لِلبُحُوث والدراسات الإسلاميَّة. ص. 27 - 28. ISBN:9789960890852. {{استشهاد بكتاب}}: تحقق من التاريخ في: |سنة= (مساعدة)
271. ↑  المعرِّي، أبو العلاء أحمد بن سُليمان التَّنُوخي (1413هـ - 1992م). شرح ديوان أبي الطيِّب المُتنبي «مُعجز أحمد» (PDF) (ط. الثانية). القاهرة - مصر: دار المعارف. ص. 7 - 10. مؤرشف من الأصل (PDF) في 17 أبريل 2022. {{استشهاد بكتاب}}: تحقق من التاريخ في: |سنة= (مساعدة)
272. ↑  كُرد علي، مُحمَّد بن عبد الرزَّاق بن مُحمَّد (2022). رسائل البُلغاء. مدينة نصر - مصر: مؤسسة هنداوي للتعليم والثقافة. ص. 179 وما بعدها. ISBN:9781527325241. مؤرشف من الأصل في 17 أبريل 2022. {{استشهاد بكتاب}}: تحقق من التاريخ في: |سنة= (مساعدة)
273. ↑  تيمور باشا، أحمد بن إسماعيل بن مُحمَّد (2012). أبو العلاء المعرِّي (PDF). مدينة نصر - مصر: مؤسسة هنداوي للتعليم والثقافة. ص. 29 - 30. ISBN:9789777190619. مؤرشف من الأصل (PDF) في 4 فبراير 2022. {{استشهاد بكتاب}}: تحقق من التاريخ في: |سنة= (مساعدة)
274. ↑  الفيروزآبادي، أبو طاهر مجد الدين مُحمَّد بن يعقوب بن مُحمَّد (1426هـ - 2005م). القاموس المُحيط (ط. الثامنة). بيروت - لُبنان: مؤسسة الرسالة. ص. 966. مؤرشف من الأصل في 2 شُباط (فبراير) 2022. {{استشهاد بكتاب}}: تحقق من التاريخ في: |سنة= و|تاريخ أرشيف= (مساعدة)
275. ↑  الفيروزآبادي، أبو طاهر مجد الدين مُحمَّد بن يعقوب بن مُحمَّد (1426هـ - 2005م). القاموس المُحيط (ط. الثامنة). بيروت - لُبنان: مؤسسة الرسالة. ص. 719. مؤرشف من الأصل في 2 شُباط (فبراير) 2022. {{استشهاد بكتاب}}: تحقق من التاريخ في: |سنة= و|تاريخ أرشيف= (مساعدة)
276. ↑  الزِّركلي، خير الدين (2002). الأعلام (ط. الخامسة عشر). بيروت - لُبنان: دار العلم للملايين. ج. الجُزء الثامن. ص. 220 - 221. مؤرشف من الأصل في 10 شُباط (فبراير) 2022م. {{استشهاد بكتاب}}: تحقق من التاريخ في: |سنة= و|تاريخ أرشيف= (مساعدة)
277. ↑  الحمصي، نهلة. "البديعي (يوسف-) (… ـ 1073هـ / … ـ 1662م)". الموسوعة العربيَّة. هيئة الموسوعة العربية. ج. المُجلَّد الرابع. ص. 777. مؤرشف من الأصل في 10 شُباط (فبراير) 2022م. {{استشهاد بموسوعة}}: تحقق من التاريخ في: |تاريخ أرشيف= (مساعدة)
278. ↑  الأنباري، أبو بكر مُحمَّد بن القاسم بن مُحمَّد بن بشَّار (1412هـ -1992م). الزاهر في معاني كلمات الناس (ط. الأولى). بيروت - لُبنان: مُؤسَّسة الرسالة. ج. الأوَّل. ص. 153. مؤرشف من الأصل في 28 آذار (مارس) 2022. {{استشهاد بكتاب}}: تحقق من التاريخ في: |سنة= و|تاريخ أرشيف= (مساعدة)
279. ↑  الذهبي، شمس الدين أبو عبد الله مُحمَّد بن أحمد بن عُثمان بن قايماز (1427هـ - 2006م). سير أعلام النُبلاء. القاهرة - مصر: دار الحديث. ج. الخامس عشر. ص. 342. مؤرشف من الأصل في 2 نيسان (أبريل) 2022. {{استشهاد بكتاب}}: تحقق من التاريخ في: |سنة= و|تاريخ أرشيف= (مساعدة)

### بِلُغاتٍ أوروپيَّة
1. ↑  Tharoor، Kanishk؛ Maruf، Maryam (8 مارس 2016). "Museum of Lost Objects: The Unacceptable Poet". BBC News. مؤرشف من الأصل في 2022-01-26. اطلع عليه بتاريخ 2019-11-05.
2. ↑  Al-Maʿarrī (محفوظ). مؤرشف من الأصل في 21 فبراير 2018. وصل لهذا المسار في 21 فبراير 2018.
3. 1 2  Ridgeon, Lloyd (2003). Major World Religions: From Their Origins To The Present. London: Routledge. ص. 257. ISBN:0415297966. {{استشهاد بكتاب}}: تحقق من التاريخ في: |سنة= (مساعدة)
4. ↑  Hastings، James [بالإنجليزية] (1909). Encyclopedia of Religion and Ethics, Vol. 2. Edinburgh: T&T Clark. ص. 190. مؤرشف من الأصل في 2022-04-15.
5. ↑  Hitti, Philip Khuri (1971). Islam: a Way of Life. Henry Regnery Company. ص. 147. ISBN:0809261553. مؤرشف من الأصل في 2022-11-17. {{استشهاد بكتاب}}: تحقق من التاريخ في: |سنة= (مساعدة)
6. ↑  The 11th Century poet who pissed off al-Qaeda (محفوظ). مؤرشف من الأصل في 6 فبراير 2022. وصل لهذا المسار في 13 يوليو 2015.
7. ↑  Kaldellis، Anthony (2017). Streams of Gold, Rivers of Blood: The Rise and Fall of Byzantium, 955 A.D. to the First Crusade. Oxford University Press. ص. 63. ISBN:978-0190253226.
8. ↑  Mensch. Merriam-Webster. مؤرشف من الأصل في 28 كانون الثاني (يناير) 2013. {{استشهاد بكتاب}}: تحقق من التاريخ في: |تاريخ أرشيف= (مساعدة) وتجاهل المحلل الوسيط |موقع= (مساعدة)
9. ↑  Bloomfield، Leonard (Feb., 1918). "Physigunkus". Modern Philology:  Critical and Historical Studies in Literature, Medieval through Contemporary. University of Chicago Press. ج. 15 ع. 10: 599–600. مؤرشف من الأصل في 25 شُباط (فبراير) 2022. {{استشهاد بدورية محكمة}}: تحقق من التاريخ في: |سنة= و|تاريخ أرشيف= (مساعدة)
10. 1 2 3  Nicholson, Reynold Alleyne (1907). A Literary History of the Arabs. New York: C. Scribner's sons. ص. 317 - 319. {{استشهاد بكتاب}}: تحقق من التاريخ في: |سنة= (مساعدة)
11. ↑  Pinckney Stetkevych، Suzanne (2014). "The Snake in the Tree in Abu al-ʿAlaʾ al-Maʿarri's Epistle of Forgiveness: Critical Essay and Translation". Journal of Arabic Literature. Brill. ج. 45: 2. ISSN:0085-2376. مؤرشف من الأصل في 12 نوفمبر 2021. {{استشهاد بدورية محكمة}}: تحقق من التاريخ في: |سنة= (مساعدة)
12. ↑  Cyril Glassé، Huston Smith (2003). The New Encyclopedia of Islam. Rowman Altamira. ص. 278. ISBN:0759101906. مؤرشف من الأصل في 17 أبريل 2022. {{استشهاد بكتاب}}: تحقق من التاريخ في: |تاريخ= (مساعدة)

## وصلات خارجيَّة
أبو العلاء المعري على موقع الموسوعة البريطانية (الإنجليزية)

- مقالة المعري على موسوعة بريتانيكا (بالإنجليزية)
- أبو العلاء المعري على موقع بوابة الشعراء.
- أبو العلاء المعري على موسوعة الديوان الشعرية.
- صفحة أبو العلاء المعري على موقع أبجد
- صفحة اقتباسات أبو العلاء المعري على موقع أبجد

قالب:شريط مركب
#استدعاء:شريط
#استدعاء:شريط
#invoke:ضبط استنادي
قالب:شريط بوابات
قالب:شريط محتوى متميز
قالب:لا لربط البوابات المعادل
قالب:لا للتصنيف المعادل